# Aéroport de Paris-Charles-de-Gaulle
Pour les articles homonymes, voir Charles de Gaulle (homonymie), CDG et Roissy.
L'aéroport de Paris-Charles-de-Gaulle (code IATA : CDG • code OACI : LFPG), communément appelé aéroport de Roissy, est un aéroport international situé à Roissy-en-France, 23 km au nord-est de Paris. 
C'est le premier aéroport en France par son importance, la deuxième plus importante plate-forme de correspondance aéroportuaire d'Europe (après l'aéroport de Londres-Heathrow au Royaume-Uni) et le dixième aéroport mondial en 2023 pour le trafic passagers, avec 67,4 millions de visiteurs.
Ouvert en 1974 (aérogare 1) pour faire face à la saturation de l'aéroport d'Orly, il porte le nom de Charles de Gaulle qui était président de la République quand la création de l'aéroport fut décidée en 1964.
L'aéroport, avec ses aérogares, ses quatre pistes, son héliport et ses différentes zones d'activités s'étale sur les départements du Val-d'Oise, de Seine-et-Marne et de la Seine-Saint-Denis. Il occupe plus de la moitié du territoire de la commune de Roissy-en-France avec une superficie de 32 km2.
L'aéroport est exploité commercialement par Paris Aéroport (Groupe ADP).

## Histoire
Constatant une croissance rapide du transport aérien de passagers, les pouvoirs publics entreprennent en 1962 d'identifier de vastes terrains suffisamment éloignés de l'agglomération parisienne et susceptibles d'accueillir de nouvelles infrastructures aéroportuaires devant la saturation à venir de l'aéroport de Paris-Orly et de l'aéroport de Paris-Le Bourget, qui avaient été créés à l'époque de la Première Guerre mondiale. Les perspectives d'évolution du trafic prévoyaient à cette époque le doublement du trafic tous les cinq ans, soit douze millions de passagers à l'échéance 1975-1980,.
Dès 1944, Alain Bozel un proche de Charles de Gaulle propose de construire un nouvel aéroport de 8 400 hectares sur le plateau de Saclay. Le président du gouvernement provisoire est séduit par l'idée, mais il renonce temporairement car le jugeant à ce moment-là trop ambitieux et trop coûteux. Vingt ans plus tard, l'idée est relancée mais cette fois-ci au nord de Paris. Un arrêté interministériel du 16 juin 1964 décrète la création de l'aéroport « Paris Nord » sur une large zone agricole du Pays de France, à vingt-cinq kilomètres au nord-est de Paris et sur un terrain peu urbanisé de 3 250 hectares. Cette zone offre de multiples avantages : les destructions à prévoir sont très limitées vu la taille de l'emprise (une seule grosse ferme), et elle permet de réaliser de futures extensions quand les premières infrastructures arriveront à saturation.
Une cinquième piste transversale est ainsi intégrée dans le plan de masse de Paris-CDG à la fin des années 1960. Du 10 juillet au 10 août de la même année a lieu l'enquête d'utilité publique ; la commission d'enquête émet un avis favorable le 30 octobre. L'aéroport occupera une surface de 2 915 ha prise sur le territoire de sept communes.
La municipalité de Roissy-en-France et les autres villages directement concernés tentent alors vainement de lutter contre la création de cet aéroport qui apportait déjà dès le début des travaux son lot de nuisances avec l'arrivée des engins de chantier et les importantes dégradations engendrées aux rues du village de Roissy (camions, boue, canalisations détruites…). Les agriculteurs, quant à eux, protestèrent au début mais, comprenant rapidement le caractère inéluctable de l'édification de l'aéroport, négocièrent des dédommagements financiers afin de se reconvertir sur place ou de racheter des terres agricoles ailleurs.
En parallèle, une importante polémique se développe dans le nouveau département du Val-d'Oise voyant s'affronter les « anti » et « pro-aéroport », les uns déplorant les nuisances apportées, les autres répondant développement économique et progrès. De 1969 — année des dernières expropriations — à 1972, la rumeur du projet et le flou des informations font grandir la contestation locale puis départementale. L'ampleur du phénomène conduit le gouvernement à tenter d'enrayer la polémique en arrêtant clairement en mars 1972 trois zones de nuisances : « A (cinq communes et dix-mille habitants), toute construction interdite ; B (soixante-mille habitants), construction autorisée pour les bâtiments utilitaires ; C (cent-quatre-vingt-mille habitants), extension des agglomérations limitée au maximum ».
Mais loin de calmer les esprits, la contestation prend une ampleur nationale, les médias se répartissant entre « pro » et « anti », souvent en fonction de leur appartenance politique[Comment ?]. Le plus grand reproche fait à l'État par les habitants et élus locaux fut le manque de transparence et l'absence d'information. Ainsi au début des années 1970, l'administration imposait des contraintes architecturales strictes au nom de la préservation du site et laissait se vendre des terrains à bâtir… pour refuser ensuite les permis de construire alors que la construction de l'aéroport était déjà prévue depuis une dizaine d'années.
Le président Charles de Gaulle quitte le pouvoir en 1969 et meurt l'année suivante, donc sans voir l'achèvement du nouvel aéroport qu'il avait lancé. Son successeur, George Pompidou décide de nommer le nouvel aéroport en hommage à son illustre prédécesseur. L'inauguration a lieu le 8 mars 1974 après 8 ans de travaux et une enveloppe respectée de 1,6 milliard franc. Mais la cérémonie est brève et menée par le Premier ministre Pierre Messmer et non par le Président de la République, car le pays est à ce moment en deuil officiel de la catastrophe aérienne d'Ermenonville qui a eu lieu cinq jours plus tôt dans le département de l'Oise, donc proche du nouvel aéroport et avait coûté la vie à 346 personnes. Les premiers passagers atterrissent le 13 mars 1974,.
L'aéroport est desservi à partir de 1976 par la navette ferroviaire Roissy-Rail grâce à l’inauguration d'une gare près de l'aéroport et la construction d'un débranchement ferroviaire depuis Aulnay-sous-Bois. En 1981, le service Roissy-Rail est absorbé par le nouvel RER B, et la ligne ferroviaire est prolongée d'une station en 1994, avec un nouvelle gare commune pour le RER B et les TGV intersecteurs. 
L'aéroport ouvre initialement avec les deux pistes au nord et le terminal 1. Le terminal 2 ouvre en 1982. Les deux pistes sud entrèrent en service entre 1998 et 2001.
Le 25 juillet 2000, le vol 4590 Air France effectué par un Concorde, prend feu au décollage et s'écrase peu de temps après sur un hôtel de la commune de Gonesse, faisant 113 victimes. Un mémorial Concorde en hommage aux victimes a été inauguré par le PDG d'Air France le 25 juillet 2006 au sud de l'aéroport non loin de la zone de fret 7.
Le 8 mars 2014, à l'occasion des quarante ans de l'aéroport, un dossier de présentation a été établi par Aéroports de Paris comprenant, entre autres, les dates clés et les caractéristiques de cette plate-forme aéroportuaire.
Le 16 avril 2016, la société Aéroports de Paris annonce son plan stratégique Connect 2020 qui prévoit la création de deux nouvelles marques pour exploiter les activités du groupe : les aéroports parisiens (Paris-Charles-de-Gaulle, Paris-Orly et Paris-Le Bourget) sont regroupés sous la marque Paris Aéroport, et toutes les autres filiales de la société Aéroports de Paris sont réunies sous la marque Groupe ADP.
Durant les années 2010, un troisième grand terminal fut en projet. Cependant l'impact environnemental et la crise économique du COVID eurent raison de ce projet en 2020.
Du 3 au 10 décembre 2022, dans le cadre de la Journée internationale des personnes handicapées, l'aéroport de Paris-Charles-de-Gaulle est temporairement rebaptisé « Paris-Anne de Gaulle » pour sensibiliser à l'insertion des personnes en situation de handicap,,.

## Directeurs
Jusqu'en février 2018, le directeur de l'aéroport est Franck Goldnadel qui avait succédé, le 1er mars 2011, à Patrice Hardel.
En février 2018, Marc Houalla est le directeur de l'aéroport.
Depuis novembre 2022, Régis Lacote devient le directeur de l'aéroport.

## Importance mondiale de l'aéroport

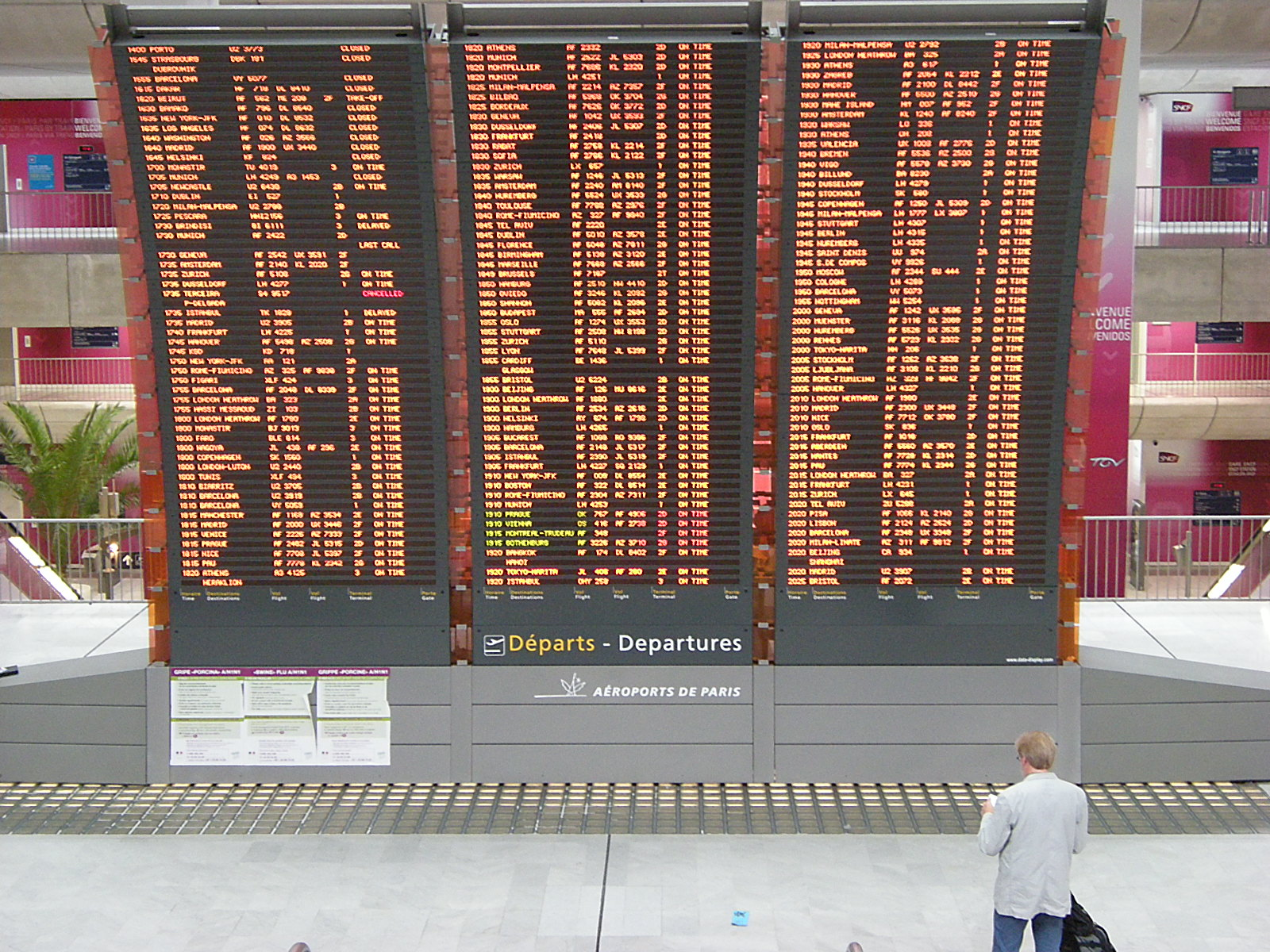
Ancien panneau d'information du terminal 2 à la sortie de la gare TGV.

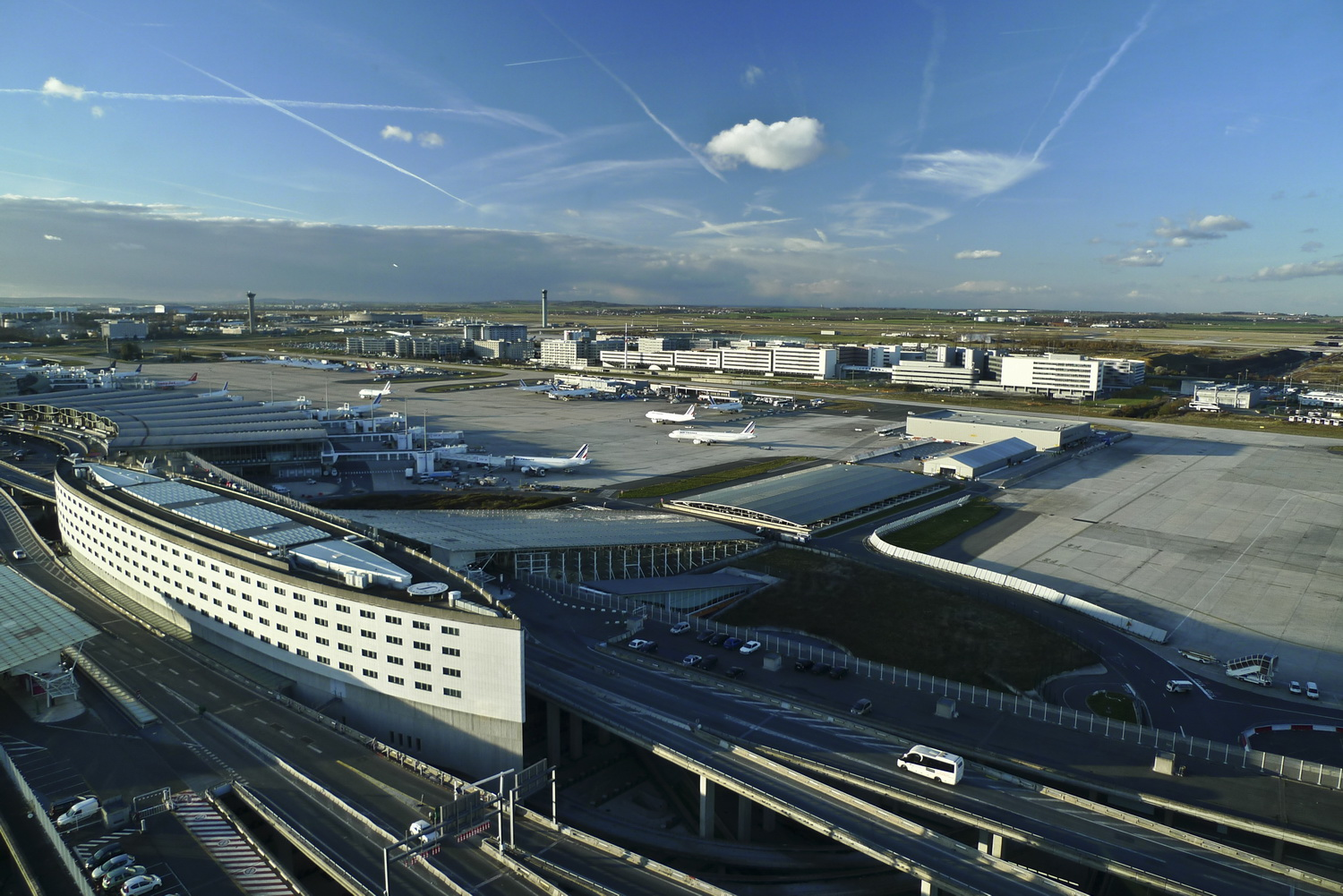
Hôtel Sheraton au centre de la gare TGV du terminal 2. en 2008

L'aéroport Charles-de-Gaulle constitue une plateforme de correspondance pour les compagnies du Groupe Air France-KLM et les compagnies membres de l'alliance Skyteam, mais aussi en matière de fret avec FedEx ou DHL. Paris-CDG est ainsi la première plateforme de correspondance d'Europe pour l'offre de connectivité intercontinentale devant l'aéroport de Londres-Heathrow et le troisième hub européen pour l'offre globale de correspondances derrière Francfort et Amsterdam. Il dessert plus de 329 villes dans le monde, avec un minimum de 12 000 mouvements dans l’année. Avec plus de 25 000 opportunités de connexions en moins de deux heures entre vols moyens et longs courriers par semaine, il est le plus performant, des hubs européens. Le taux de correspondance sur la plate-forme est de 31,6 % en 2015 et Paris se trouve à moins de deux heures de vol de toutes les grandes villes d’Europe occidentale.
Plus de trois cents villes sont desservies à travers le monde par environ cent cinquante compagnies aériennes depuis Paris-Charles-de-Gaulle.

## Trafic
En 2023, Paris-Charles de Gaulle est le deuxième aéroport le plus fréquenté d'Europe et le onzième mondial avec 67,4 millions de passagers accueillis. Londres-Heathrow le dépasse (79,2 millions de passagers), mais il devance ceux d'Amsterdam (61,9 millions) et de Francfort (59,4 millions). En 2019, il avait reçu 76,1 millions de passagers dont environ un tiers en correspondance.
Pour les mouvements d’aéronefs (décollages et atterrissages), il se plaçait en 2023 en troisième position en Europe avec 454 893 mouvements, derrière Amsterdam (464 727) et Londres-Heathrow (456 104), se plaçant ainsi au quinzième rang mondial.
La capacité de la plateforme a été portée à quatre-vingts millions de passagers par l'ouverture du satellite S4 à la fin de juin 2012.
En volume de fret, l’aéroport se situait en 2023 au premier rang européen (1 870 919 tonnes) devant Francfort (1 869 090 tonnes) et au quinzième rang mondial. L'aéroport dispose d'une capacité totale de traitement de 3,6 millions de tonnes de fret par an.
Dans le classement mondial, Paris-Charles de Gaulle se situe au troisième rang des aéroports offrant le plus grand nombre de places de stationnement pour aéronefs, derrière l'aéroport international O'Hare à Chicago (269) et l'aéroport international Hartsfield-Jackson à Atlanta (241), tous deux aux États-Unis. Il dispose de plus de 317 postes de stationnement avions, dont 145 au contact des terminaux. Sur 172 postes au large, 79 sont destinés au fret.

### Trafic: en graphique
Le graphique qui aurait dû être présenté ici ne peut pas être affiché car il utilise l'ancienne extension Graph, désactivée pour des questions de sécurité. Des indications pour créer un nouveau graphique avec la nouvelle extension Chart sont disponibles ici.

Voir la requête brute et les sources sur Wikidata.

#### Impact de la pandémie de Covid-19
Le graphique qui aurait dû être présenté ici ne peut pas être affiché car il utilise l'ancienne extension Graph, désactivée pour des questions de sécurité. Des indications pour créer un nouveau graphique avec la nouvelle extension Chart sont disponibles ici.

Voir la requête brute et les sources sur Wikidata.

### Trafic en tableaux
| Année     | 1995       | 1996       | 1997       | 1998       | 1999       | 2000       | 2001       | 2002       | 2003       | 2004       |
| --------- | ---------- | ---------- | ---------- | ---------- | ---------- | ---------- | ---------- | ---------- | ---------- | ---------- |
| Trafic    | 28 355 470 | 31 724 035 | 35 291 758 | 38 628 916 | 43 597 194 | 48 246 137 | 47 996 529 | 48 358 699 | 48 220 436 | 51 265 415 |
| Évolution |            | + 11,9 %   | + 11,2 %   | + 9,5 %    | + 12,9 %   | + 10,7 %   | - 0,5 %    | + 0,8 %    | - 0,3 %    | + 6,3 %    |

| Année     | 2005       | 2006       | 2007       | 2008       | 2009       | 2010       | 2011       | 2012       | 2013       | 2014       |
| --------- | ---------- | ---------- | ---------- | ---------- | ---------- | ---------- | ---------- | ---------- | ---------- | ---------- |
| Trafic    | 53 798 308 | 56 849 567 | 59 922 177 | 60 874 681 | 57 906 866 | 58 167 062 | 60 970 551 | 61 611 934 | 62 052 917 | 63 850 727 |
| Évolution | + 4,9 %    | + 5,7 %    | + 5,4 %    | + 1,5 %    | - 4,3 %    | + 0,5 %    | + 4,8 %    | + 1 %      | + 0,7 %    | + 2,8 %    |

| Année     | 2015       | 2016       | 2017       | 2018       | 2019       | 2020       | 2021       | 2022       | 2023       | 2024       |
| --------- | ---------- | ---------- | ---------- | ---------- | ---------- | ---------- | ---------- | ---------- | ---------- | ---------- |
| Trafic    | 65 766 986 | 65 933 145 | 69 471 442 | 72 229 723 | 76 150 007 | 22 257 469 | 26 196 575 | 57 474 033 | 67 421 316 | 70 290 260 |
| Évolution | + 3,1 %    | + 0,3 %    | + 5,4 %    | + 4,0 %    | ▲ +5,43 %  | ▼ −69,19 % | ▲ +17,7 %  | ▲ +119,4 % | ▲ +17,31 % | ▲ +4,26 %  |

## Principales compagnies aériennes

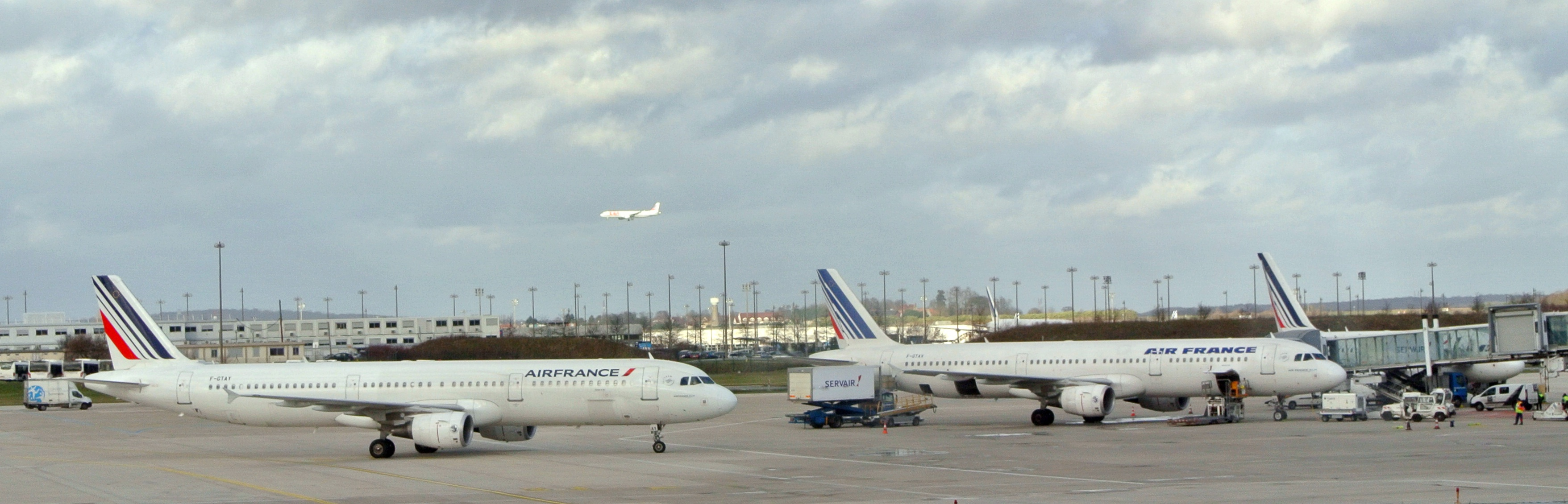
Deux Airbus A321 de la compagnie aérienne française Air France à l'aéroport de Paris-Charles-de-Gaulle.

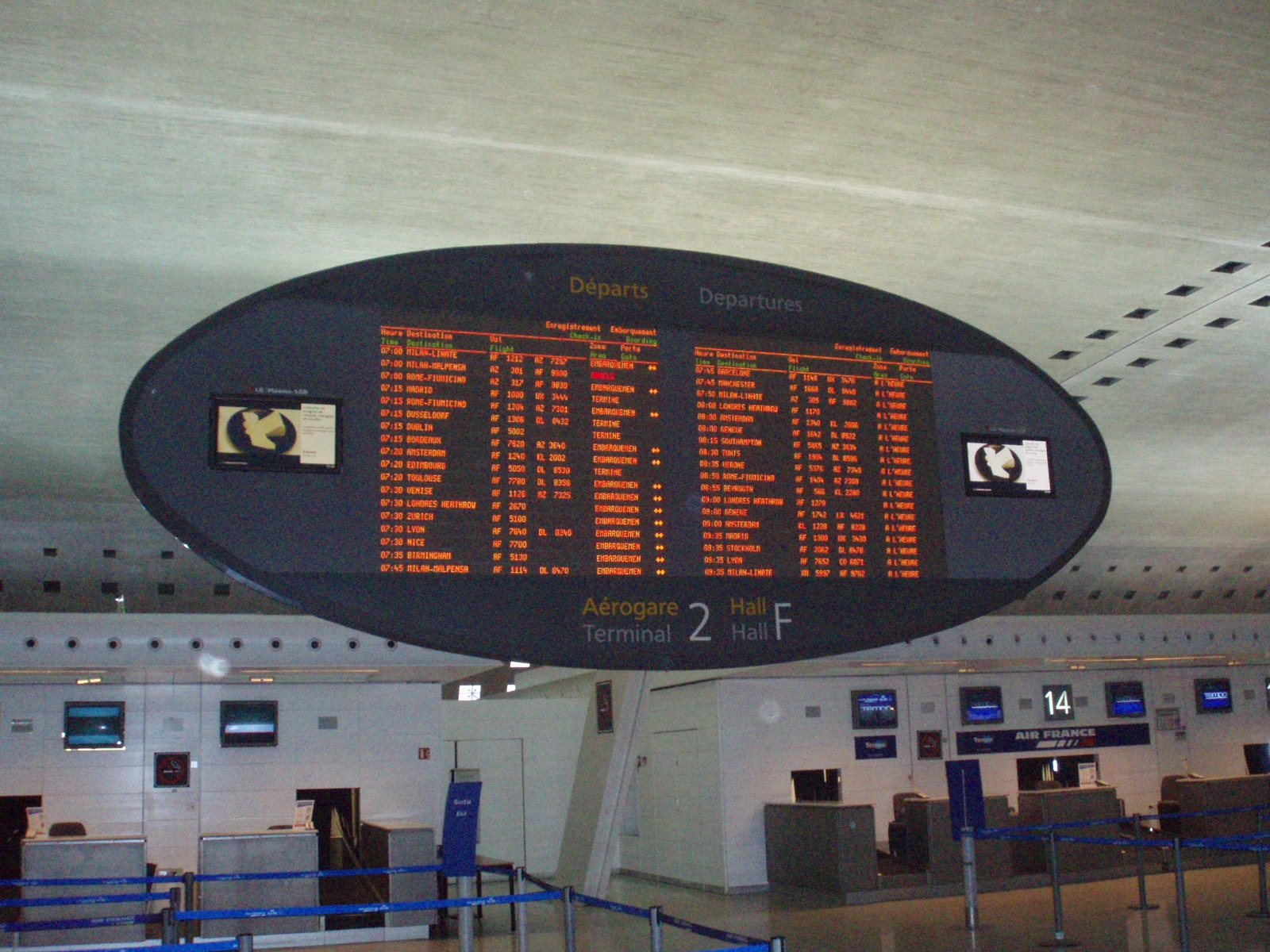
Panneau d'information au Terminal 2F.

L'aéroport de Paris-Charles-de-Gaulle, plus précisément le terminal 2, a été choisi par Air France pour être, à partir du 2 avril 1996 sa principale plate-forme de correspondance aéroportuaire. Avec la réorganisation de ses activités et de son offre commerciale, il est le principal hub des compagnies du groupe Air France-KLM avec Air France, KLM Royal Dutch Airlines, Air France Hop et pour Joon avant sa disparition et fusion avec Air France. En outre, des accords avec les compagnies ferroviaires SNCF et Thalys assurent une intermodalité. C'est aussi le principal hub européen de l'alliance de compagnies aériennes Skyteam. EasyJet avec 7,9 % du trafic, Lufthansa avec 1,6 %, Delta Air Lines avec 1,7 % et Emirates avec 1,4 % du trafic sont les autres compagnies importantes de l'aéroport.
La compagnie de fret FedEx a décidé en 1996 de faire de cet aéroport son hub pour l'Europe, le Moyen-Orient et l'Afrique, devenu en 2005 le plus grand terminal hors États-Unis de la compagnie. Sa concurrente La Poste a suivi la même organisation en 2003. En décembre 2016, FedEx annonce une extension de son hub de Paris-Charles de Gaulle dont les travaux débutent à l'été 2017. Une fois achevé en 2019, le centre opérationnel de logistique express de Paris-Charles de Gaulle augmentera sa capacité du tri automatisé de colis de 40 %.

## Géographie

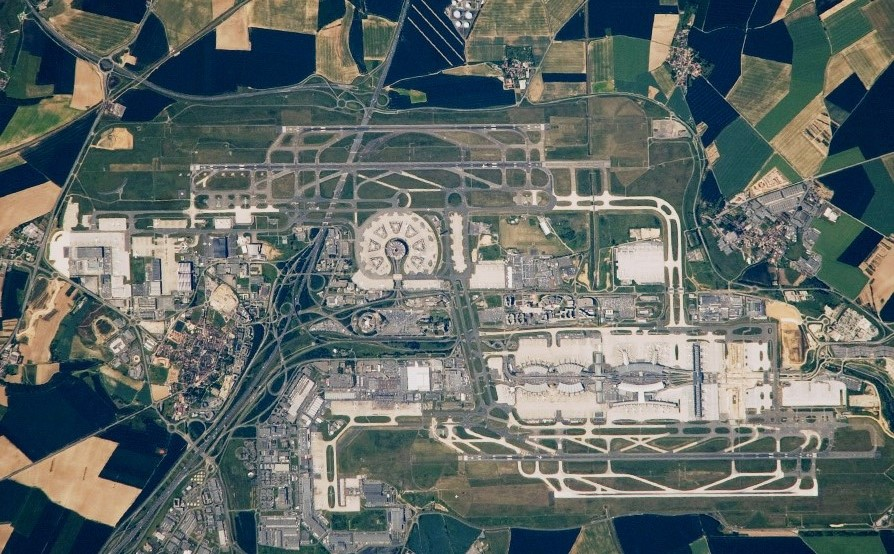
Vue aérienne de l'aéroport en 2009.

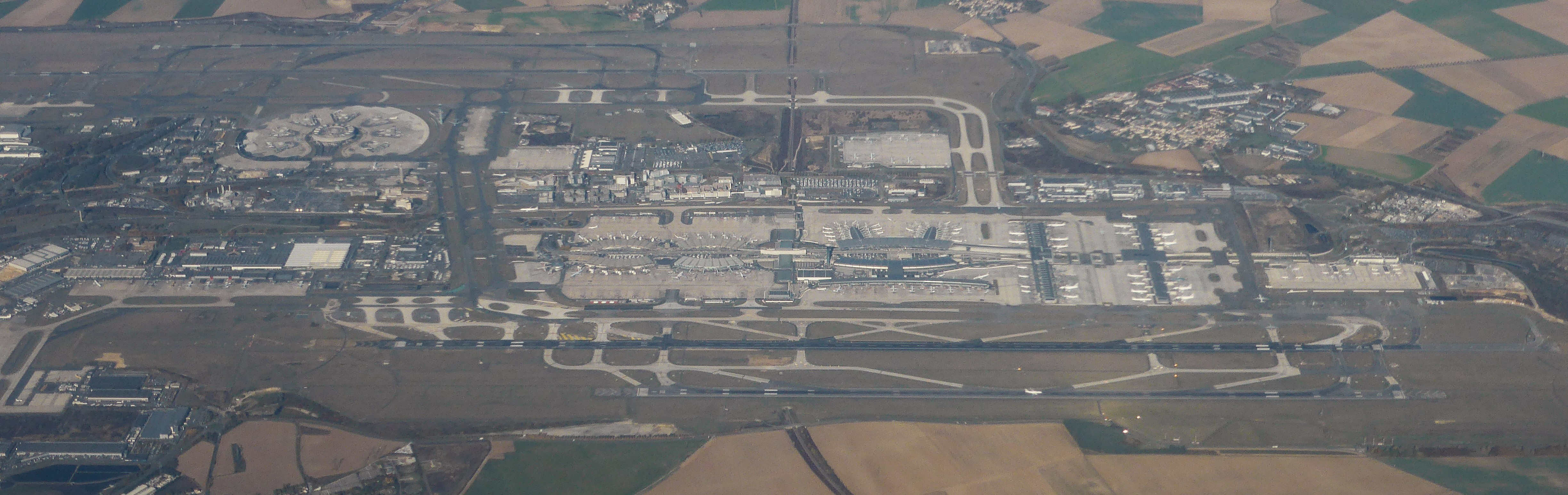
Vue aérienne de l'aéroport en 2016.

L'aéroport est situé à 23 km au nord-est de Paris. Ses 3 257 hectares qui en font l'aéroport le plus vaste d'Europe se répartissent sur six communes appartenant à trois départements :
- Val-d'Oise : Roissy-en-France et Épiais-lès-Louvres ;
- Seine-Saint-Denis : Tremblay-en-France ;
- Seine-et-Marne : Le Mesnil-Amelot, Mauregard et Mitry-Mory[20].

### Situation en Île-de-France
| \| 20 km1:401 000 \| Beynes - Thiverval Chavenay - Villepreux Chelles Coulommiers Fontenay-Trésigny La Ferté-Alais Lognes-Émerainville Mantes - Chérence Meaux - Esbly Melun-Villaroche Moret - Épisy Nangis Les Loges Saint-Cyr-l'É. Les Mureaux Étampes Charles-de-Gaulle Le Bourget Orly Pontoise - Cormeilles-en-V. Paris-Saclay-Versailles Issy-les-M. Villacoublay |
| 20 km1:401 000 |

## Aérogares

Plan de l'aéroport.

Le terminal 1 accueille entre autres des compagnies européennes et internationales de l'alliance Star Alliance comme Lufthansa, Austrian Airlines, Brussels Airlines, Singapore Airlines, Air China, Thai Airways International, EVA Air, Air India, Scandinavian Airlines System, All Nippon Airways, Asiana Airlines, Turkish Airlines, United Airlines, Air Canada (temporairement) mais aussi Qatar Airways, Norwegian, etc.
Le terminal 2, le plus important, se décompose en plusieurs éléments listés ci-dessous.
- Terminaux 2A et 2C (reliés) : Certaines compagnies de l'alliance Oneworld (British Airways, American Airlines, Cathay Pacific, etc.), El Al, Emirates, Etihad Airways, Oman Air, Air Tahiti Nui, Air Austral, Saudia, Hainan Airlines, Kenya Airways, Air India, Madagascar Airlines, Air Sénégal, etc. Les vols opérés sont des vols internationaux (hors Schengen).
- Terminal 2B et 2D (reliés) : Compagnie à bas coûts ou charter Air Austral, Air Tahiti, EasyJet et compagnies nationales européennes Air Baltic, Air Malta, Air Serbia, CSA Czech Airlines, Finnair, Georgian Airways et de la zone MENA Royal Air Maroc ou Royal Jordanian…
- Terminal 2E (halls K, L, M) : uniquement des vols internationaux (hors Schengen) et les compagnies membres de l'alliance Skyteam (Air France, Delta Air Lines, Aeroméxico, Tarom, Middle East Airlines, China Eastern Airlines, Korean Air) + China Southern Airlines, Vistara, Japan Airlines…
- Terminal 2F : uniquement pour les vols à destination de l'espace Schengen et les compagnies de l'alliance Skyteam (Air France, KLM Royal Dutch Airlines, ITA Airways) + Air Corsica…
- Terminal 2G : spécialisé dans l'accueil de petits aéronefs (donc dans les liaisons court-courrier), vols à destination de l'espace Schengen et des compagnies de l'alliance Skyteam (filiale d'Air France Air France Hop).

Le terminal 3 accueille des vols à destination de l'international et de l'espace Schengen. Il accueille principalement des compagnies low-cost ou charters telles que Vueling Airlines, ASL Airlines France, Air Transat, Norse, Enter Air, Air Arabia, Pegasus Airlines, TUIfly, Smart Wings, Jet 2…
Les compagnies de fret se trouvent pour la plupart dans les sept zones de fret spécialement aménagées aux pieds des pistes sud, sauf Fedex qui se trouve près des pistes nord et des zones de maintenance Air France.
Fortement inspirée des années 1970 pour les terminaux 1 et 2, l'architecture des aérogares reprend un style avant-garde moderne et novateur pour l'époque.

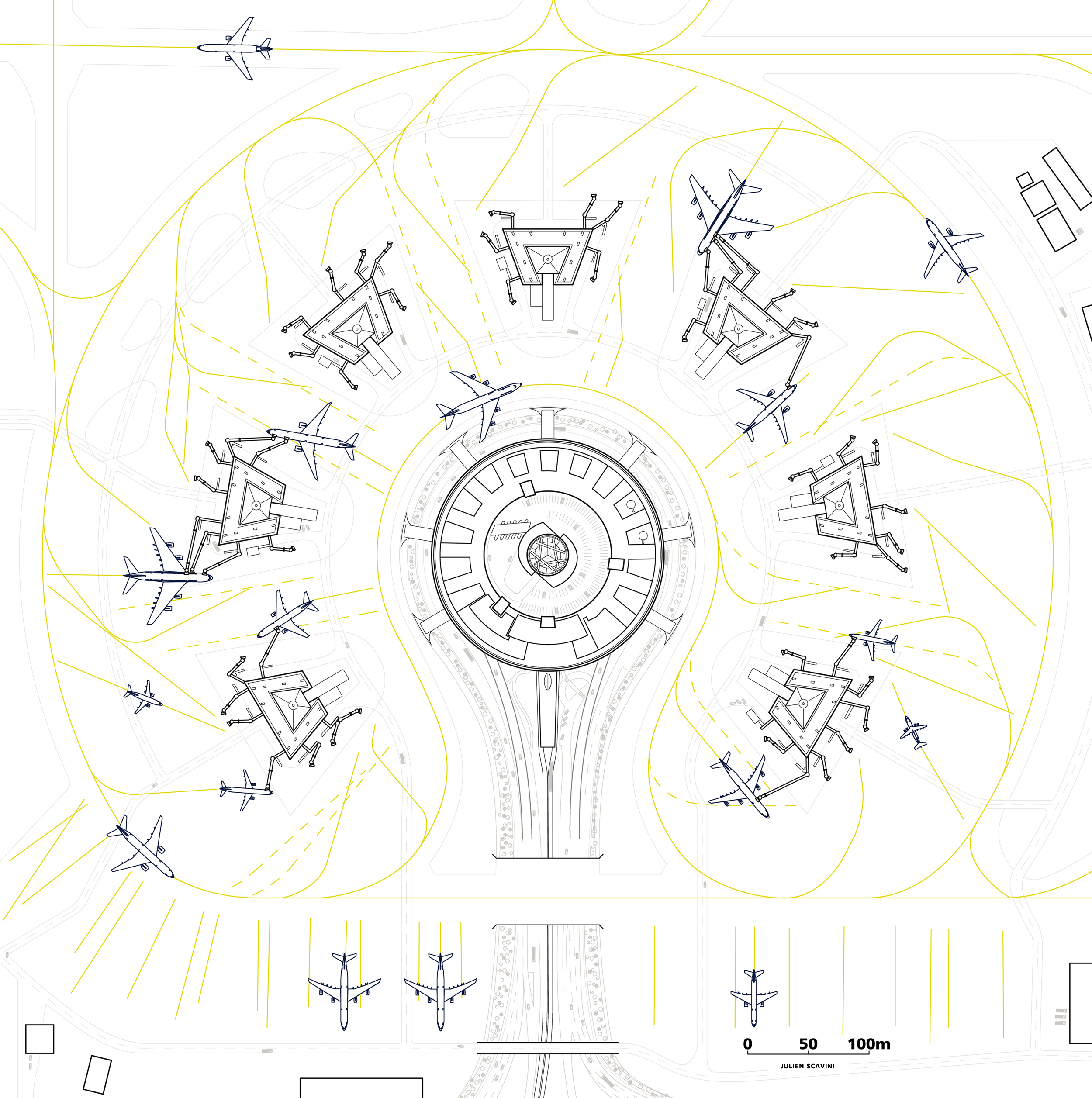
Plan du terminal 1.

### Première aérogare

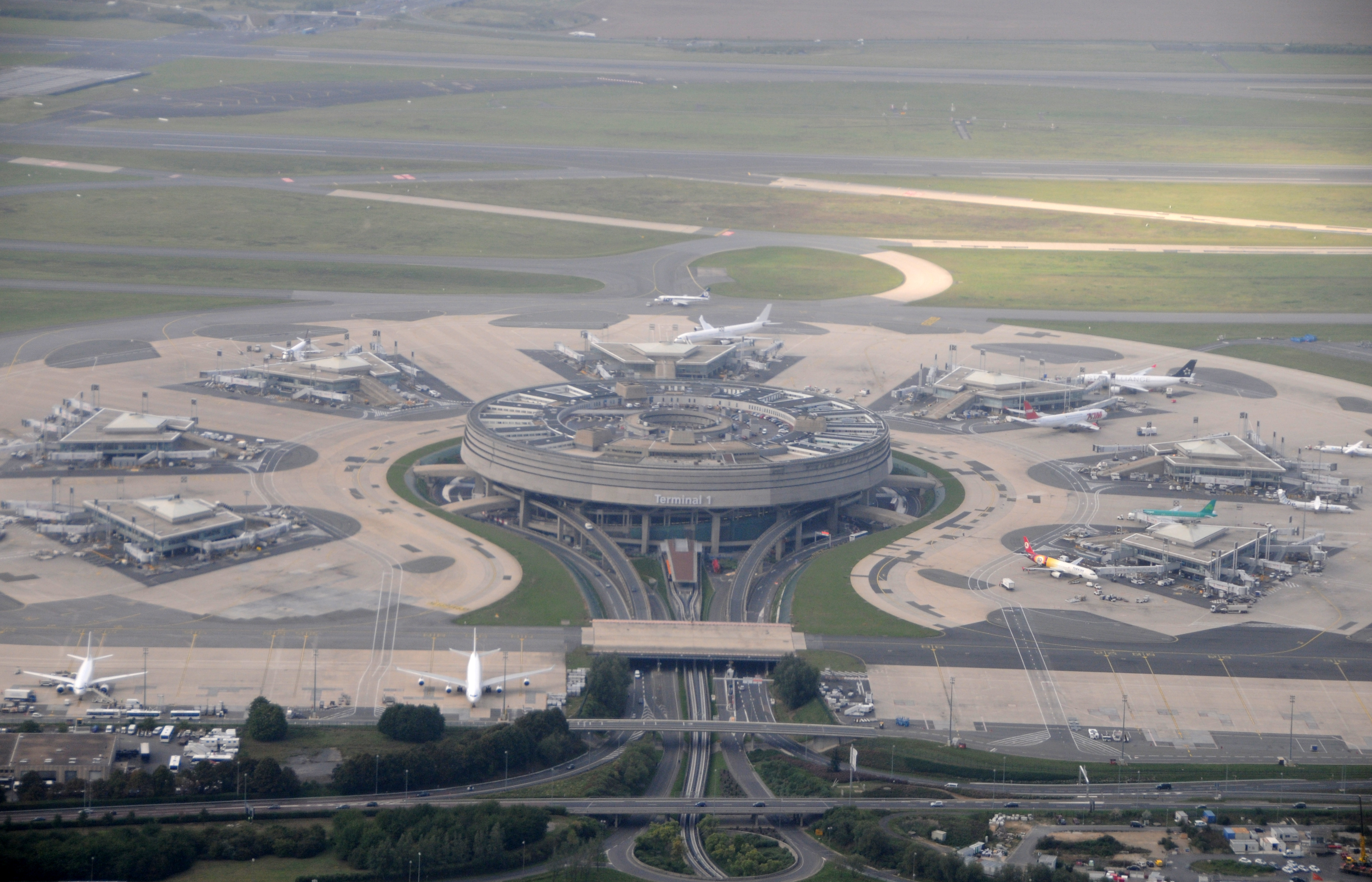
Vue aérienne de l'aérogare 1.

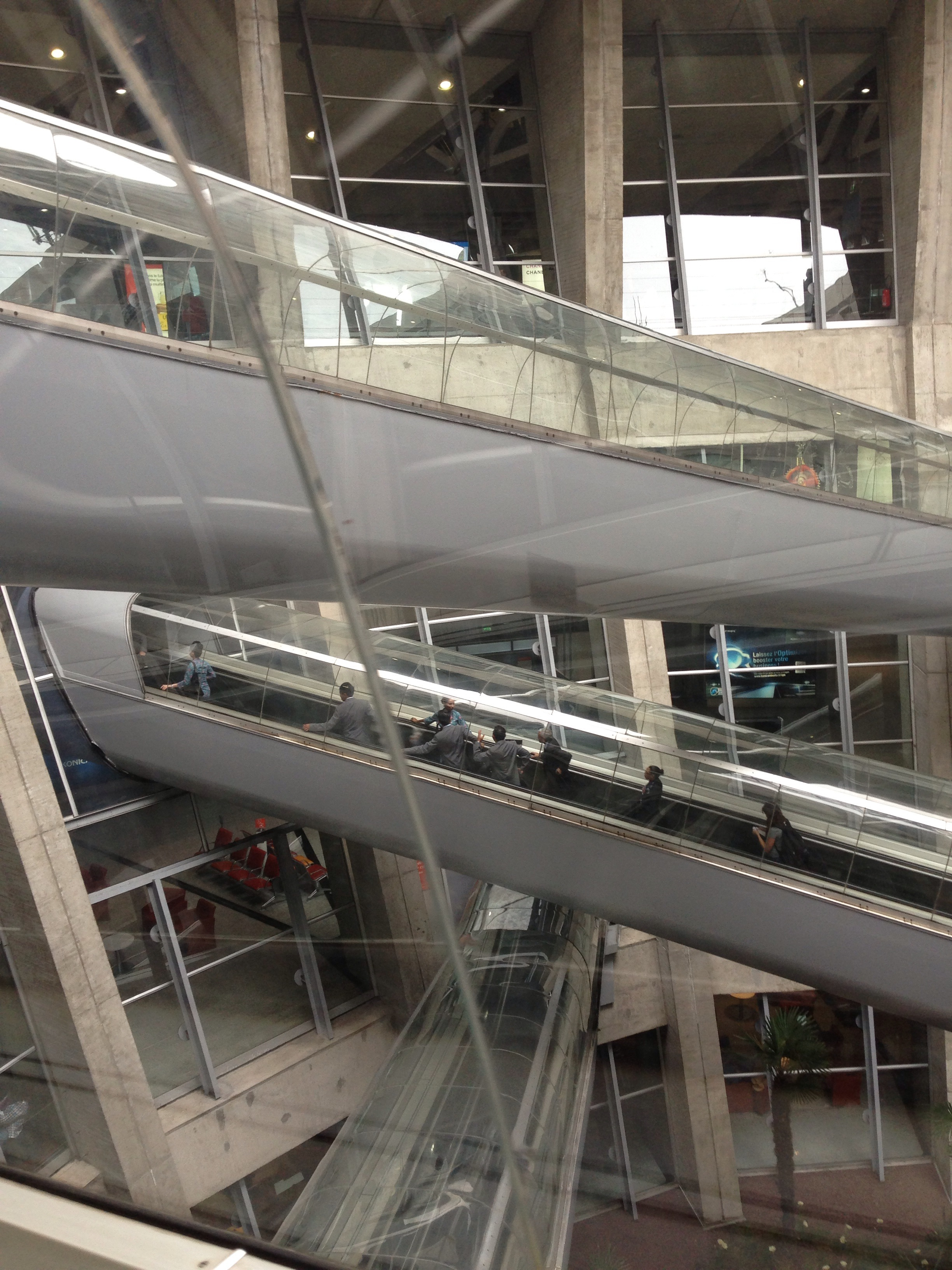
Escaliers mécaniques du patio central du terminal 1.

La première aérogare, conçue par Paul Andreu, est bâtie de 1967 à 1974 en forme de pieuvre. Il est également surnommé « le camembert ». Elle est constituée d'un élément central circulaire affecté à l'accueil des voyageurs, placé au milieu du tarmac, autour duquel sont érigés sept satellites qui accueillent les avions et les salles d'embarquement proprement dites. L'emplacement du huitième satellite est occupé par les bretelles d'accès pour les automobiles et par la station de la navette ferroviaire. La conception circulaire est censée faciliter les vols en correspondance, laquelle est normalement plus rapide avec le Concorde.
Le bâtiment central, disposant d'un vaste puits de lumière en son centre, voit chaque étage affecté à une fonction. Le premier étage est réservé aux fonctions techniques, et n'est pas accessible au public. Le deuxième étage contient des boutiques et restaurants, l'accueil des passagers provenant des autres aérogares par la navette CDGVAL, et une partie des comptoirs d'enregistrement depuis une rénovation récente. La majorité des comptoirs d'enregistrement est située au troisième étage, où se trouvent aussi les accès pour les voyageurs venant en taxi, bus ou véhicules particuliers. Les voyageurs en partance peuvent rejoindre le quatrième étage, où se trouvent des magasins hors taxes et les postes de contrôle aux frontières, et, de là, accéder aux aérogares satellites dans lesquels aura lieu l'embarquement par des tunnels passant sous les pistes. Les voyageurs qui débarquent dans ces mêmes satellites suivent le chemin inverse, et les arrivants croisent les partants, avant de rejoindre le cinquième étage où se trouvent les tapis à bagages et les services des douanes, ainsi que la zone des arrivées et la sortie des zones sous contrôle. Les quatre étages supérieurs sont réservés à des parkings ou à l'usage de l'administration et des compagnies aériennes.
Le passage entre les troisième, quatrième et cinquième étages se fait grâce à un enchevêtrement de tapis roulants disposés au centre du bâtiment. Ces tapis passent par-dessus une cour et sont donc à ciel ouvert. Chaque tapis est recouvert d'un tube transparent permettant l'isolation du tapis entre l'intérieur et l'extérieur du bâtiment.
Des bas-reliefs de béton par Antoniucci Volti, évoquant les cinq continents, ornent des parois extérieures du niveau des départs. Le ministère de la Culture a labellisé l'aérogare no 1 (et pour l'instant lui-seul au sein de l'aéroport) « Patrimoine du XXe siècle ».
Il avait au départ été envisagé de construire plusieurs aérogares sur ce modèle. Néanmoins, les premières années d'exploitation permirent d'identifier plusieurs défauts dus à la conception originale du bâtiment. Ainsi, il n'y a pas de grand hall au sein du bâtiment, contrairement à d'autres conceptions d'aéroports plus classiques, ce qui rend son exploitation plus compliquée lors de vols en correspondance. De nombreux passagers ont été déçus de n'avoir aucune vue sur les pistes et les avions depuis l'aérogare principale, à l'opposé de la situation dans l'aéroport d'Orly. Enfin, la conception sous forme de satellites oblige les passagers à d'importants parcours à pieds pour la montée dans l'appareil ou pour sa descente puis la récupération des bagages. La forme du bâtiment, qui plus est, ne permet pas d'agrandissements ou de modulations ce qui rendit sa capacité vite insuffisante. Cela a donc ouvert la voie à une conception plus traditionnelle pour les aérogares suivantes.
Le terminal 1 a été totalement rénové. Dix ans de travaux ont été nécessaires, durant lesquels il n'a été fermé que par sections, pour un montant total de 35 M€,,. Le réaménagement intérieur a été achevé le 5 mars 2009 et le ravalement des façades le 30 juin 2011, puis les sept satellites d'embarquement ont à leur tour été rénovés.
De 2016 à fin 2020 les satellites Est 1 à 3 (ou T, U et V), réservés aux vols internationaux hors Schengen, ont été reliés en une seule structure de 38 000 m2 par un nouveau hall pouvant accueillir 1,2 million de passagers supplémentaires, afin de porter la capacité du terminal à 12,2 millions de passagers, pour un coût de 97 millions d'euros,. Ce redéveloppement facilite l'accueil des avions les plus larges, centralise le contrôle sûreté aujourd'hui dupliqué dans les trois satellites, et augmente significativement l'espace disponible pour les salles d'embarquement et les commerces.

### Deuxième aérogare

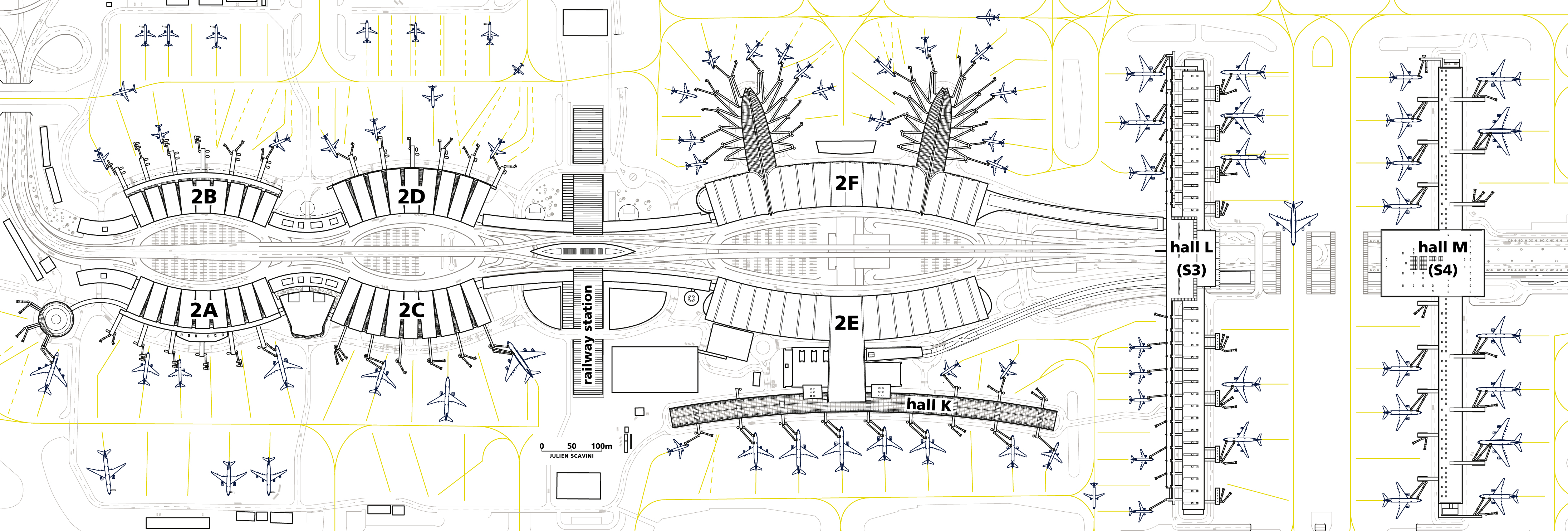
Plan du terminal 2 et des différents halls.

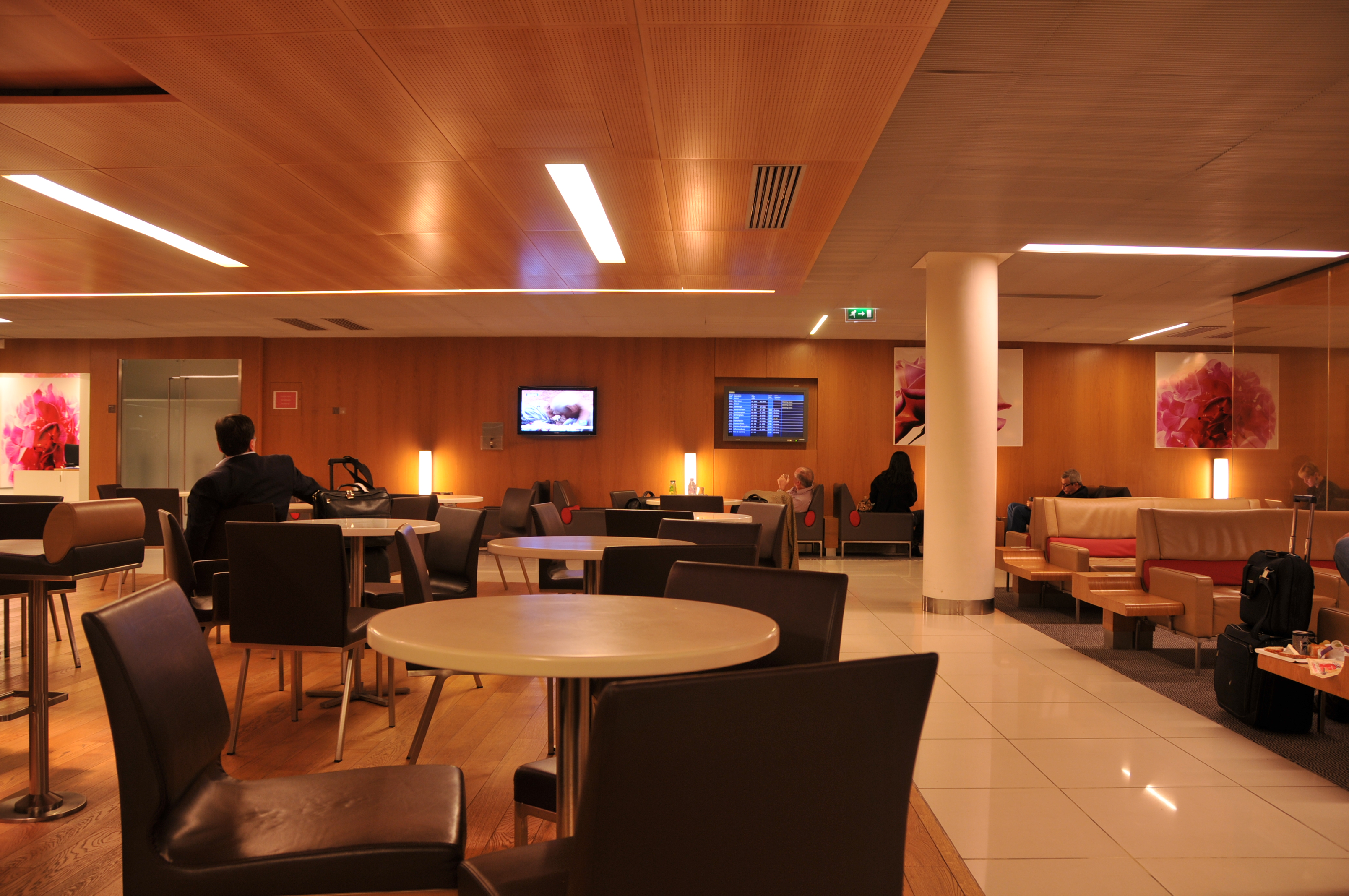
Salon d'Air France au
Terminal 2E.

Également dessinée par Paul Andreu, la deuxième aérogare (terminaux 2A et 2B) est inaugurée en 1982 et adopte la philosophie des aérogares modulables. La construction du terminal 2D (1989), du 2C (1993), du 2F (1998), du 2E (2003), du S3 (2007), du 2G et de la jetée d'embarquement du 2E (2008) et du S4 (2012) accompagne le développement de son principal exploitant : Air France,,, avec ses partenaires de l'alliance Skyteam.
En 2020, l'aérogare 2 est constituée de six terminaux ou modules (A, C, E disposés au sud et B, D, F disposés au nord), séparés par une voie rapide et des parkings, d'un satellite d'embarquement (alpha) relié au terminal A par une passerelle et de deux satellites d'embarquement (S3 et S4) reliés aux terminaux E et F. Entre les terminaux C et D, du côté ouest, et les terminaux E et F, du côté est, se situe la gare de l'aéroport Charles-de-Gaulle 2 TGV.

#### Terminaux 2A à 2D
Les terminaux 2A et 2C ont été reliés par un bâtiment de 16 600 m2, d'un coût de 69 M€, entrepris en février 2010 et mis en service le 11 avril 2012. Ce bâtiment permet l'unification des zones d'embarquement, le traitement de l’ensemble des contrôles d’immigration de ces terminaux en un seul point, ainsi que la création de surfaces commerciales, de salons pour les compagnies et de bureaux. L'ensemble de ces travaux, bâtiment de liaison compris, représente un investissement de 104 M€.
Le terminal 2B a été agrandi par une verrière côté pistes. Un bâtiment de jonction de 23 500 m2 portant l'ensemble à 77 500 m2, a été construit afin de le relier au terminal 2D, pour un coût total de 280 M€,.

#### Terminaux 2E et 2F

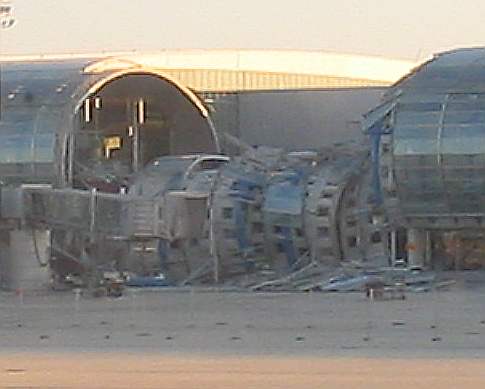
Jetée d'embarquement du terminal 2E effondrée en juin 2004.

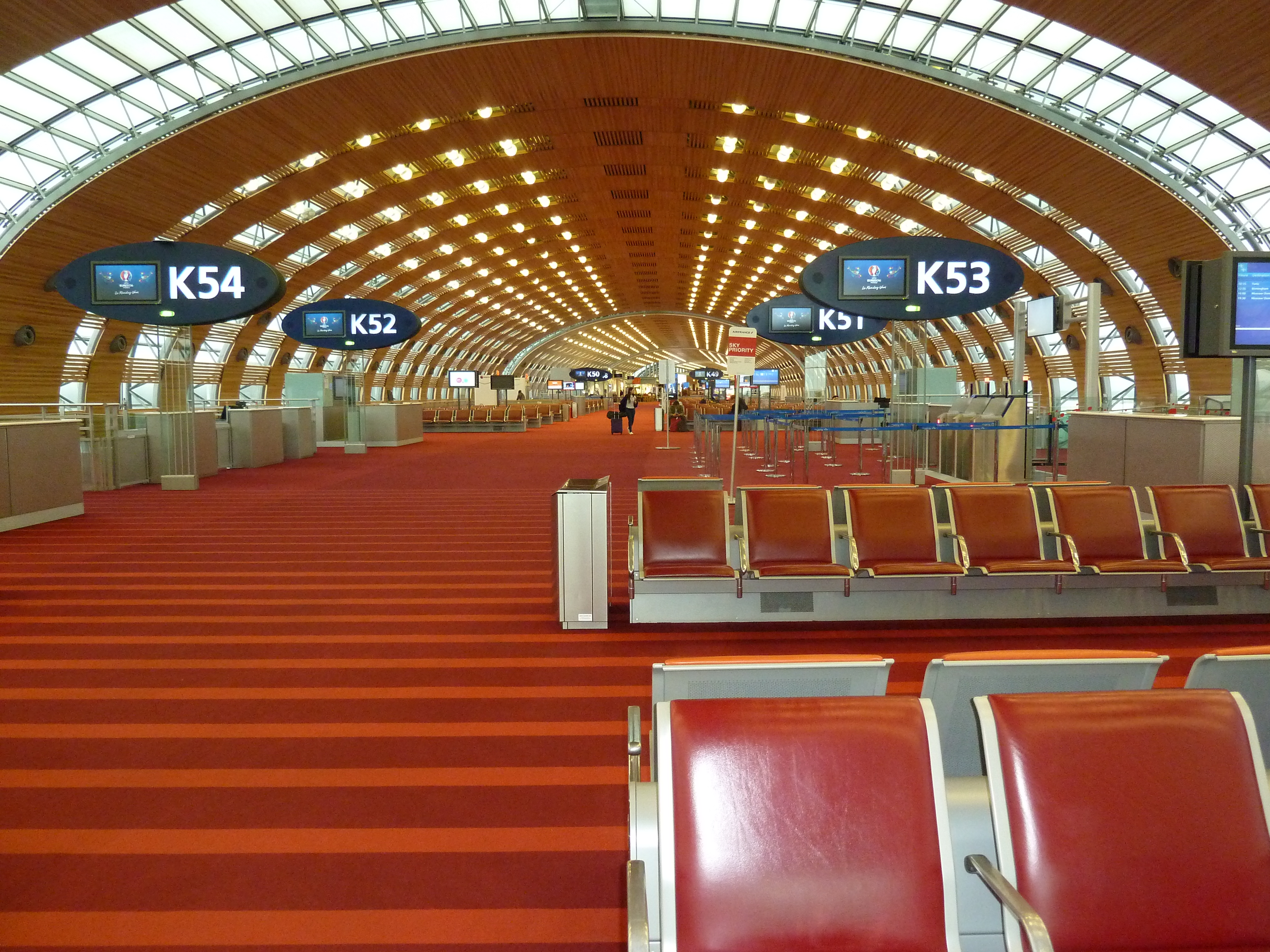
Hall K du terminal 2E de l'aéroport.

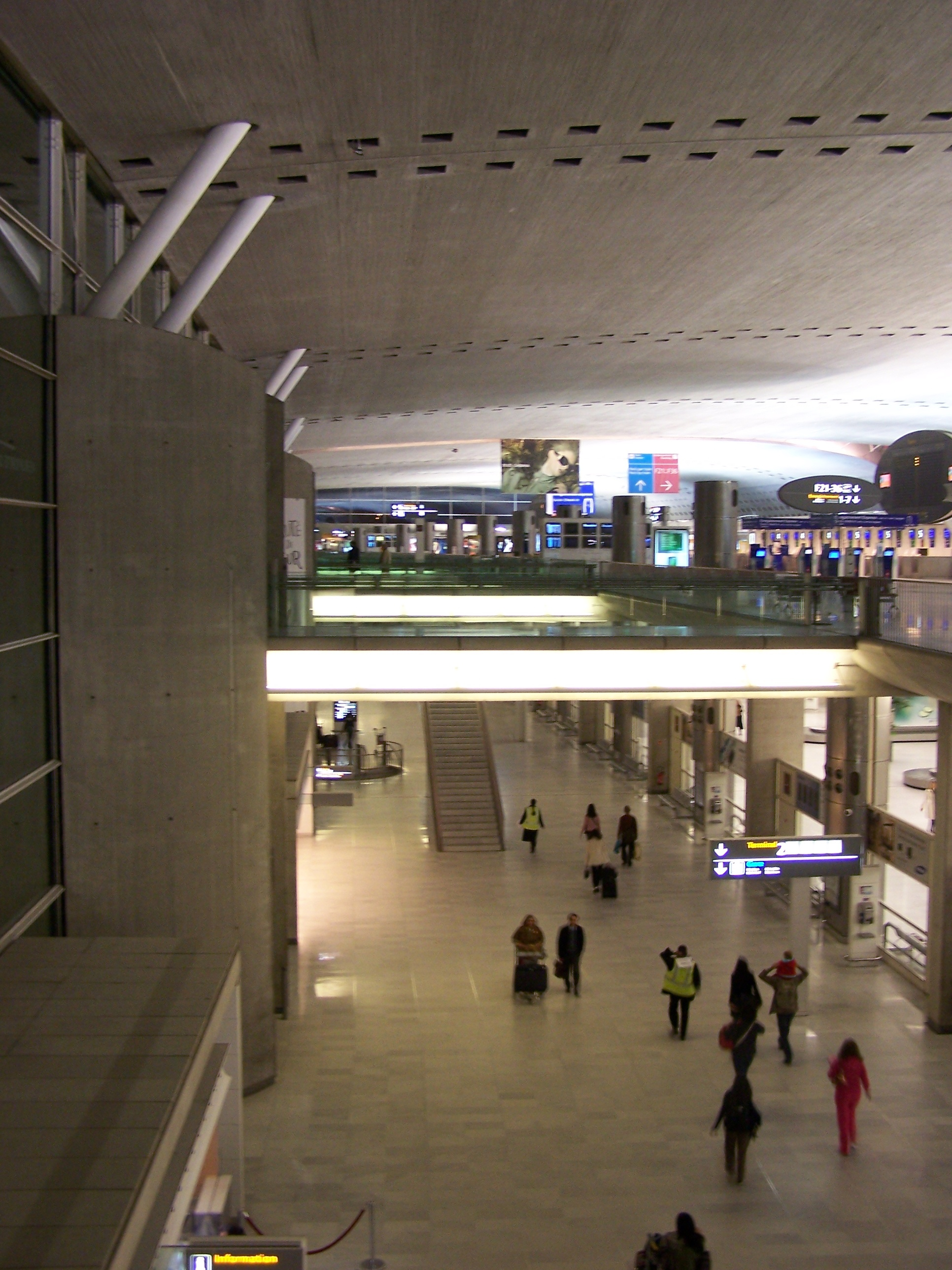
Terminal 2F intérieur.

Une partie de la jetée d'embarquement du terminal 2E s'est effondrée le 23 mai 2004 à 7 h du matin, à peu près un an après sa mise en service, en faisant quatre morts et sept blessés. Son audace architecturale fut alors l'objet d'une polémique, d'autant plus forte qu'au moment où l'effondrement de la coque en béton qui constituait l'ossature s'est produit, il n'apparut aucun facteur déclenchant : pas de neige, pas de vent et peu de monde présent donc de surcharge. La jetée d'embarquement endommagée a été entièrement détruite, puis reconstruite en conservant les piliers de béton et les panneaux de verre, qui ont été démontés afin de minimiser les coûts et les délais de reconstruction, puis replacés sur la nouvelle structure en acier de mêmes forme et gabarit. La réouverture s'est effectuée le 30 mars 2008. Le 13 mars 2019, le tribunal correctionnel de Bobigny a condamné le groupe Aéroports de Paris (ADP) à la peine maximale de 225 000 euros d’amende, quinze ans après l’effondrement du terminal 2E.
En septembre 2007, a été mise en service la première phase du « tri de bagages est », système de tri des bagages entièrement automatisé intégrant l'inspection-filtrage des bagages de soute à 100 %. Il permet la correspondance de l'ensemble des bagages des terminaux 2E et 2 F. Son agrandissement est prévu avec la construction d'un nouveau convoyeur automatique sous les halls L et M relié directement au hall K.
Le terminal 2E a été doté en 2017 d'un système robotisé expérimental pour garer les voitures mais le modèle d'entreprise ne s’est pas révélé pertinent pour les parkings couverts.
- Hall L (Satellite S3)

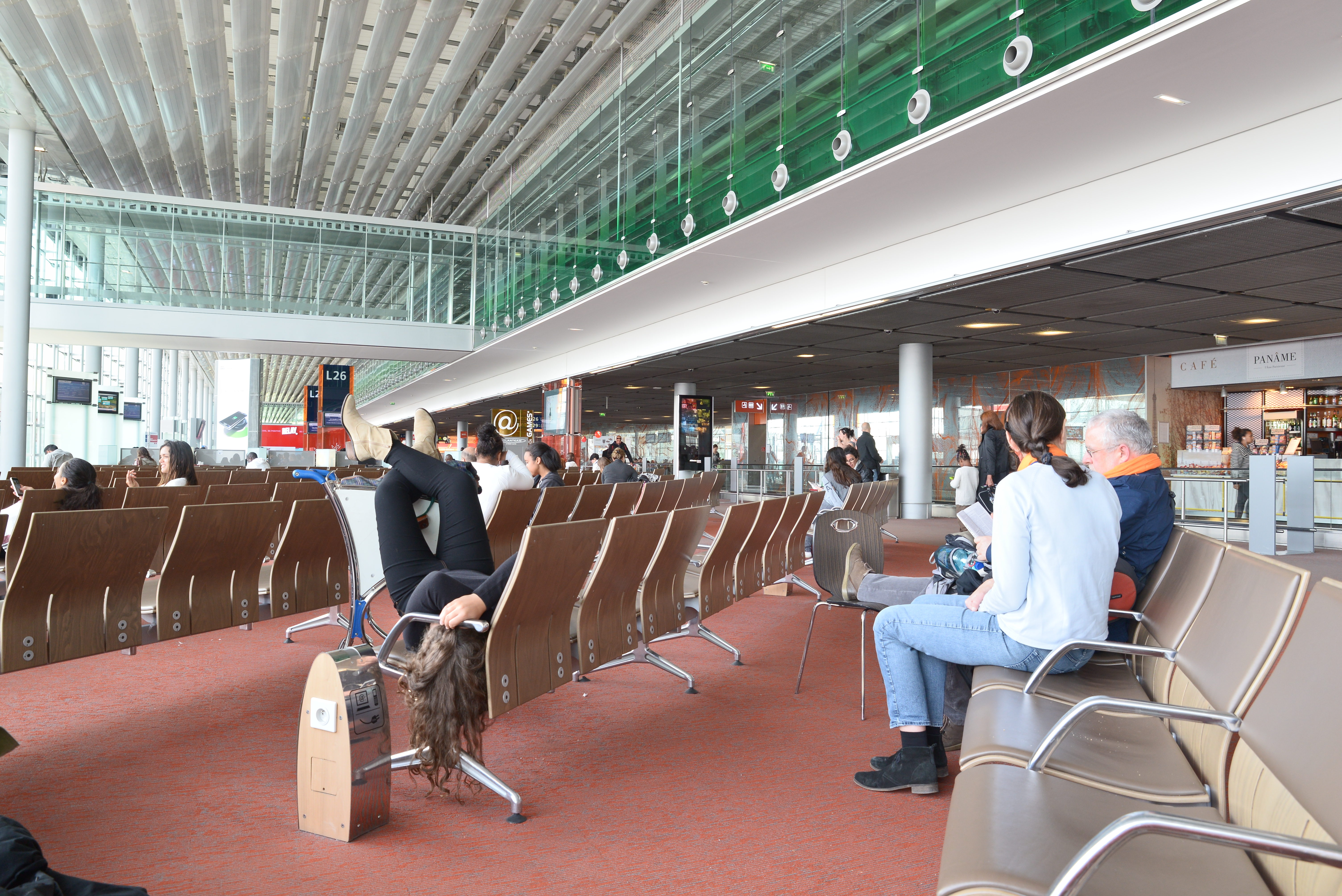
Hall L du terminal 2E (terminal S3).

Le mardi 26 juin 2007, un nouveau satellite d'embarquement appelé S3, puis hall L du terminal E et baptisé « la Galerie parisienne » a été inauguré par Nicolas Sarkozy. Situé à l'est des terminaux 2E et 2 F et disposé perpendiculairement par rapport à ceux-ci, ce satellite est attribué à Air France-KLM et à l’alliance SkyTeam. Il est consacré en priorité à la correspondance rapide entre avions moyen courrier et long-courrier et permet en particulier l'embarquement simultané de six A380. Comportant vingt-deux postes d'embarquement, il a une capacité 8,5 millions de passagers. La Galerie parisienne n'étant qu'un satellite d'embarquement, l'enregistrement ou la sortie des passagers qui ne sont pas en correspondance se fait par le terminal 2 E. Le hall L est relié aux halls K et M par une navette automatique : le métro automatique : LISA (trajet de quarante-cinq secondes). Les passagers en correspondance vers l'Europe ont un accès direct au terminal 2 F via un cheminement à pied. Une refonte des zones commerciales du hall L du terminal 2E a été réalisée fin 2020.
En plus des 3 200 m2 de boutiques et 1 400 m2 de bars et restaurants, il offre aux passagers 5000 sièges, des zones de repos équipées de sièges en position allongée, des espaces équipés de consoles de jeux vidéo et sept espaces de travail équipés de prises pour connecter des ordinateurs portables. Air France-KLM et Skyteam y disposent en outre de près de 3 000 m2 de salons privatifs. Guy Martin ouvre en juin 2015 son premier restaurant I Love Paris.
Long de 750 m et large de 80 m, le satellite S3 couvre une surface totale de 250 000 m2 (l'équivalent de 40 terrains de football). Sa façade est recouverte de 3 hectares de verre et sa structure en acier pèse plus de 13 000 tonnes, près de deux fois le poids de la tour Eiffel.
- Hall M (Satellite S4)

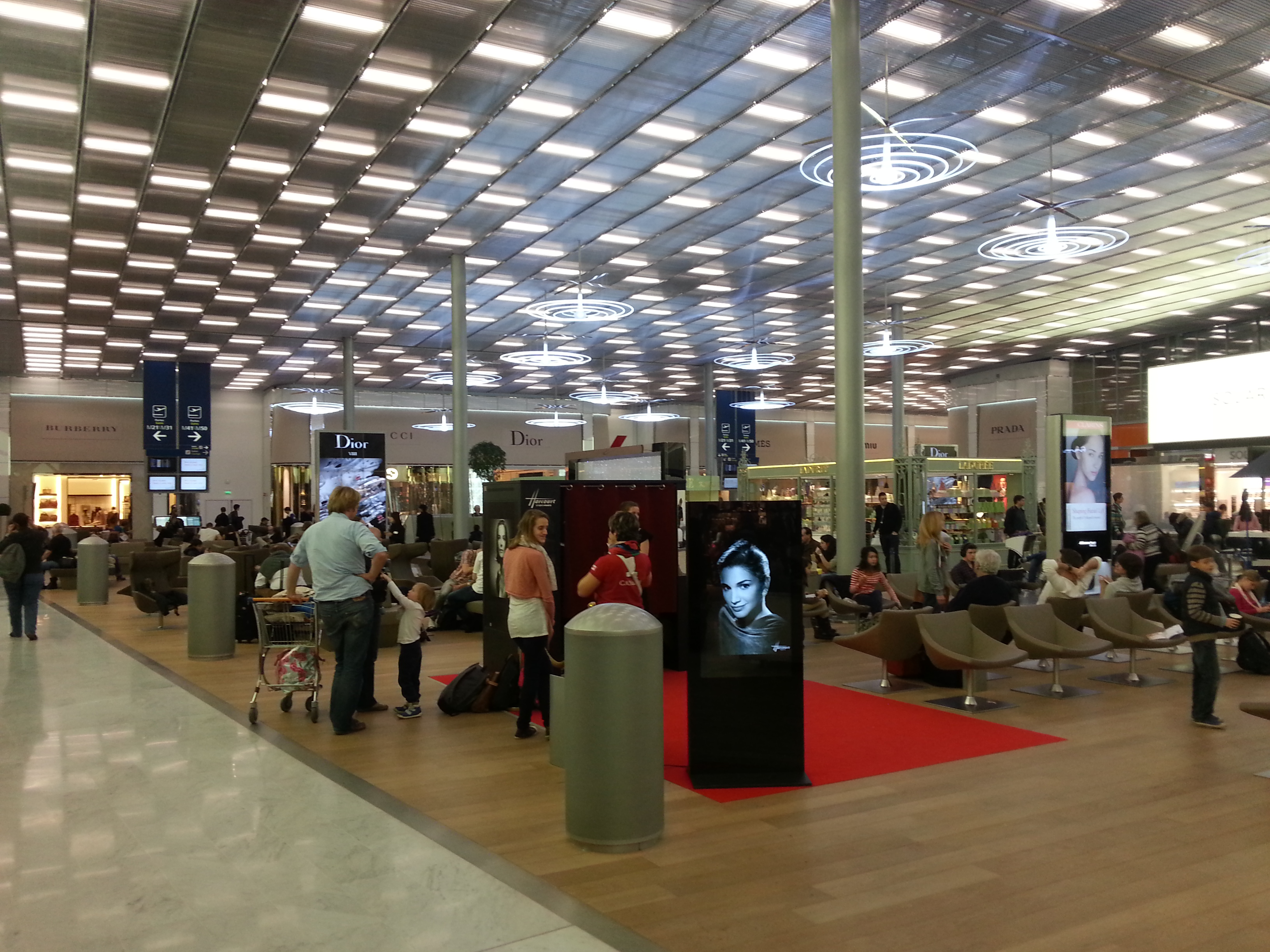
Le hall d'entrée du satellite S4.

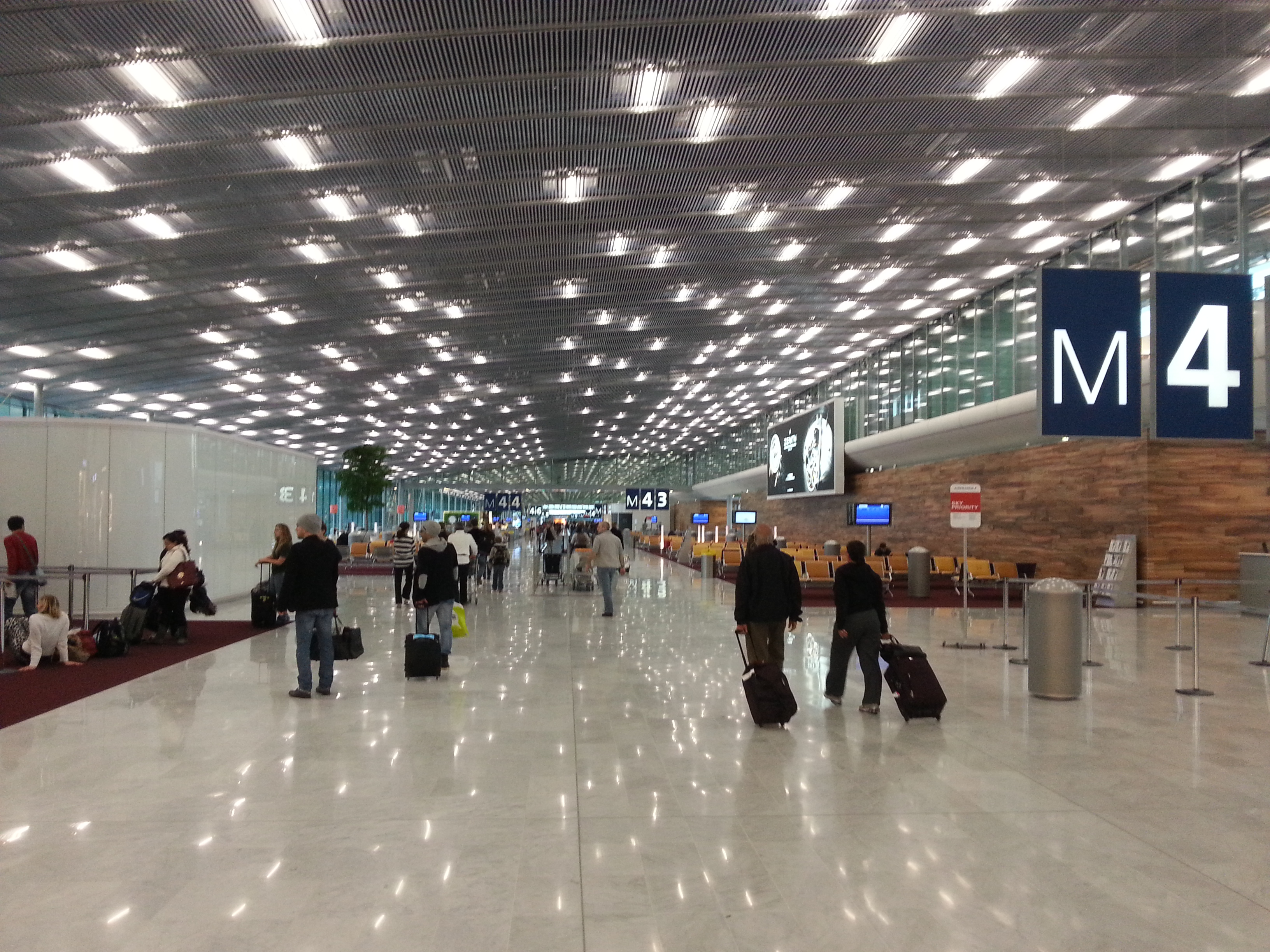
Le couloir d'accès aux portes d'embarquement du satellite S4.

Le jeudi 28 juin 2012, le satellite S4, désormais hall M du terminal E et conçu sur le même modèle que le satellite S3, a accueilli ses premiers passagers,. Situé à l'Est du terminal satellite S3, il est réservé aux vols longs-courriers d'Air France et de ses partenaires Skyteam, et peut accueillir sept Airbus A380 (au lieu de six pour le satellite S3) et traiter jusqu'à 7,8 millions de passagers par an,.
Réalisé par François Tamisier, le nouvel architecte en chef de l'aéroport qui a remplacé Paul Andreu, le bâtiment couvre une surface de 120 000 m2 et possède une longueur de 770 mètres, desservant deux ailes de 350 et 290 mètres de longueur, ce qui en fait le plus long bâtiment de France. L'ensemble comporte seize portes au contact pour les gros porteurs dont sept pour les A380 équipées de triples passerelles et neuf pour les Boeing 747. Le S4 est relié au terminal 2E grâce au prolongement de 450 mètres du métro Lisa.
Ce satellite dispose d'une place centrale de 6 000 m2, inspirée d'une place parisienne et consacrée aux boutiques hors taxe et à la restauration. Il comprend un « Espace Musées » destiné à faire découvrir aux voyageurs les collections de grands musées français, l'exposition en janvier 2013 étant consacrée au sculpteur Auguste Rodin,. Il contient également trois espaces fumeurs, dont deux sont situés en extérieur. Air France a équipé le satellite du plus grand salon Business de son réseau d'une capacité de 3 000 m2 avec 620 sièges.
Le satellite S4 a nécessité la construction en 2008 d'une 4e tour de contrôle, d'une hauteur de 60 m, à l'est de la plateforme,.
Aéroports de Paris a par ailleurs réattribué la signalétique des portes d’embarquement du terminal 2E, attribuant les lettres K, L, et M aux différentes parties du terminal. Les portes portant la lettre K désignent celles de la jetée du terminal 2E, celles portant la lettre L du satellite S3 et celles portant la lettre M du nouveau S4.
Depuis le 1er octobre 2012, grâce aux nouvelles capacités offertes par le satellite S4, les vols d'Air France ont quitté les terminaux 2C et 2D pour se regrouper aux terminaux 2E (la jetée et ses deux satellites) et 2 F. Cette concentration des activités à l'est de l'aéroport permet aux passagers de gagner 10 minutes sur leur parcours entre deux vols. L'activité internationale est entièrement regroupée au terminal 2E (à l’exception des vols vers Caracas, Bogotá, La Havane, Saint Martin, Le Caire, Dubaï et Bangkok, pour lesquels l’enregistrement se déroule au terminal 2 F). Les vols en provenance et à destination des pays de l'Espace Schengen s'effectuent désormais au terminal 2 F (le terminal 2G étant réservé à la compagnie aérienne Hop !).

#### Terminal 2G

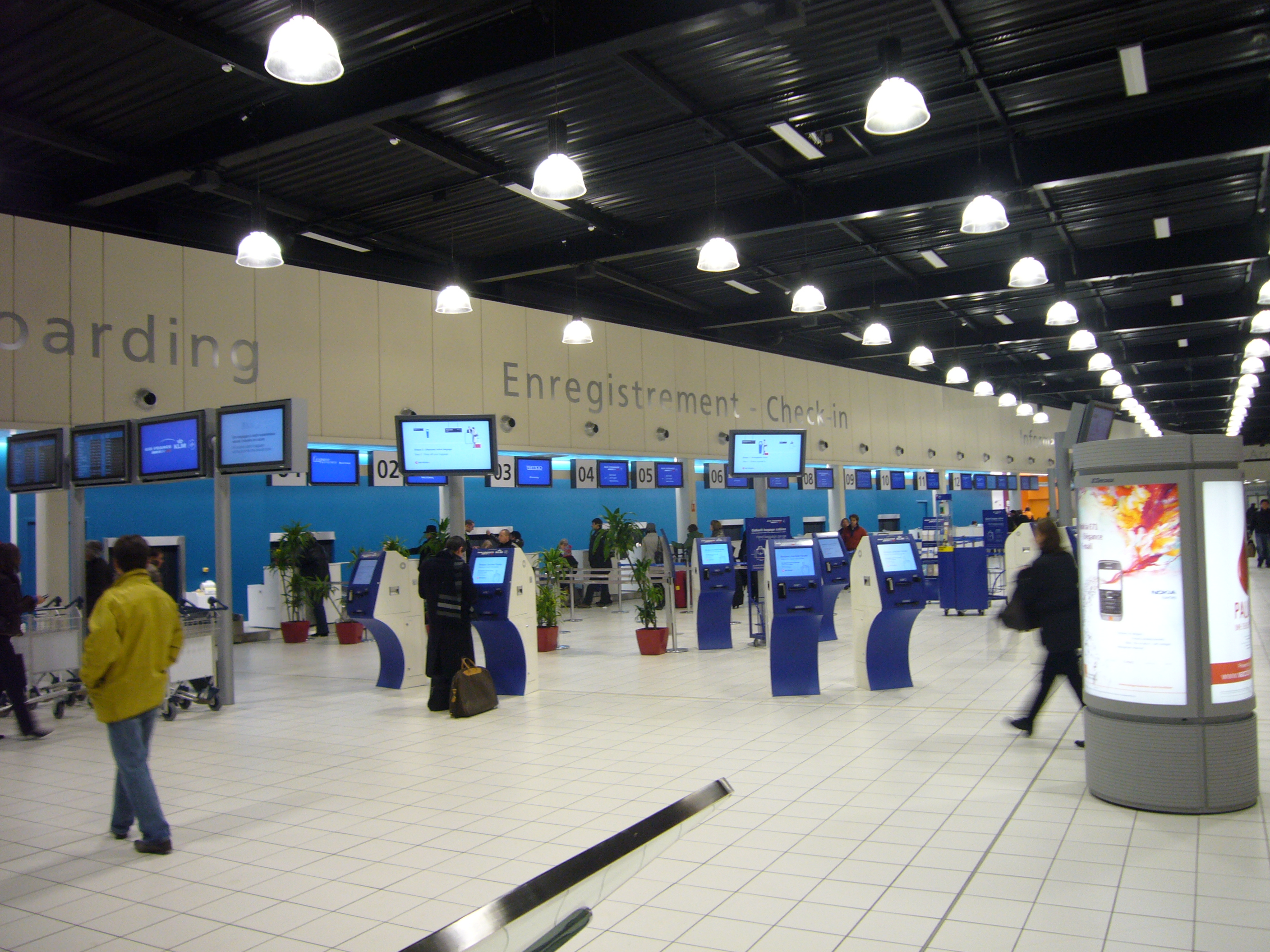
Salle d'enregistrement du terminal 2G.

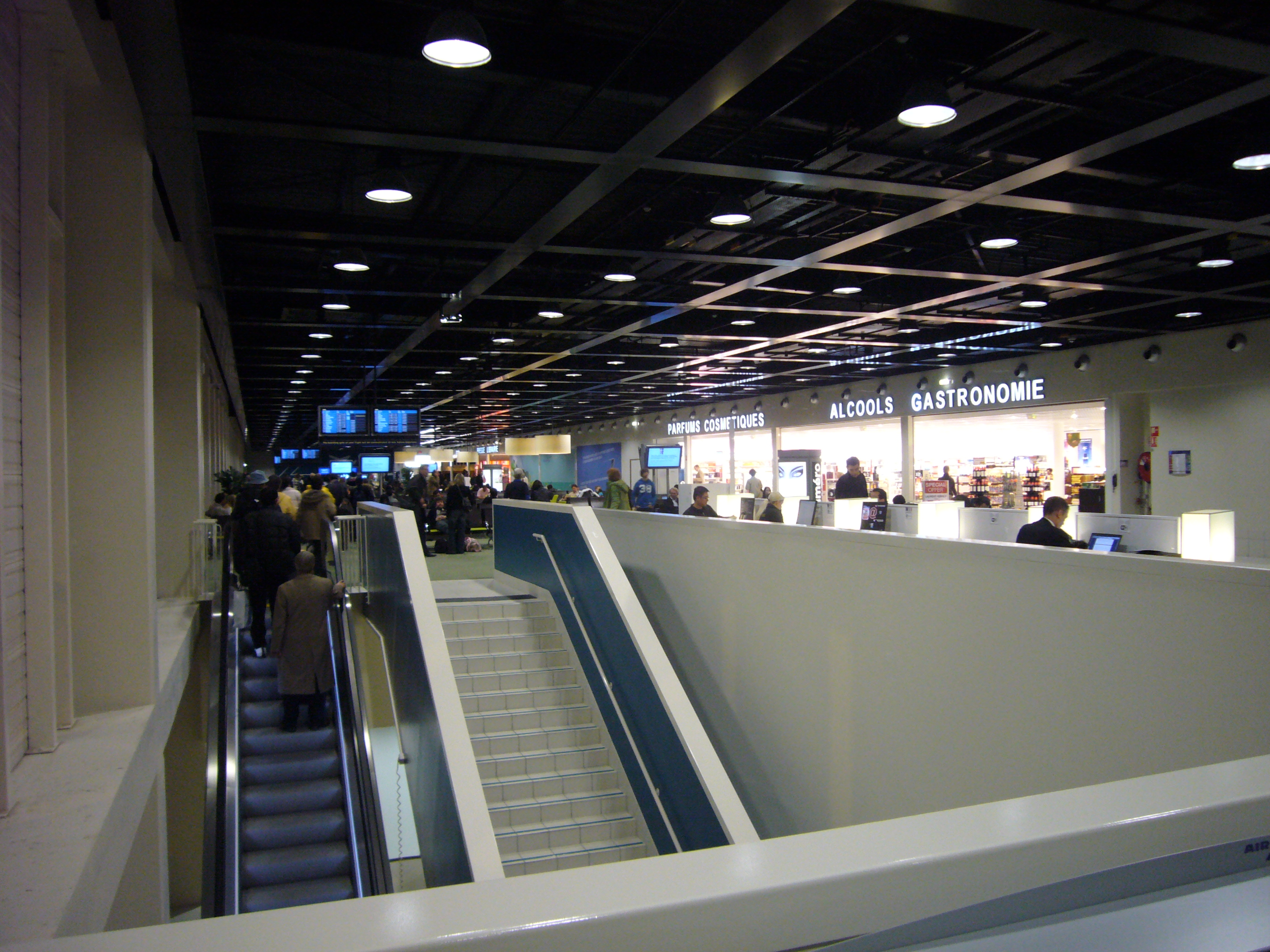
Terminal 2G intérieur.

Les travaux de terrassement ont commencé en septembre 2006, la première pierre a été posée le 1er mars 2007 et le bâtiment est entré en service le 3 septembre 2008,. Ce terminal, situé à l'est des satellites S3 et S4, est réservé aux compagnies régionales qui utilisaient déjà les places de stationnement situées dans cette zone. Le terminal 2G est donc destiné aux passagers de l'espace Schengen voyageant sur des appareils pouvant aller jusqu'à cent cinquante places, comme l'Embraer 190 ou le Bombardier CRJ-1000. Affichant une capacité de trois millions de passagers par an, il peut accueillir vingt appareils au contact et dispose de 6 aires de stationnement éloignées. Il n'est pas possible de s'y rendre à pieds depuis le reste du terminal 2 ; une navette circule donc en zone publique entre les terminaux 2D et 2G d'une part, et entre les terminaux 2E/2 F et 2G d'autre part, avec une fréquence de 4 minutes. En outre, un parking de 750 places (PG) a été aménagé à proximité immédiate du terminal.
Le terminal d'une surface de 20 421 m2 est composé de trois ailes disposées en éventail : la première abrite les fonctions d’enregistrement (12 banques), la seconde la salle d’embarquement et les commerces et, enfin, la dernière héberge la salle de livraison des bagages. La salle d’embarquement est reliée à deux jetées donnant accès aux 26 postes d'embarquement. Les flux entre l’arrivée et le départ sont totalement séparés ; les galeries comportent deux niveaux : l’étage supérieur est réservé à l’embarquement alors que le niveau inférieur est réservé au débarquement des passagers.
Le terminal dispose d'espaces d'attente pour les passagers, d'un accès au réseau Wi-Fi gratuit et illimité et un salon de la compagnie Air France. L'offre commerciale se compose d'une boutique de 310 m2 et d'un point presse, ainsi que d'un espace de restauration. La zone publique propose en outre un bar et un espace boulangerie-viennoiserie.

### Troisième aérogare
Anciennement dénommée T0 (zéro), le nom de cette troisième aérogare n'étant pas « très commercial » fut changé en T9 (car il était neuf). Finalement, par question de logique, elle fut renommée Terminal 3 et a ouvert ses portes en 1991. Construite comme une sorte de hangar, elle est destinée à accueillir les vols charter et les compagnies à bas prix.
On peut rejoindre ce terminal depuis la sortie de la gare « Aéroport Charles-de-Gaulle 1 » directement à pied via un passage de 400 m de long prévu à cet effet. Le site où arrivent les passagers empruntant le RER est appelé Roissypole. Il constitue la principale plate-forme de transports en commun arrivant ou partant de Roissy.

## Pistes
Quatre pistes sont disponibles dont les caractéristiques sont indiquées dans le tableau ci-dessous.
| Numéro  | QFU     | Dimensions     | Nature  | TODA            | ASDA            | LDA             |
| ------- | ------- | -------------- | ------- | --------------- | --------------- | --------------- |
| 09L 27R | 086 266 | 2 700 m × 60 m | Revêtue | 2 760 m 2 760 m | 2 700 m 2 700 m | 2 700 m 2 700 m |
| 09R 27L | 086 266 | 4 200 m × 45 m | Revêtue | 4 260 m 4 200 m | 4 200 m 4 200 m | 4 200 m 3 600 m |
| 08L 26R | 086 266 | 4 215 m × 45 m | Revêtue | 4 202 m 4 202 m | 4 142 m 4 142 m | 4 142 m 3 616 m |
| 08R 26L | 086 266 | 2 700 m × 60 m | Revêtue | 2 760 m 2 760 m | 2 700 m 2 700 m | 2 700 m 2 700 m |

Les pistes, spécialisées afin de fluidifier et permettre une meilleure sécurité du trafic comprennent des pistes longues, destinées aux décollages, et des pistes courtes, destinées aux atterrissages.
L'aéroport est le seul en Europe à compter quatre tours de contrôle afin de gérer le trafic au sol.
- La tour nord, haute de 92 m, gère le trafic du doublet de pistes 09L/27R (atterrissages) et 09R/27L (décollages) ainsi que les taxiways situés au nord de l'aéroport.
- La tour sud, haute de 75 m, gère le trafic du doublet de pistes 08L/26R (décollages) et 08R/26L (atterrissages) ainsi que les taxiways situés au sud de l'aéroport.
- La tour centrale gère le trafic de nuit, constitué essentiellement par du fret.
- La vigie aire de trafic, haute de 60 m, gère le trafic au sol à l'est de la plate-forme pour le terminal 2G et les satellites S3/S4.

Ces tours comptent 260 contrôleurs aériens qui s’y relaient. Chacun d'eux prend en charge jusqu'à 10 avions simultanément. La configuration en doublets de pistes obligent les avions ayant atterri sur les pistes extérieures à traverser les pistes intérieures destinées aux décollages sur l'autorisation des contrôleurs.

### Hélistation
L'aéroport dispose d'une hélistation située à proximité du terminal 3. L'aire d'approche finale et de décollage (Final Approach and Take Off area [FATO]) disponible a les caractéristiques suivantes :
| Numéro | QFU       | Dimensions   | Nature           | Balisage |
| ------ | --------- | ------------ | ---------------- | -------- |
| FATO   | 086°-266° | 440 m × 30 m | Gazon            | Oui      |
| TLOF   | -         | 20 m × 20 m  | Béton bitumineux | Oui      |

Deux postes de stationnement compatible avec l'Airbus Helicopter H225 Super Puma sont disponibles en roulage depuis l'aire de prise de contact et d'envol (Touch Down and Lift Off area [TLOF]). L'approche en vol de l'hélistation est soumise à des règles particulières de navigation. Elles supposent :
- de se présenter, soit au nord, soit au sud de l'aéroport ;
- de franchir sur instruction des contrôleurs l'un des doublets de pistes au niveau de leur seuil ;
- de rejoindre l’hélistation en ayant respecté des points de reports obligatoires.

L'hélistation est fréquentée par un trafic de quelques centaines de vols par an. Les vols d'entraînement comme les transits à la verticale de l'aéroport sont strictement interdits.

## Parc hôtelier
Avec plus de 8 000 chambres, l'Institut d'aménagement et d'urbanisme de la région Île-de-France (IAURIF) classe l'offre hôtelière de Roissy, comme second pôle hôtelier d'Île-de-France, devant le pôle hôtelier de Disney. On distingue deux types d'hôtels à Roissy :
- les Airport hotels : installés sur la plateforme et le territoire d'ADP, ils sont accessibles par le CDGVAL (Holiday Inn Express, Pullman, Mercure, Hilton, Ibis, Novotel, Sheraton, Moxy). L'hôtel Yotel Air se trouve directement dans la zone internationale de l'aéroport ;
- les hôtels à proximité immédiate de la plateforme aéroportuaire, reliés par un service de navette sept jours sur sept, implantés :
  - au Mesnil Amelot (Campanille, Confort hotel, Radisson Blu, Oceania, Première Classe, Nomade Hotel, Courtyard),
  - à Roissy-en-France (village) (INNSiDE, Relais Spa, Residhome, Ibis Style, Millenium, Best Western, Holiday Inn, Mercure, Marriott, Suite Novotel, Only Suites, Novotel Convention and wellness, Golden Tulip, Campanile, Première Classe, B&B, Park Inn),
  - et sur le Parc d'activités Paris-Nord 2 (Hyatt Regency Paris - Charles de Gaulle, Ibis Budget, Ibis, F1, Suite Novotel, Première Classe).

## ZAPI 3 (Zone d'attente pour personnes en instance)
Située en bordure des pistes, la ZAPI est une zone d'attente qui a été construite afin d'y « maintenir » les personnes dont l'accès au territoire français a été refusé ainsi que les demandeurs d'asile en attente du traitement de leur demande d'entrée sur le territoire au titre de l'asile. Seules deux organisations, la Croix-Rouge et l'Anafé, sont autorisées à y entrer. La première offre aux maintenus une assistance humanitaire, la seconde une assistance juridique. Cette dernière, ainsi que de nombreuses organisations de défense des droits de l'homme ont dénoncé à plusieurs reprises les violations de la loi, notamment les textes relatifs au droit d'asile et aux droits de l'homme, qui auraient eu lieu dans cette zone[réf. nécessaire].
Dans des cas de grande affluence de personnes que les autorités ont voulu placer en zone d'attente, comme notamment lors de l'arrivée d'un grand nombre de demandeurs d'asile tchétchènes et somaliens en janvier 2008, une ZAPI 4 a été ouverte dans les bâtiments des aérogares. Le juge des libertés et de la détention du tribunal de grande instance de Bobigny, qui contrôle le fonctionnement de la zone d'attente, avait alors procédé à la libération d'un grand nombre de personnes en raison des conditions déplorables dans lesquelles elles avaient été retenues[réf. nécessaire].
En 2017, contre l’ouverture de l’annexe du tribunal de grande instance de Bobigny pour y organiser les audiences du Juge des Libertés et de la détention (JLD), au bord des pistes de l’aéroport Roissy-Charles de Gaulle, l’Anafé avec d’autres associations et le bâtonnier de l'ordre des avocats de Seine Saint-Denis mènent un combat médiatique et juridique.
Les associations ont perdu devant la Cour de cassation le 11 juillet 2018 qui maintient la tenue d’audiences délocalisées du juge des libertés et de la détention (JLD) à Roissy pour les étrangers en zone d’attente.

## Projets internes à la zone aéroportuaire
Paris Aéroport ambitionne de faire de Roissy le premier aéroport d'Europe. Pour cela, le groupe doit cependant réaliser de nombreux investissements afin d'accueillir les passagers dans les meilleures conditions possibles.
Ces travaux sont notamment présentés dans les rubriques Presse du site internet du groupe ADP ainsi que dans les lettres d'information de chaque aéroport :
- Correspondances Paris-CDG, la lettre d'information des professionnels de l'aéroport ;
- Destination Orly, la lettre d'information de l'aéroport du sud parisien

### Rénovation et extension des terminaux existants

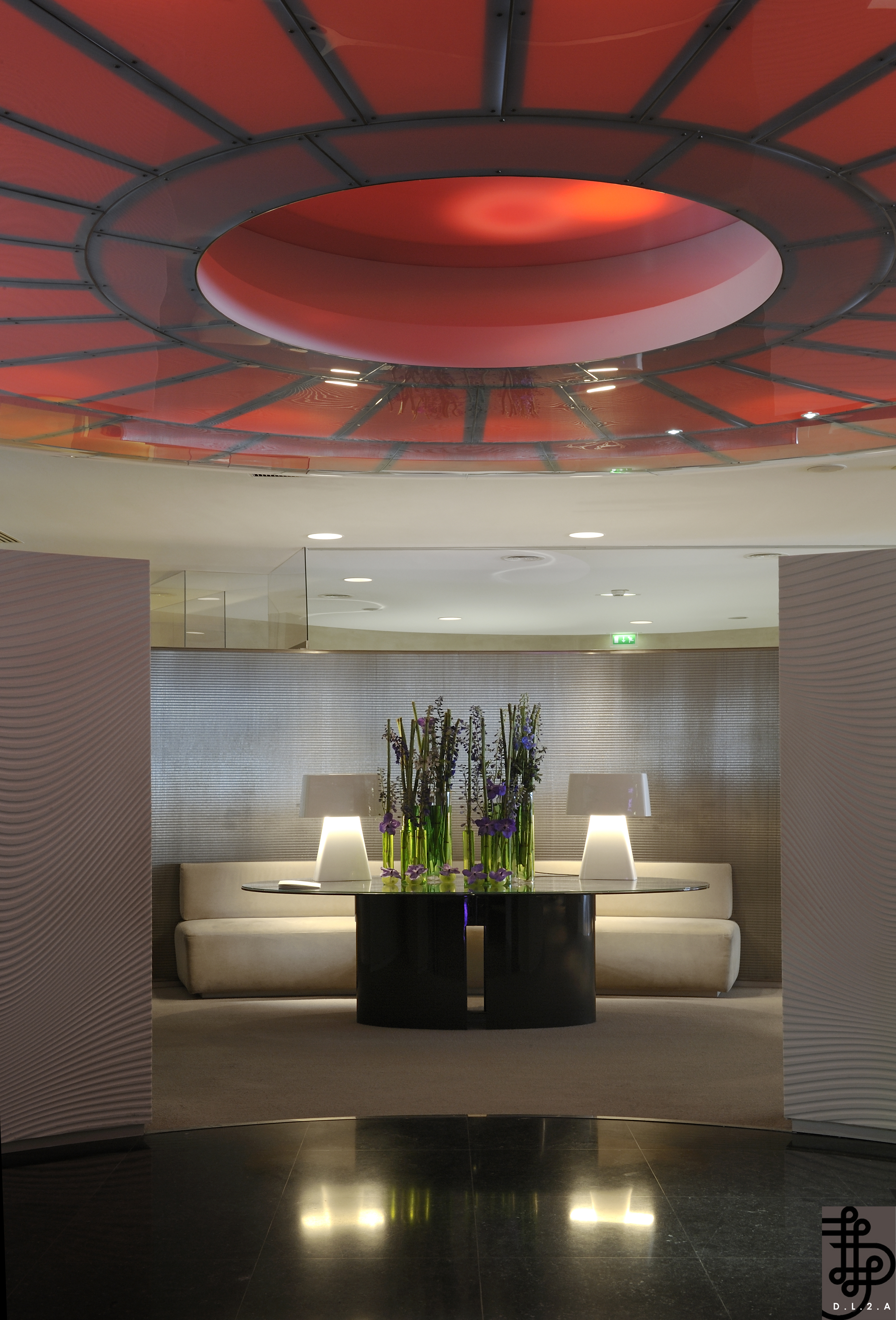
Salon La Première Air France, Terminal 2E.

Les importants travaux de rénovation des terminaux existants 1 et 2A à 2E, entrepris depuis 2004 et amplifiés par l'ouverture au trafic du satellite S4 mi-2012, se sont achevés début 2021 avec deux mois de retard.

### Projet abandonné du terminal 4
Après une enquête publique lancée en 2020, le groupe ADP indiquait vouloir lancer les travaux de la première phase, d'une capacité de 7 à 10 millions de passagers, du terminal 4, en 2021 pour une ouverture prévue pour 2028. Situé au nord de Roissypole dans la zone du terminal 3, ce nouveau terminal d'un coût total de 7 à 9 milliards d'euros, devait être destiné à Air France.
À son achèvement complet en 2037, avec une capacité de 40 millions de passagers, portant ainsi la capacité maximale de l'aéroport à 120 millions de passagers, le terminal 3 devait alors être détruit,.
L'aérogare doit être desservi en transports en commun, notamment, par la ligne 17 du métro de Paris en 2030, et une possible extension de CDGVAL qui la reliera au RER B et au CDG Express.
Fin juillet 2020, en raison de la baisse du trafic provoquée par la pandémie de Covid-19, le terminal 4 est remis en question. Le ministre délégué aux Transports Jean-Baptiste Djebbari affirme fin juillet 2020 que le projet doit être « revu en profondeur », ce à quoi l’Autorité environnementale appelait déjà dans un avis publié le 8 juillet 2020, évoquant son potentiel impact sur l’environnement, alors que le dossier d'ADP ne prenait pas en compte « les impacts climatiques des émissions produites en phase croisière des vols », ni « les incidences du projet sur la qualité de l’air et sur le bruit, et donc la santé des résidents et riverains de la plateforme aéroportuaire ».
La ministre de la Transition écologique Barbara Pompili annonce le 11 février 2021 l'abandon définitif du projet,.
Les opposants au projet sont dubitatifs face à l'abandon du projet et craignent un retour de celui-ci sous une autre forme, compte tenu d'une consultation du public prévue du 20 janvier au 22 mars 2022 sur un projet de plan de prévention du bruit prévoyant une augmentation de 180 000 mouvements d'avions, soit une valeur analogue à celle que le projet de terminal devait absorber.

### Projet d'aménagement à l'horizon 2035-2050
À la suite de l'abandon du projet de terminal 4, le groupe ADP a présenté le 28 mars 2025 un projet d'aménagement de l'aéroport à l'horizon 2035-2050. Ce projet vise à adapter l'aéroport à la croissance du trafic (estimée entre 1 et 1,5% par an sur la période), tout en atteignant la neutralité carbone des activités au sol en 2035 et pour le secteur aérien en 2050.
Le projet prévoit d'ici 2035 ,:
- La mise en contact de postes avion au large existants par la création de deux nouvelles salles d'embarquement, l'une à l'est du terminal 2E et l'autre à l'ouest du terminal 2A,
- La création d'une nouvelle salle d'embarquement au terminal 2G,
- La refonte des principales zones frontalières internationales, avec un nouvel espace au terminal 1 enterré entre le bâtiment historique et la salle d'embarquement internationale, et un nouveau bâtiment au terminal 2E pour la zone frontière arrivées,
- L'amélioration des connexions entre les terminaux et la gare SNCF et la création d'un bâtiment de jonction entre la gare et le terminal 2E,
- Le prolongement du métro automatique "LISA" connectant les différentes salles d'embarquement du terminal 2E jusqu'au terminal 2G, et la création d'un deuxième métro automatique dédié aux correspondances entre terminaux,
- La construction d'une nouvelle salle d'embarquement située au nord du terminal 2 (à l'emplacement où était prévu le terminal 4), permettant d'accueillir jusqu'à 8 millions de passagers par an.

Entre 2035 et 2050, le plan prévoit la construction de 2 salles d'embarquements supplémentaires au nord du terminal 2. Ces salles d'embarquements, d'une capacité de 8 millions de passagers annuels chacune, seront construites en fonction de l'évolution du trafic. La nouvelle ligne de métro automatique sera prolongée pour desservir ces salles d'embarquement ainsi que le terminal 1.
Ce plan devrait porter la capacité de l'aéroport à 88 millions de passagers par an en 2035 et 105 millions en 2050. Il fait l'objet d'une concertation publique menée du 8 avril au 8 juillet 2025.

## Centre commercial Aéroville
En 2007, le projet de construction d'un vaste centre commercial au sud de la plate-forme aéroportuaire sur la zone de fret divise et provoque la polémique parmi les habitants et les élus locaux. Dénommé « Aéroville », ce centre commercial géant de près de huit hectares de surface (84 000 m2) dessiné par l'architecte Christian de Portzamparc, a ouvert le 17 octobre 2013. D'un coût estimé à 270 millions d'euros, il accueille un hypermarché Auchan « nouveau concept » avec drive, des boutiques haut de gamme comme Marks & Spencer, un cinéma multiplexe de 12 salles, mais également des services non marchands comme une antenne postale, une garderie et une salle de sport, ainsi qu'un parking de 4 700 places.
L'ensemble est dissimulé par une toiture « ondulant comme un manteau » selon l'architecte et encadré d'un jardin paysager et d'une coulée verte. Selon son concepteur, Unibail, il est conçu pour attirer les touristes dans des boutiques de luxe et servir les employés de la plate-forme, qui souffrent d'un déficit commercial et de services. Cependant, compte tenu de la saturation actuelle des voies d'accès routières à l'aéroport, l'accroissement exponentiel des problèmes de circulation est dénoncé, et les petits commerçants estiment que le projet « transformera les centres-villes des environs en ghettos », le commerce local ne pouvant survivre à cette nouvelle offre, qui s'additionne à une surreprésentation dans le secteur des grandes surfaces, en particulier au nord de la Seine-Saint-Denis (O'Parinor, Paris-Nord II au sud, centre commercial de Claye-Souilly à l'est),. Ces arguments n'ont toutefois pas été retenus ni par les commissions départementales, ni par la Commission nationale d'urbanisme commercial. En juillet 2008, cette dernière a autorisé ce projet ; inauguré à l'automne 2013, il a permis de créer 2 500 emplois et de mieux satisfaire les besoins des voyageurs ainsi que des nombreux salariés du pôle d'emploi de Roissy-CDG.

## Pôle économique constitué par l'aéroport
L'aéroport constitue un pôle d'emploi majeur d'Île-de-France, puisque 88 600 salariés y sont recensés en 2016 : ainsi, compte tenu du nombre de passagers, un salarié fournit un service à 744 passagers.
Les salariés sont domiciliés[réf. nécessaire] :
- dans la Seine-Saint-Denis pour 15 200 d'entre eux ;
- dans le Val-d'Oise pour 12 000 d'entre eux ;
- en Seine-et-Marne pour 12 000 d'entre eux ;
- à Paris pour 8 000 d'entre eux ;
- dans le Val-de-Marne pour 4 800 d'entre eux ;
- dans les Hauts-de-Seine pour 4 000 d'entre eux ;
- dans l'Essonne 1 600 d'entre eux ;
- hors de l'Île-de-France pour 19 600 d'entre eux (l'Oise en grande majorité, du fait de la présence de villes comme Creil, Senlis ou Chantilly à une vingtaine de kilomètres de l'aéroport).

Ils travaillent en horaires décalés, pour 75 % d'entre eux, et l'inadaptation des transports en commun en ce qui concerne à la fois l'origine géographique des salariés et leurs horaires atypiques fait qu'ils utilisent à 90 % une voiture individuelle pour se rendre à Roissy. Outre le problème environnemental que cela pose, cette situation rend difficile l'accès à l'emploi aéroportuaire de ceux qui n'ont pas une solution individuelle de déplacement : les jeunes, les précaires…
Outre les transports collectifs traditionnels, tels que le RER ou les lignes de bus et cars desservant la zone aéroportuaire, il existe, depuis une dizaine d'années, un système de transport à la demande, dénommé Filéo qui est exploité par les Courriers d'Île-de-France sur quatre lignes reliant le pôle économique à Tremblay-en-France, Sarcelles, Villiers-le-Bel et Goussainville. Ce réseau, qui fonctionne 24 h sur 24, a 4 500 utilisateurs réguliers et assure 445 000 déplacements par an[réf. nécessaire].
Malgré le déficit de ce service, qui atteignait 1,7 million d'euros, le STIF et les collectivités ont décidé de doubler leur aide pour maintenir ce service. L'exploitant a également décidé de contribuer à la prise en charge du déficit.
Par ailleurs, 20 000 à 30 000 personnes travailleraient en Île-de-France dans des entreprises dont l'activité est directement liée à l'aéroport[réf. nécessaire]. Ces entreprises sont principalement localisées à Tremblay-en-France, Villepinte et Roissy-en-France.
L'aéroport est alimenté en kérosène par un oléoduc géré par la société Trapil.

## Impact environnemental et social de l'aéroport

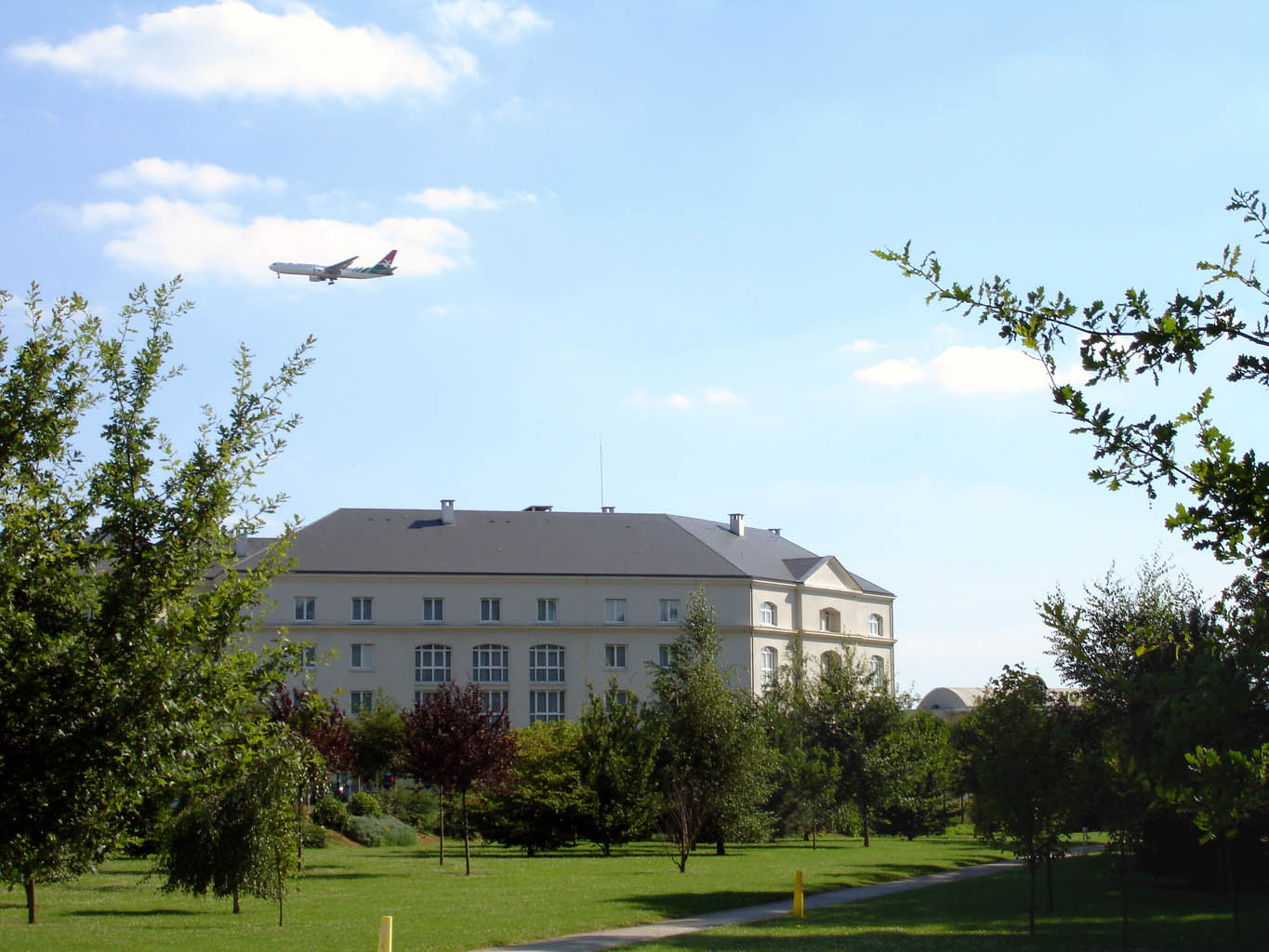
Avion à l'approche du doublet sud survolant la zone hôtelière de Roissy-en-France.

L'activité de l'aéroport, si elle apporte une richesse incontestable à la commune et à la région en termes de vitalité économique, d'emplois et de revenus fiscaux, présente également des inconvénients. Outre les nuisances acoustiques et les risques d'accidents, l'importante pollution atmosphérique entraînée est de plus en plus mise en cause par les associations de défense des riverains. Ainsi, selon une étude de l'organisme officiel Airparif, l'aéroport pollue autant que le boulevard périphérique de Paris, axe routier le plus fréquenté de France.
Du fait des trajectoires des avions survolant à basse altitude (moins de 1 000 mètres) les zones urbaines denses d'Île-de-France, en particulier du Val-d'Oise, peuplées de plusieurs dizaines de milliers d'habitants, certaines villes comme Sarcelles ou surtout Villiers-le-Bel, Gonesse et Goussainville se trouvent particulièrement exposées aux nuisances acoustiques.
Un programme d'isolation phonique est proposé par Aéroports de Paris (ADP), prenant en charge de 80 à 100 % les frais d'insonorisation des logements en fonction du revenu des occupants et de la zone de bruit concernée déterminée par un plan de gêne sonore, ; néanmoins ce programme nécessite plusieurs démarches et souvent un an voire deux ou plus pour aboutir. ADP a mis en ligne un site internet, www.entrevoisins.org, tentant d'établir une communication régulière avec les riverains et a ouvert une maison de l'environnement sur la plate-forme, ayant pour but d'informer les habitants sur le trafic aérien et la diffusion du bruit.

### Plan d'exposition au bruit
L'aéroport est concerné par un Plan d'exposition au bruit (PEB) datant de 1989 et destiné à éviter l'accroissement de la population qui serait soumise aux nuisances du bruit aéroportuaire.
Il a été révisé par un arrêté interpréfectoral du 3 avril 2007,, malgré la large opposition des populations, communes et associations concernées, mais avec un avis favorable de la commission d'enquête.
Les hypothèses du PEB sont bâties sur une croissance du trafic atteignant 680 000 mouvements par an d'ici 2025, mais une croissance modérée du bruit, compte tenu des améliorations techniques de la motorisation aéronautique et des procédures d'approche et d'atterrissage.
Compte tenu de ces hypothèses et des modifications règlementaires, le nouveau PEB s'applique à 127 communes d'Île-de-France,, au lieu de 55 dans le PEB de 1989 (6 communes, concernées par le projet de 5e piste (nord-sud), prévu en 1989 mais abandonné depuis, ne sont plus concernées par le PEB), et limite ou interdit l'urbanisation sur 22 339 hectares au lieu de 14 555 selon le PEB de 1989. À cela, il faut rajouter 31 313 hectares classés désormais en zone D, où les constructions neuves sont autorisées, mais soumises à des obligations d'isolation acoustique renforcées. Globalement, les auteurs du document estiment que 172 320 habitants résident dans les secteurs soumis à l'interdiction ou à la limitation des possibilités de construire.

### Plan de gêne sonore
L'aéroport de Paris-Charles-de-Gaulle fait partie des douze aéroports en France faisant l'objet d'un plan de gêne sonore (PGS), qui définit les zones pouvant donner lieu à une aide pour l'insonorisation des logements.

### Émissions de gaz à effet de serre
ADP indique en 2019 que les émissions de CO2 de l’aéroport Charles-de-Gaulle atteignent 1,5 million de tonnes en 2017. Ce chiffre ne prend en compte que le début et la fin des vols (sous la limite des 3 000 pieds, soit 915 mètres), choix récusé par l'Autorité environnementale. Dans son bilan de 2017 sur les émissions gazeuses liées au trafic aérien, la Direction générale de l'Aviation civile évalue à 13 millions de tonnes les rejets annuels de dioxyde de carbone de l'aéroport, en prenant en compte tout le gaz carbonique des vols intérieurs au départ et à l’arrivée de Charles-de-Gaulle, et la moitié de celui des vols internationaux, pour éviter qu’ils ne soient comptabilisés deux fois dans les évaluations globales. Selon l’Agence de l'environnement et de la maîtrise de l'énergie (ADEME), les rejets de CO2 imputables à l'aéroport s’élèvent à plus de 30 millions de tonnes en 2015, ce qui équivaut aux émissions de l'ensemble des poids lourds circulant en France métropolitaine.

## Accès à l'aéroport

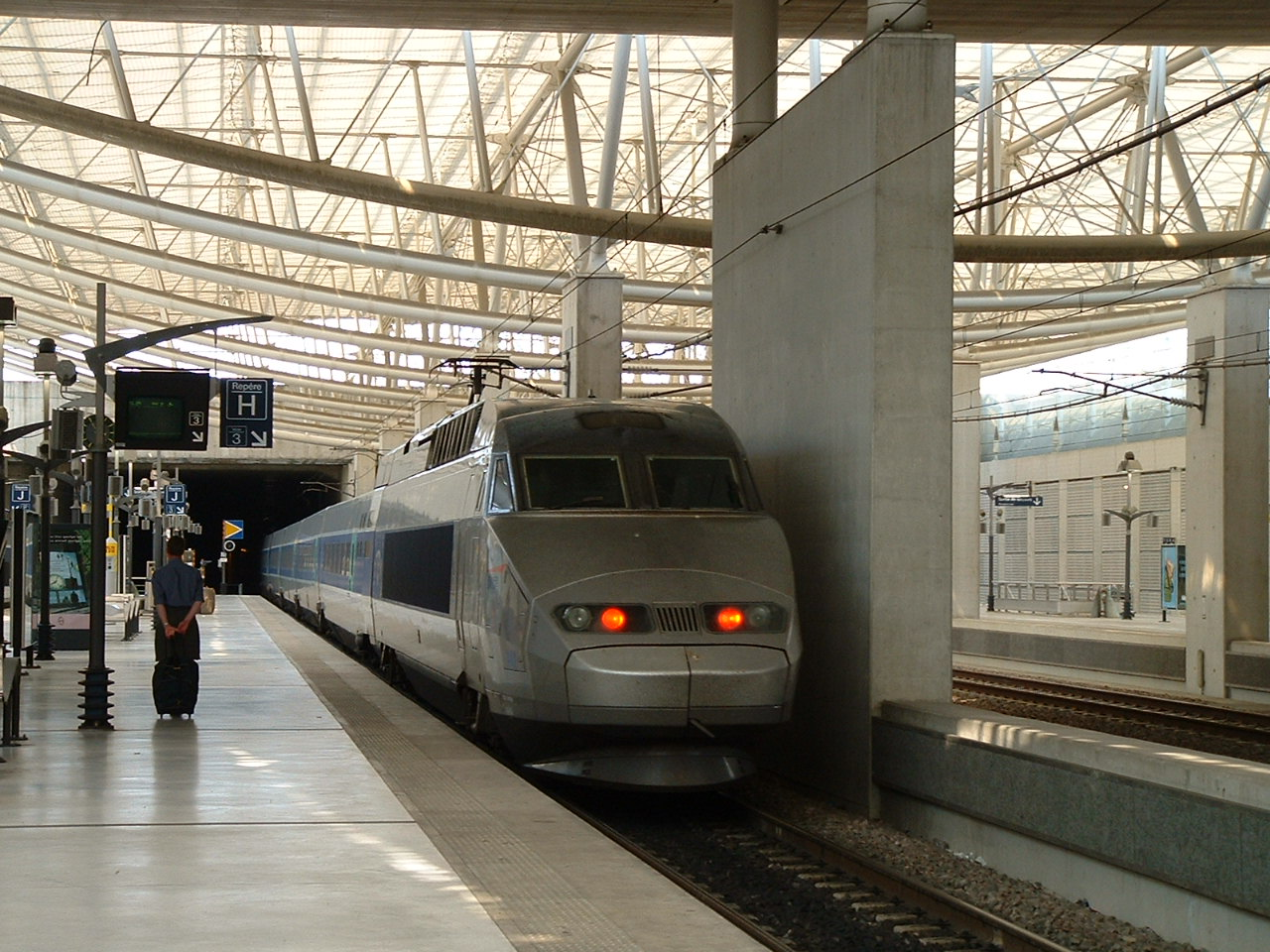
Gare Aéroport Charles-de-Gaulle 2 TGV.

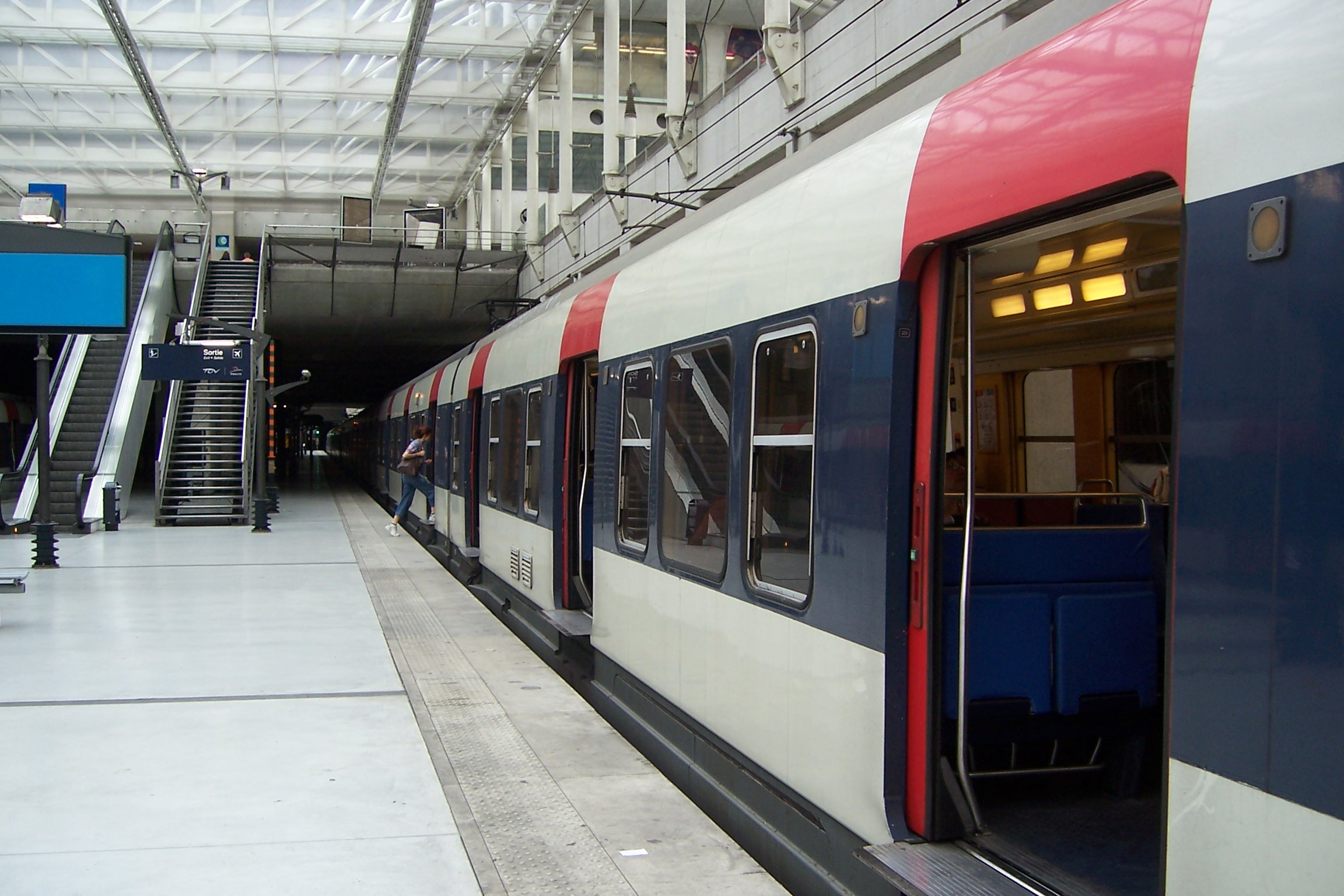
Gare RER Aéroport Charles-de-Gaulle 2 TGV.

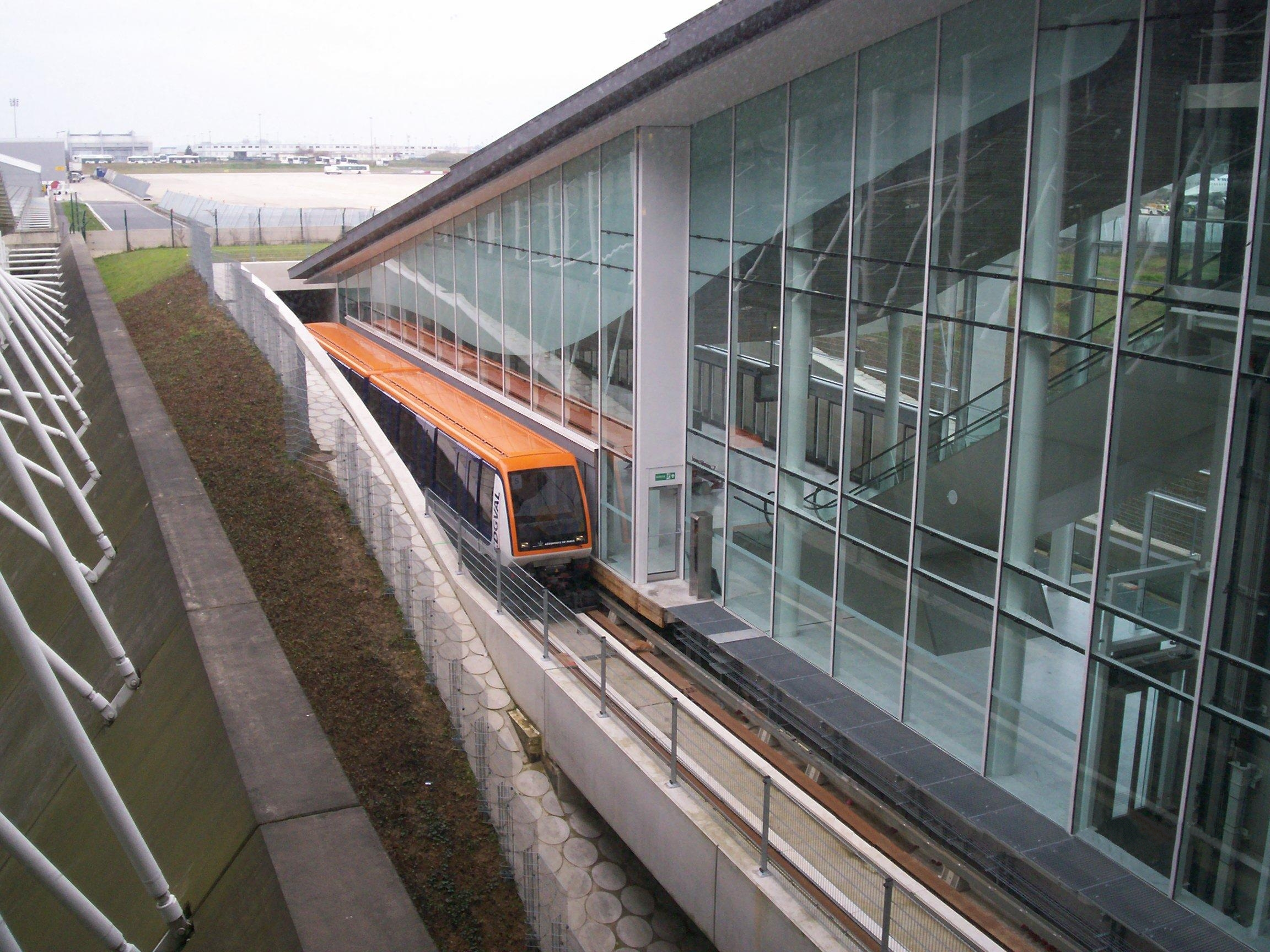
Station CDG VAL terminal 2 extérieur.

Les moyens d'accéder à l'aéroport se sont accrus depuis son ouverture. On peut aujourd'hui y accéder par le train (RER B et TGV), par la route et par plusieurs lignes de bus,,. Au sein de l'aéroport existe un système de métro automatique gratuit, le CDGVAL.

### RER et TGV
Le RER B relie l'aéroport à Paris toutes les 3 à 12 min,, en 26 min (express) ou en 30 min depuis la gare du Nord et en 30 min (express) ou en 34 min depuis la gare de Châtelet - Les Halles avec le forfait Navigo mensuel ou annuel, dézoné à compter du 1er septembre 2015, ou pour un coût de 11,45 € (en 2023). Un train sur deux, dit express, n’effectue qu’un seul àrrêt (Aulnay-sous-Bois) entre la gare du Nord et l'aéroport. Depuis 2025, un ticket aéroport spécifique, vendu 13 €, est nécessaire et permet de réaliser un voyage entre l'aéroport et toutes les stations du métro, de RER ou de Transilien, à la différence du ticket Roissybus. C'est le moyen le plus rapide, le plus régulier et l'un des moins chers à condition de ne pas être trop chargé.
L'aéroport est desservi par deux gares :
- la première, Aéroport Charles-de-Gaulle 1, implantée sur un site dénommé Roissypôle, dessert l'aérogare 1 (via CDGVAL) et l'aérogare 3 (accessible à pied) ;
- la seconde, Aéroport Charles-de-Gaulle 2 TGV, implantée au centre de l'aérogare 2 à côté de la gare TGV, dessert les différents terminaux de l'aérogare 2.

En 2019, la gare multimodale, qui reçoit 30 000 passagers par jour, a été rénovée pour améliorer sa lisibilité et sa luminosité avec l'ajout d'un espace commercial de 600 m2 et d'un nouveau bâtiment destiné à la gare routière.
Le trajet seul, en RER entre les aéroports de Roissy et d'Orly, via Orlyval à Antony, dure de 1 h 18 min à 1 h 25 min et coûte 19,40 € (en 2013). Pour 10 min de plus, le même trajet par le RER B, via Orlybus à Denfert-Rochereau, coûte 16 € (en 2011) et 14,95 € (en 2011) par les RER B et C.
Le TGV dessert également la gare Aéroport Charles-de-Gaulle TGV, implantée au centre de l'aérogare 2, juste à côté de la gare RER d'Aéroport Charles-de-Gaulle 2 TGV. Elle est située sur la LGV Interconnexion Est et reliée aux lignes à grande vitesse LGV Nord vers Lille/Londres, LGV Est européenne vers Strasbourg et LGV Sud-Est vers Lyon/Marseille, ainsi qu'au contournement TGV de Paris par les gares de Marne-la-Vallée - Chessy et Massy TGV, permettant ainsi une connexion avec la LGV Atlantique. La SNCF offre ainsi des liaisons directes vers plusieurs villes françaises et étrangères, telles que Lille, Reims, Dijon, Lyon, Poitiers, Strasbourg, Belfort-Montbéliard TGV, Rennes, Nantes, Mulhouse, Marseille, Montpellier, Le Croisic, Bordeaux, Toulon, Lorient, Quimper, Perpignan, Toulouse, Nice ainsi que Bruxelles.
Les trains Ouigo reliant Tourcoing à Lyon et ceux reliant Tourcoing à Rennes et Nantes desservent également la gare Aéroport Charles-de-Gaulle TGV.

### Voiture et taxi

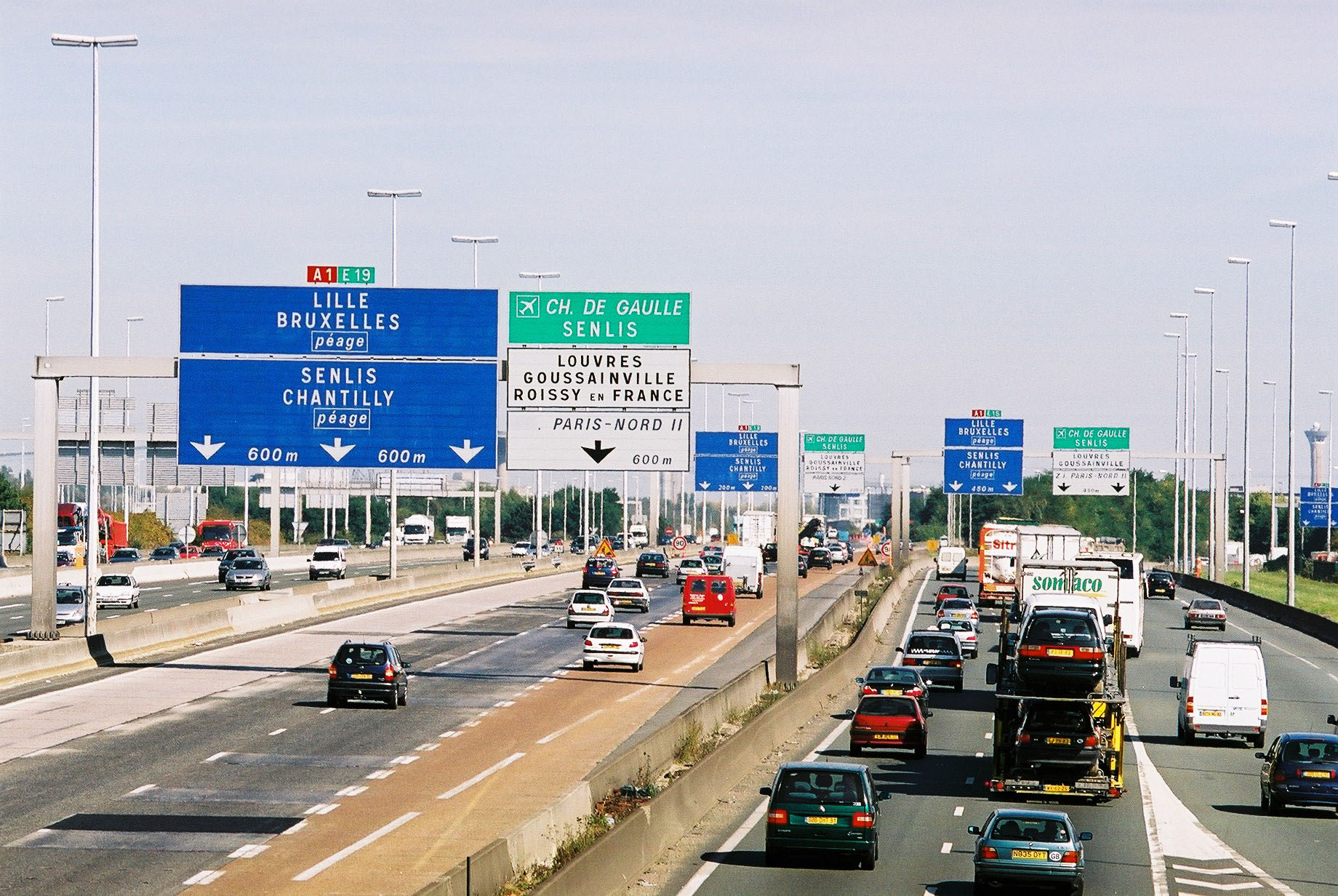
La déserte autoroutière de l'aéroport est bonne, mais souvent saturée.

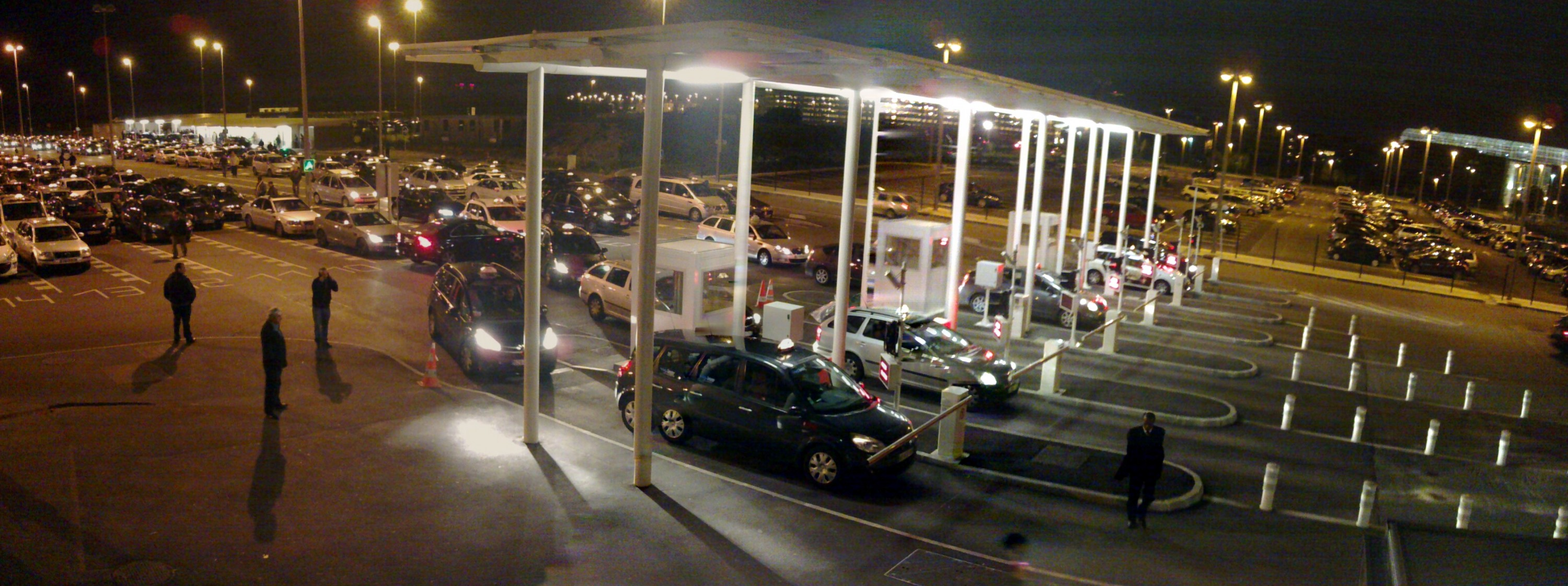
Taxis parisiens à l'aéroport de Paris-Charles-de-Gaulle.

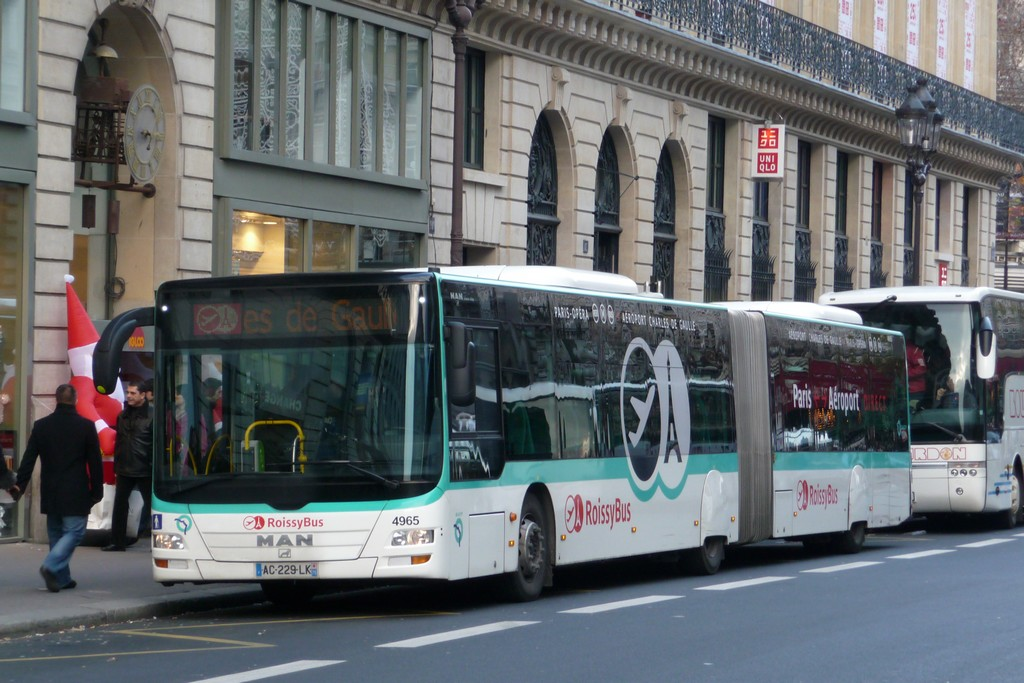
Roissybus à l'Opéra de Paris.

- L'autoroute A1, qui relie Paris à Lille, passe à proximité et une bretelle la relie à l'aéroport mettant le terminal 1 à une vingtaine de minutes de la porte de la Chapelle, entrée nord de Paris, par trafic fluide, ce qui est pourtant rarement le cas vu la saturation du trafic, malgré la création d'une quatrième voie mise en service en février 2008. La même autoroute passe sous les pistes. Une voie reste réservée aux taxis et aux bus et, depuis 2020, au covoiturage[148].
- Il est également possible de rejoindre la porte de Bagnolet en une vingtaine de minutes (par trafic fluide) en empruntant successivement les autoroutes A1 et A3.
- Un accès est désormais ouvert à l'est de l'aéroport : il permet de rejoindre directement le terminal 2 depuis la RN2 et l'A104.
- Des taxis de province et taxis parisiens desservent l'aéroport. Les tarifs d'une course vers Paris, fixés par arrêté depuis le 1er février 2020, sont à 53 € vers la Rive Droite et à 58 € vers la Rive Gauche (en 2022)[149]. L'attente aux stations peut parfois être longue à certaines heures.

### Lignes de bus
La plateforme aéroportuaire comporte une importante gare routière implantée sur un site dénommé Roissypôle et située à proximité immédiate de la gare RER dénommée Gare de l'aéroport Charles-de-Gaulle 1. Cette gare routière est desservie par de nombreuses lignes de bus de différents exploitants qui relient l'aéroport de Paris-Charles-de-Gaulle à Paris, à l'aéroport de Paris-Orly et aux principaux pôles d'activité de la région.

#### Principaux réseaux vers Paris
- Réseau RATP avec Roissybus à destination de la place de l'Opéra en 1 heure 20 min environ, au tarif de 13 € (en 2025)[150], ainsi que des bus depuis Roissypôle vers la gare de l'Est (bus 350) en 1 heure environ et la place de la Nation (bus 351) en 1 heure et 20 min environ.
- Réseau Terres d'Envol depuis Roissypôle vers la gare du Parc des Expositions (lignes 39 et 43) ;
- Réseau Noctilien[151], seul moyen de transport en commun depuis l'aéroport après le dernier RER B de 23 h 50[143]. Le bus Noctilien N143 part de Roissy en direction de la gare de l'Est et du reste du réseau Noctilien toutes les demi-heures, de 00:02-00:12 à 4:32-4:42 selon les terminaux (en 2017), successivement depuis le terminal 3, gare routière Roissypôle, le terminal 1, quai D, porte 12 et le terminal 2 F, porte 2 en 55 min environ. Le bus Noctilien N140 relie également chaque heure, de 1:00-1:10 à 3:00-3:10 selon les terminaux (en 2017), la gare de l'Est en 80 min, par un long trajet urbain (au contraire du bus Noctilien N143 qui est direct vers St-Denis puis Paris).
- Réseau Roissy Est avec la ligne Express 93 qui mène de la gare routière de Roissypole CDG1[152] à Bobigny - Pablo Picasso, terminus de la ligne 5 du métro parisien avec un dernier départ de CDG1 à 21 h ou à 20 h 30 les dimanches et jours fériés. C'est la solution la plus économique pour rejoindre la capitale, avec le forfait Navigo ou pour 4,50 € en 2025 avec deux billets (un pour le bus, un autre pour le métro).

#### Autres réseaux
- Réseau de bus Brie et 2 Morin.
- Réseau de bus Meaux et Ourcq.
- Réseau de bus Roissy Est vers de nombreux points avec correspondance RER.
- Réseau de bus Roissy Ouest vers de nombreux points avec correspondance RER.
- Réseau de bus Seine-et-Marne Express.
- Réseau interurbain de l'Oise vers Creil, Senlis et Crépy-en-Valois.
- Ligne Aire'bus vers Lamorlaye et Chantilly[153].
- Bus Magical Shuttle assurant une liaison directe avec Disneyland Paris[154].
- Navettes entre l'aéroport, Roissypôle et les hôtels de Roissy-en-France (5 200 chambres)[155].
- Ouibus : À partir du 17 décembre 2012, la SNCF a ouvert une nouvelle gare iDBUS (devenu Ouibus en 2015) sur la plateforme, proposant deux aller-retours quotidiens vers Londres[156].
- Réseau de Bus MM Voyages enmène à l'aeroport depuis les villages

### Au sein de l'aéroport

#### CDGVAL
La liaison entre les parkings et les différents aérogares/terminaux, à l'exception des terminaux 3 et 2G, est assurée par un système performant de métro automatique gratuit, nommé CDGVAL constitué de deux lignes.
La ligne 1, parcourue en huit minutes, propose un train toutes les quatre minutes. Elle comprend cinq stations situées :
- au contact de l'aérogare 1 ;
- au niveau des parkings PR ;
- dans la gare routière et RER-CDG1, permettant l'accès à l'aérogare 3 (200 m) ;
- au niveau du parking PX ;
- dans la gare TGV et RER-CDG2, permettant l'accès aux terminaux de l'aérogare 2 (couloirs et tapis roulants).

##### Ligne 2 - LISA
Depuis le 27 juin 2007, la seconde ligne dite LISA relie le terminal 2E au satellite S3 (dit « La Galerie Parisienne ») avec deux stations en zone réservée. Elle fonctionne tous les jours de 4 h 30 à 0 h 30. Le prolongement vers le nouveau satellite S4 est entré en service le lundi 18 juin 2012. L'exploitation peut se réaliser en doublets de deux rames (unités multiples).
Le VAL permet de parcourir les 1 100 mètres qui séparent le terminal 2E du satellite S4 en trois minutes. La ligne a une capacité de 4 500 passagers par heure, avec une rame toutes les deux minutes. La fréquence horaire selon les souhaits d'ADP varie entre 2 min 32 s aux heures de pointe (de 5 h 30 à 7 h et de 11 h 10 à 13 h 30) et 5 min aux heures creuses (en extrême matinée de 4 h 30 à 5 h 30).

Galerie de photographies
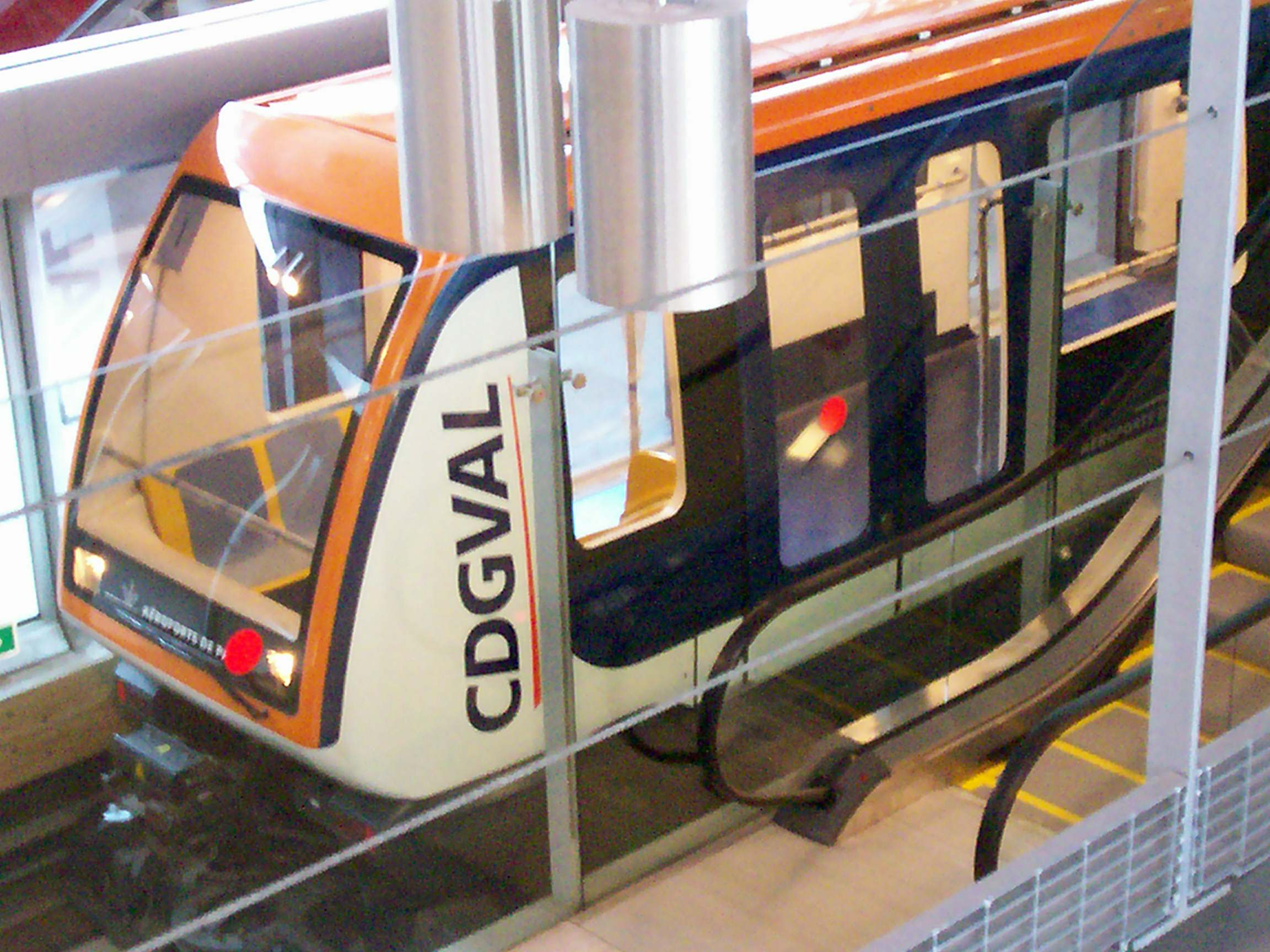
Le CDGVAL pendant ses essais.
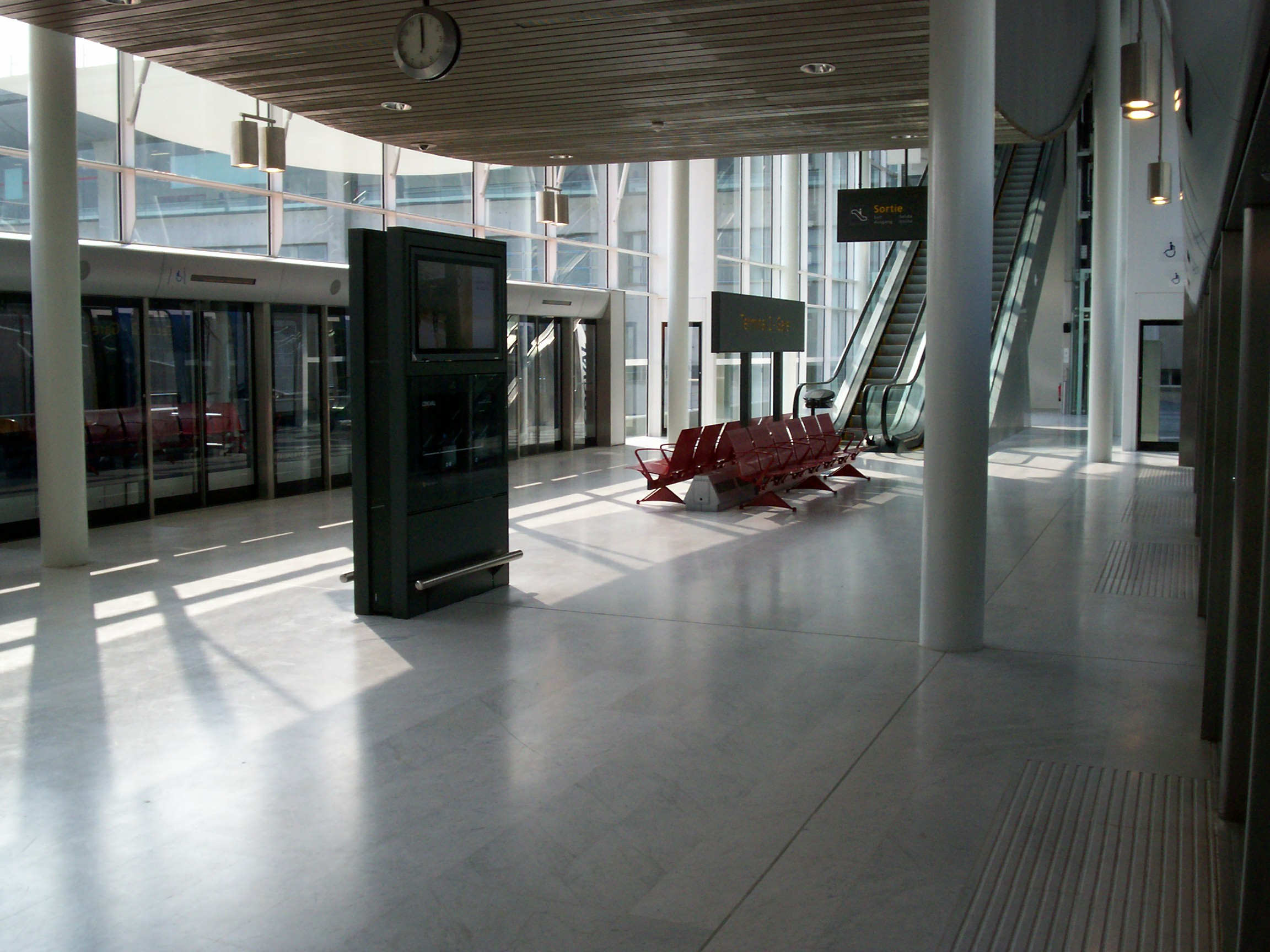
Station CDGVAL terminal 2 intérieur.
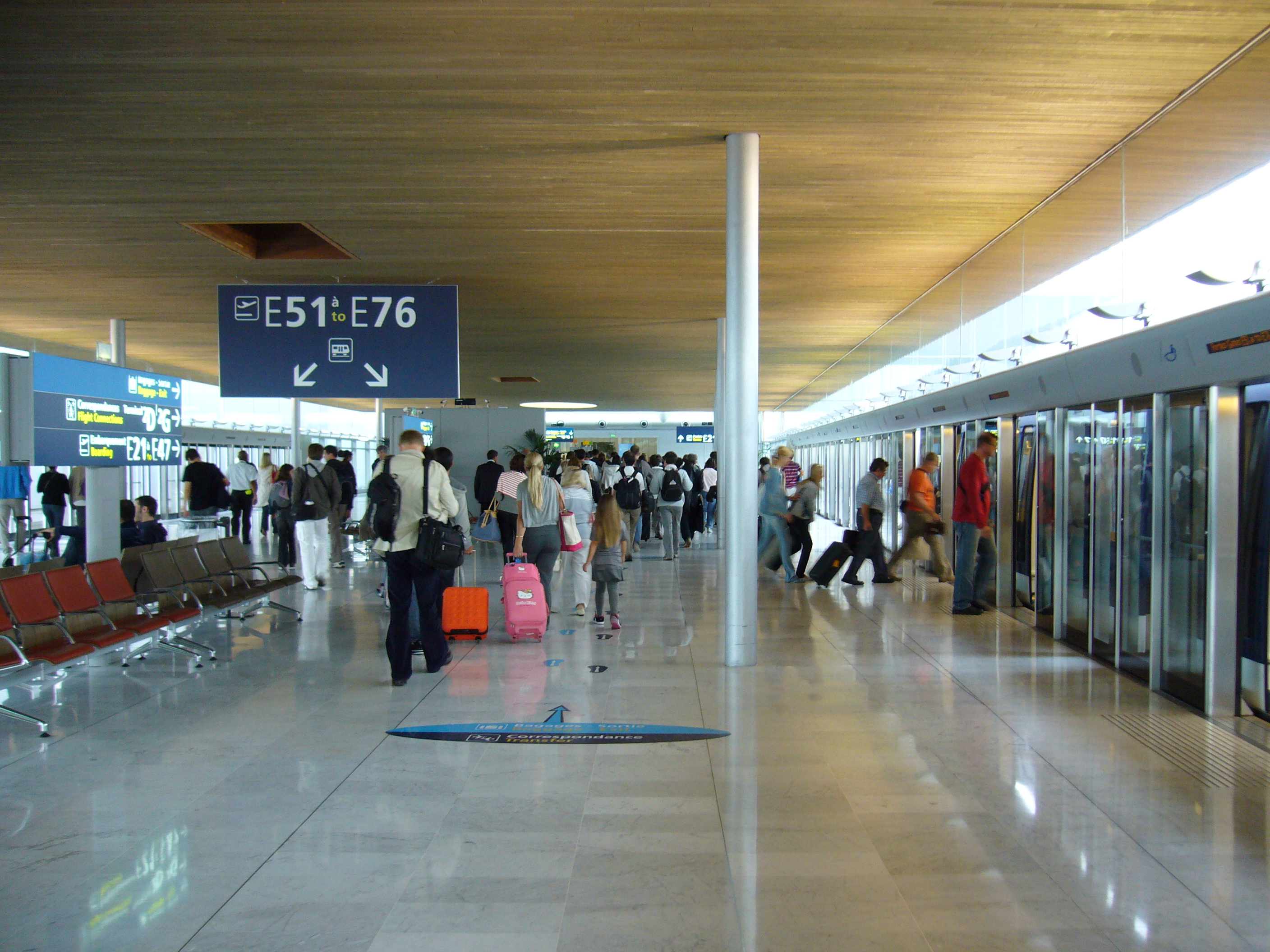
Station LISA terminal 2E.
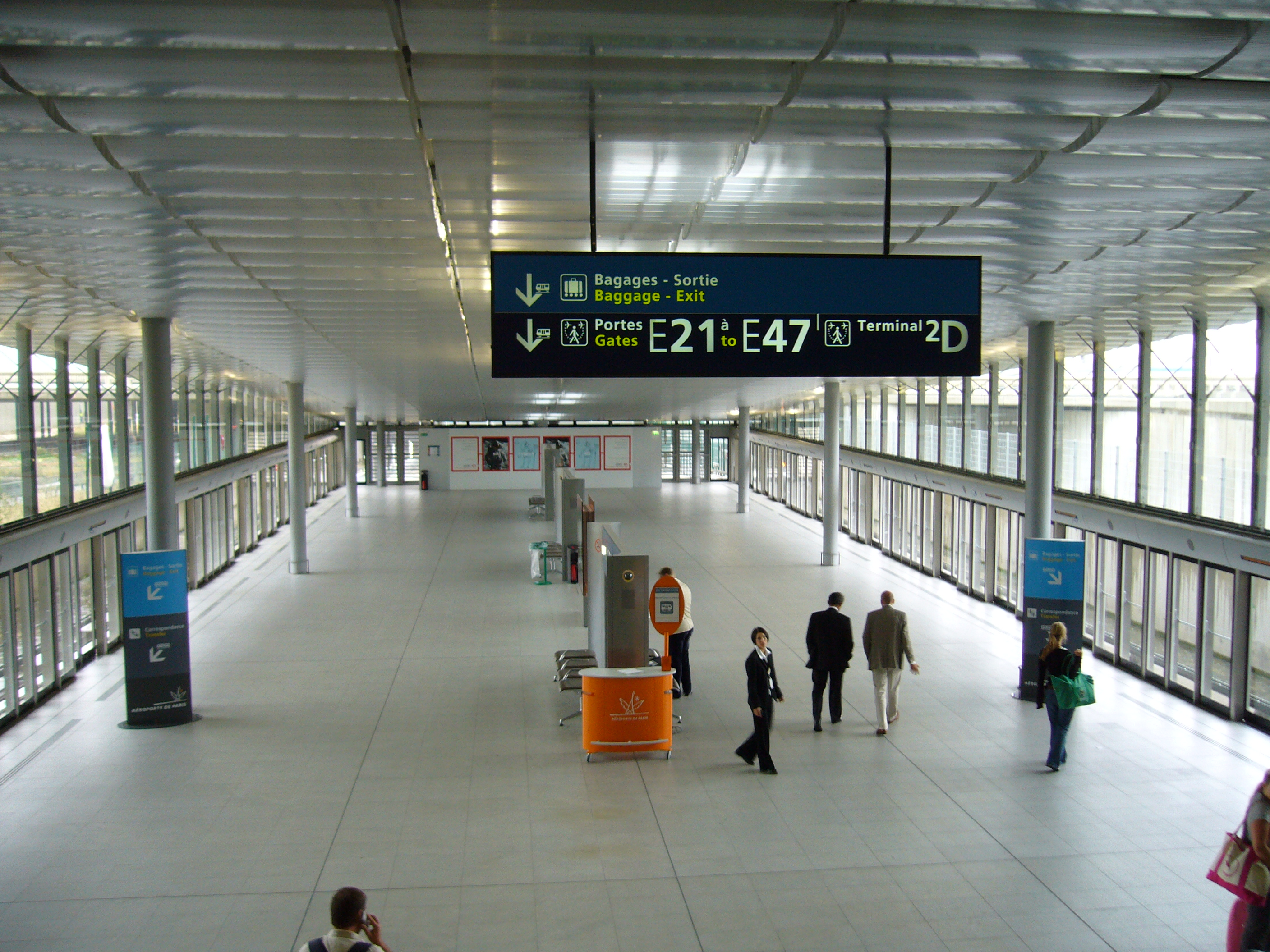
Station LISA Satellite S3.

#### Navettes par bus hors zones sécurisées
Des navettes par bus en zone libre sont déployées pour compléter la desserte du CDGVAL.
| Ligne | Caractéristiques | Caractéristiques                                | Caractéristiques                                | Caractéristiques                                | Caractéristiques                                | Caractéristiques                                | Caractéristiques                                | Caractéristiques                                | Caractéristiques                                      |
| N1    | Circulaire en zone libre | Circulaire en zone libre                        | Circulaire en zone libre                        | Circulaire en zone libre                        | Circulaire en zone libre                        | Circulaire en zone libre                        | Circulaire en zone libre                        | Circulaire en zone libre                        | Circulaire en zone libre                              |
| N1    | Terminal 2E (Porte 16) ⥋ Terminal 2E (Porte 16) | Terminal 2E (Porte 16) ⥋ Terminal 2E (Porte 16) | Terminal 2E (Porte 16) ⥋ Terminal 2E (Porte 16) | Terminal 2E (Porte 16) ⥋ Terminal 2E (Porte 16) | Terminal 2E (Porte 16) ⥋ Terminal 2E (Porte 16) | Terminal 2E (Porte 16) ⥋ Terminal 2E (Porte 16) | Terminal 2E (Porte 16) ⥋ Terminal 2E (Porte 16) | Terminal 2E (Porte 16) ⥋ Terminal 2E (Porte 16) | Terminal 2E (Porte 16) ⥋ Terminal 2E (Porte 16)       |
| ----- | --- | ----------------------------------------------- | ----------------------------------------------- | ----------------------------------------------- | ----------------------------------------------- | ----------------------------------------------- | ----------------------------------------------- | ----------------------------------------------- | ----------------------------------------------------- |
| N1    | Ouverture / Fermeture 4 avril 2007 / — | Longueur —                                      | Durée 28 min                                    | Nb. d’arrêts 6                                  | Matériel Citaro GC2,Citaro C2,Man Lion City 12G | Jours de fonctionnement L, Ma, Me, J, V, S, D   | Jour / Soir / Nuit / Fêtes O / O / O / O        | Voy. / an —                                     | Exploitant Transdev Aeroport Transit Roissy-en-France |
| N1    | Desserte : - Lieux desservis : Terminaux 2A-B-C-D-E-F, Gare Charles-de-Gaulle 2 TGV, Parking Eco. - Gares et stations desservies : Gare Charles-de-Gaulle 2 TGV. |                                                 |                                                 |                                                 |                                                 |                                                 |                                                 |                                                 |                                                       |
| N1    | Autre : - Arrêts non accessibles aux PMR : N.C. - Amplitude horaire : La ligne fonctionne toutes les 10 à 15 min. - Histoire : - Cette ligne, mise en service le 4 avril 2007, remplace les anciennes navettes de desserte interne par autobus qui étaient antérieurement organisées par Aéroports de Paris. - Date de dernière mise à jour : 1er novembre 2023. |                                                 |                                                 |                                                 |                                                 |                                                 |                                                 |                                                 |                                                       |
| N1    | Dernière actualisation : — |                                                 |                                                 |                                                 |                                                 |                                                 |                                                 |                                                 |                                                       |
| N2    | Circulaire en zone libre | Circulaire en zone libre                        | Circulaire en zone libre                        | Circulaire en zone libre                        | Circulaire en zone libre                        | Circulaire en zone libre                        | Circulaire en zone libre                        | Circulaire en zone libre                        | Circulaire en zone libre                              |
| N2    | Terminal 2F (porte 2) ⥋ Terminal 2G |                                                 |                                                 |                                                 |                                                 |                                                 |                                                 |                                                 |                                                       |
| N2    | Ouverture / Fermeture — / — | Longueur —                                      | Durée 6 min                                     | Nb. d’arrêts 2                                  | Matériel Citaro C2,Man Lion City 12G            | Jours de fonctionnement L, Ma, Me, J, V, S, D   | Jour / Soir / Nuit / Fêtes O / O / N / O        | Voy. / an —                                     | Transdev Aeroport Transit —                           |
| N2    | Desserte : - Gares et stations desservies : Terminaux 2F et 2G. |                                                 |                                                 |                                                 |                                                 |                                                 |                                                 |                                                 |                                                       |
| N2    | Autre : - Arrêts non accessibles aux PMR : N.C. - Amplitude horaire : La ligne fonctionne tous les jours de 5 h 40 à 23 h. - Date de dernière mise à jour : 1er novembre 2023. |                                                 |                                                 |                                                 |                                                 |                                                 |                                                 |                                                 |                                                       |
| N2    | Dernière actualisation : — |                                                 |                                                 |                                                 |                                                 |                                                 |                                                 |                                                 |                                                       |

Ces navettes devaient initialement être remplacées par un autre projet de transport guidé automatique, le SK 6000. Ce système construit dans les années 1990 fut abandonné en 1999 avant d'avoir été mis en service, en raison du manque de fiabilité du système de câble mis en évidence lors des essais. L'impact financier de cet abandon fut cependant limité par la reprise partielle du gros œuvre du SK 6000 par le CDGVAL.

#### Navettes par bus en zone de transit international
Ces navettes permettent le transit de passagers sans avoir à quitter la zone de transit international, exemptant certains passagers de l'obtention d'un visa pour l'espace Schengen.
| Ligne    | Caractéristiques | Caractéristiques                                | Caractéristiques                                | Caractéristiques                                | Caractéristiques                                | Caractéristiques                                | Caractéristiques                                | Caractéristiques                                | Caractéristiques                                |
| Violette | Circulaire en zone de transit international | Circulaire en zone de transit international     | Circulaire en zone de transit international     | Circulaire en zone de transit international     | Circulaire en zone de transit international     | Circulaire en zone de transit international     | Circulaire en zone de transit international     | Circulaire en zone de transit international     | Circulaire en zone de transit international     |
| Violette | Terminal 2E (Portes L) ⥋ Terminal 2E (Portes M) | Terminal 2E (Portes L) ⥋ Terminal 2E (Portes M) | Terminal 2E (Portes L) ⥋ Terminal 2E (Portes M) | Terminal 2E (Portes L) ⥋ Terminal 2E (Portes M) | Terminal 2E (Portes L) ⥋ Terminal 2E (Portes M) | Terminal 2E (Portes L) ⥋ Terminal 2E (Portes M) | Terminal 2E (Portes L) ⥋ Terminal 2E (Portes M) | Terminal 2E (Portes L) ⥋ Terminal 2E (Portes M) | Terminal 2E (Portes L) ⥋ Terminal 2E (Portes M) |
| -------- | --- | ----------------------------------------------- | ----------------------------------------------- | ----------------------------------------------- | ----------------------------------------------- | ----------------------------------------------- | ----------------------------------------------- | ----------------------------------------------- | ----------------------------------------------- |
| Violette | Ouverture / Fermeture 4 avril 2007 / — | Longueur —                                      | Durée 7 min                                     | Nb. d’arrêts 2                                  | Matériel —                                      | Jours de fonctionnement L, Ma, Me, J, V, S, D   | Jour / Soir / Nuit / Fêtes O / O / N / O        | Voy. / an —                                     | Exploitant —                                    |
| Violette | Desserte : - Lieux desservis : Porte L et M du Terminal 2E (assure la même relation que LISA, ici en zone sécurisée). - Gares et stations desservies :                                                                          |                                                 |                                                 |                                                 |                                                 |                                                 |                                                 |                                                 |                                                 |
| Violette | Autre : - Arrêts non accessibles aux PMR : N.C. - Amplitude horaire : La ligne fonctionne toutes les 4 min entre 5 h 30 et 16 h et toutes les 11 min entre 16 h et 17 h 30. - Date de dernière mise à jour : 1er novembre 2023. |                                                 |                                                 |                                                 |                                                 |                                                 |                                                 |                                                 |                                                 |
| Violette | Dernière actualisation : — |                                                 |                                                 |                                                 |                                                 |                                                 |                                                 |                                                 |                                                 |
| Bleue    | Circulaire en zone de transit international | Circulaire en zone de transit international     | Circulaire en zone de transit international     | Circulaire en zone de transit international     | Circulaire en zone de transit international     | Circulaire en zone de transit international     | Circulaire en zone de transit international     | Circulaire en zone de transit international     | Circulaire en zone de transit international     |
| Bleue    | Terminal 1 ⥋ Terminal 1 |                                                 |                                                 |                                                 |                                                 |                                                 |                                                 |                                                 |                                                 |
| Bleue    | Ouverture / Fermeture — / — | Longueur —                                      | Durée 37 min                                    | Nb. d’arrêts 6                                  | Matériel —                                      | Jours de fonctionnement L, Ma, Me, J, V, S, D   | Jour / Soir / Nuit / Fêtes O / O / O / O        | Voy. / an —                                     | Exploitant —                                    |
| Bleue    | Desserte : - Gares et stations desservies : Terminaux 1, 2 A-B-C-D, 2E (Portes K et L), 2F via correspondance piétonne à 2E - Porte L.                                                                                          |                                                 |                                                 |                                                 |                                                 |                                                 |                                                 |                                                 |                                                 |
| Bleue    | Autre : - Arrêts non accessibles aux PMR : N.C. - Amplitude horaire : La ligne fonctionne tous les jours de 5 h à 23 h, toutes les 8 min. - Date de dernière mise à jour : 1er novembre 2023.                                   |                                                 |                                                 |                                                 |                                                 |                                                 |                                                 |                                                 |                                                 |
| Bleue    | Dernière actualisation : — |                                                 |                                                 |                                                 |                                                 |                                                 |                                                 |                                                 |                                                 |
| Orange   | Circulaire en zone de transit international | Circulaire en zone de transit international     | Circulaire en zone de transit international     | Circulaire en zone de transit international     | Circulaire en zone de transit international     | Circulaire en zone de transit international     | Circulaire en zone de transit international     | Circulaire en zone de transit international     | Circulaire en zone de transit international     |
| Orange   | Terminal 2F ⥋ Terminal 2G |                                                 |                                                 |                                                 |                                                 |                                                 |                                                 |                                                 |                                                 |
| Orange   | Ouverture / Fermeture — / — | Longueur —                                      | Durée 10 min                                    | Nb. d’arrêts 2                                  | Matériel —                                      | Jours de fonctionnement L, Ma, Me, J, V, S, D   | Jour / Soir / Nuit / Fêtes O / O / N / O        | Voy. / an —                                     | Exploitant —                                    |
| Orange   | Desserte : - Gares et stations desservies : Terminaux 2F (2E via une correspondance piétonne) et 2G. |                                                 |                                                 |                                                 |                                                 |                                                 |                                                 |                                                 |                                                 |
| Orange   | Autre : - Arrêts non accessibles aux PMR : N.C. - Amplitude horaire : La ligne fonctionne tous les jours de 5 h 30 à 21 h, toutes les 6 min. - Date de dernière mise à jour : 1er novembre 2023.                                |                                                 |                                                 |                                                 |                                                 |                                                 |                                                 |                                                 |                                                 |
| Orange   | Dernière actualisation : — |                                                 |                                                 |                                                 |                                                 |                                                 |                                                 |                                                 |                                                 |

## Projets de transport

### CDG express
Une navette rapide, le CDG Express, est en construction afin d’offrir une liaison directe vers la capitale, et de décharger le RER B d'une partie de ses passagers. Toutefois depuis son lancement, de multiples controverses sont apparues concernant son tracé et sa tarification prévisionnelle (billet à tarif élevé et ligne inaccessible avec les abonnements habituels). La ligne devrait relier la gare de Paris-Est à la gare CDG 2 TGV. Elle faisait partie des infrastructures envisagées dans le cadre du projet de Paris Olympique 2012.
À la suite de l'approbation le 11 février 2019 de la création de la liaison CDG Express et, par décret du 14 février 2019, de son contrat de concession, les travaux ont débuté en 2019 en vue d'une mise en service fin 2027, pour un coût évalué à 2,1 milliards d'euros, sans subvention de l'État,.
La compétitivité et l’attractivité de la région capitale étant étroitement liées à la performance des infrastructures de transport, la Chambre de commerce et d'industrie de Paris soutient la relance d’une liaison directe entre Paris et Roissy-CDG en formulant plusieurs propositions dont un nouvel aménagement du « pôle » constituée par les gares de l’Est et du Nord et une réalisation rapide de l'infrastructure en complémentarité avec le réseau de transport du Grand Paris.

### Ligne 17 du Grand Paris Express
La ligne 17 du métro de Paris est une ligne en construction du réseau métropolitain de Paris, inscrite dans le projet global du Grand Paris Express. En 2030, elle relierait Le Mesnil-Amelot à Saint-Denis Pleyel, en passant par la Plaine Saint-Denis, l'aéroport du Bourget et l'aéroport de Paris-Charles-de-Gaulle avec la station : Aéroport Charles-de-Gaulle Terminal 2.

### Cargo rail express
L'amélioration du réseau ferroviaire européen à grande vitesse et la limitation de plus en plus stricte des vols de nuit amènent une réflexion sur l'avenir du fret à courte et moyenne distance. L'idée de transporter des marchandises de nuit par le rail au lieu d'utiliser l'avion sur des relations qui deviennent assez rapides fait son chemin. Un groupe de travail, appelé Carex (Cargo Rail Express), a ainsi été créé pour mettre en œuvre des TGV de marchandises en créant des gares de fret à Roissy. Les futures gares se situeront à Goussainville (à l'ouest des pistes) et au Tremblay-en-France (au sud). Le réseau Carex permettra dans un premier temps de relier d'autres gares de fret implantées à Lyon, Liège, Londres et Amsterdam. Le projet est labellisé Grenelle de l'environnement depuis le 25 octobre 2007.

## Critiques de l'aéroport
Malgré, ou à cause de l'importance de son infrastructure, l'aéroport de Roissy CDG était régulièrement pointé du doigt pour les insuffisances de sa gestion logistique et de ses services.
Dans un article de février 2010 du site Internet Travel + Leisure Magazine sur les aéroports les plus laids, Roissy-Charles de Gaulle a été classé en deuxième position après l'aéroport international de New York - John-F.-Kennedy (JFK). Pour améliorer sa qualité d'accueil, la rénovation intérieure du terminal 1 a été achevée le 5 mars 2009, suivie de son ravalement extérieur terminé le 30 juin 2011, et la réhabilitation de la partie ancienne du terminal 2 (2 A à 2D) a également été engagée par étapes depuis 2010.
En 2011, le site de voyages de CNN, CNNGo, classait CDG comme l'aéroport le plus haï au monde, devant Los Angeles et Londres Heathrow, principalement à cause du temps d'attente des passagers en transit. En lisant l'article, on se rend compte que c'était surtout l'aérogare 1 qui était décriée, alors même que celle-ci avait longtemps été affectée par ses travaux de rénovation.
À la suite de ces critiques, la société Aéroports de Paris s'est engagée à réformer complètement son système d'accueil de passagers par une série de travaux prévus de 2009 à 2017. Elle est également en train de rénover tous les anciens terminaux jusqu'en 2020.

### Points forts

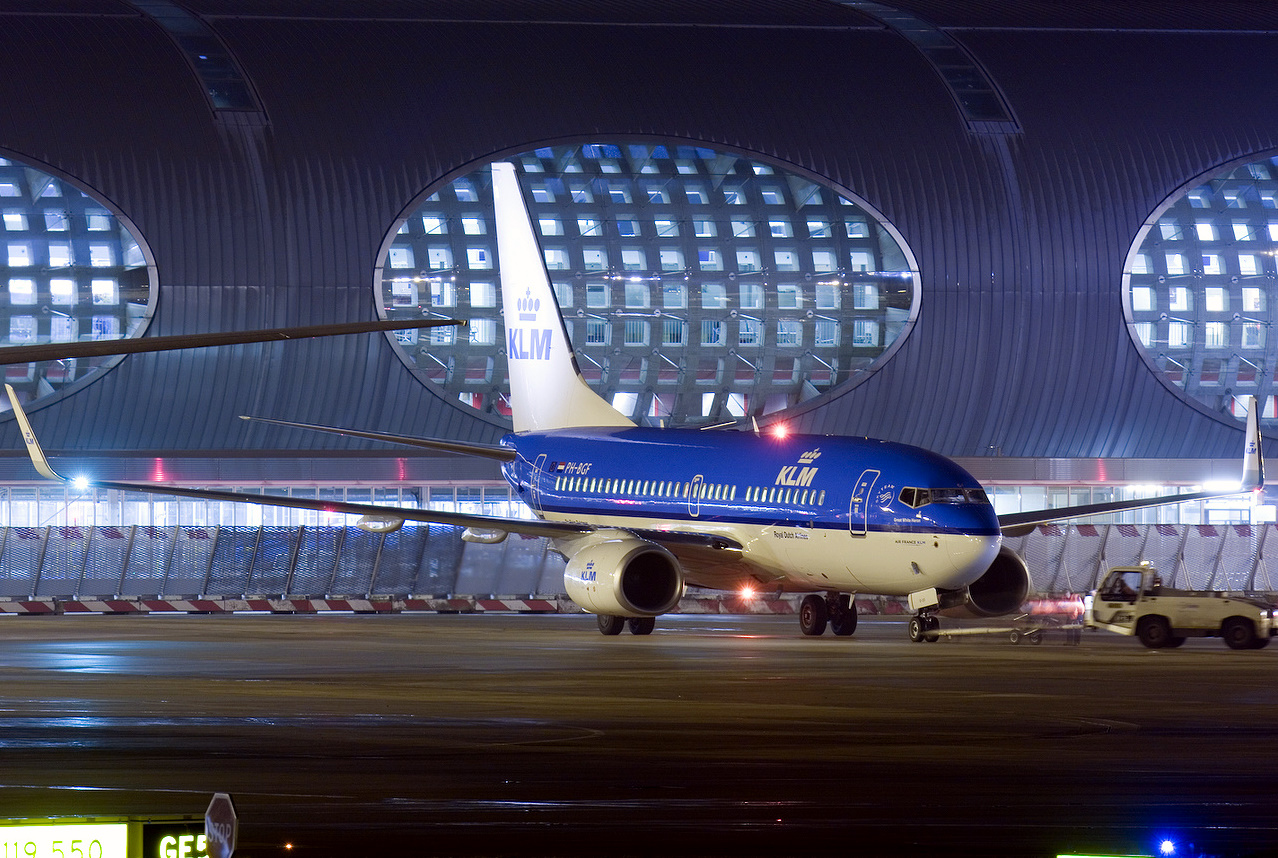
Un Boeing 737 de KLM de nuit au terminal 2.

Ces efforts commencent à porter leurs fruits ainsi qu'en témoigne le résultat de l'enquête de satisfaction des passagers réalisée par BVA en juillet et août 2010 et de janvier à mars 2011 auprès de 6 530 voyageurs de 16 des principaux aéroports européens,.
Il ressort de cette étude que Paris-Charles-de-Gaulle, comme Paris-Orly, sont classés au 2e rang des aéroports européens, dans leur catégorie respective, en termes de satisfaction globale : Paris-Charles-de-Gaulle enregistre 84 % de satisfaits (Paris-Orly 87 %), score qui le situe à deux points de moins qu’Amsterdam Schiphol (86 %), meilleur aéroport de taille équivalente. Les aéroports de Madrid et Londres Heathrow obtiennent un score de 83 % et celui de Francfort atteint 80 % de satisfaits. En 2013, le taux de satisfaction global de l'aéroport a atteint 86 %.

#### Contrôles
L’enquête BVA, publiée fin juin 2011, a enregistré la bonne perception de la PAF (Police aux Frontières) et des salles d’embarquement, où Paris-Charles-de-Gaulle arrive en première position de son univers concurrentiel.
Le passage aux PIF (organisation de la file d’attente, durée de l’attente, accueil du personnel, prévenance, sentiment de sécurité) obtient le score de 86 % de satisfaction et permet à Paris-Charles-de-Gaulle de se hisser à la 2e position derrière Zurich (Paris-Orly est 3e dans sa catégorie), grâce à la mise en place du nouveau dispositif d’information en temps réel d'attente aux contrôles de sûreté PIF et de 20 sas PARAFES (pour Passage Automatisé Rapide des Frontières Extérieures Schengen) permettant une lecture automatique du passeport et de son empreinte digitale,.

#### Accueil et enregistrement
La plateforme parisienne est désormais jugée particulièrement performante pour l’information donnée aux voyageurs tout au long de leur parcours (TV/tableaux/réseaux sociaux/application mobile) et lors de la phase d’enregistrement. Les comptoirs d’information sont bien notés également et constituent un atout pour les deux aéroports parisiens. Testé depuis 2011 à Orly Ouest, le système de dépose bagage automatique permet aux passagers d’enregistrer eux-mêmes leurs bagages en quelques secondes,.
Une seconde enquête a été réalisée par BVA pour l'Association de Tour-Opérateurs CETO, du 20 février au 4 mars 2012, dans les terminaux 2 A et T3 à l'occasion du Mondial du Tourisme. Elle avait pour but de mesurer la satisfaction de leurs clients lors de leur passage dans l'aéroport, sur la totalité de leur parcours, depuis l'accès à la plate-forme.
Les premiers constats indiquent que les clients des TO expriment une large satisfaction envers Paris-Charles-de-Gaulle. Plus de 8 voyageurs sur 10 sont satisfaits de leur passage dans l'aéroport. Ceux d'entre eux qui ont une expérience avec des aéroports internationaux attribuent à Paris-Charles-de-Gaulle une note de satisfaction globale qui atteint 87 % (contre 84 % dans la précédente étude), soit juste un point de moins qu'Amsterdam-Schiphol (88 %), mais deux points de plus que Madrid-Barajas (85 %), l'appréciation globale des autres aéroports européens se situant à 84 %.
Selon l'étude de BVA, cette catégorie de clientèle place donc Paris-Charles-de-Gaulle au second rang des aéroports les plus appréciés d'Europe. Leur satisfaction s'appuie sur de nombreuses réalisations concrètes qui facilitent le parcours du passager en aéroport : les chariots à bagages (94 %), disponibles et maniables, les écrans d'informations sur les données de vols (93 %), faciles à trouver et avec des renseignements clairs ou les comptoirs d'information et les ascenseurs (92 %).
D'autres services des terminaux 2 A et T3 donnent une grande satisfaction : l'enregistrement (89 %), à égalité avec les contrôles de police et celui des bagages à main. Les clients des TO apprécient l'organisation des files d'attente, la faible durée d'attente, l'accueil du personnel, sa prévenance et le sentiment de sécurité.
Les résultats encourageants de ces sondages ont été réaffirmés par l'étude réalisée par CSA et l'Université Paris-Dauphine, menée du 18 avril au 7 mai 2012 pour l'ensemble de l'aéroport auprès de 816 personnes venues du Royaume-Uni, des États-Unis, du Brésil, de Chine, d'Inde et de Russie, qui ont exprimé un taux global de satisfaction en hausse, à 91 %. La sécurité dans l'aéroport (96 % de satisfaits), la rapidité de l'enregistrement (89 %) et des contrôles de police (88 %), l'information donnée sur les écrans (89 %), les comptoirs d'information (86 %) sont à nouveau particulièrement appréciées et 21 % des voyageurs ont une meilleure impression de l'aéroport après leur séjour que celle qu'on leur avait a priori laissé entendre… Cette différence atteint 26 % pour les primo utilisateurs de l'aéroport et jusqu'à 39 % pour les passagers des États-Unis. La propreté des toilettes (91 %), le confort des salles d'embarquement (91 %), des sièges (92 %) ainsi que leur disponibilité (89 %) sont également bien notés. Viennent ensuite la facilité à s'orienter (85 %), l'affluence (83 %) et la présence du personnel d'information (82 %).

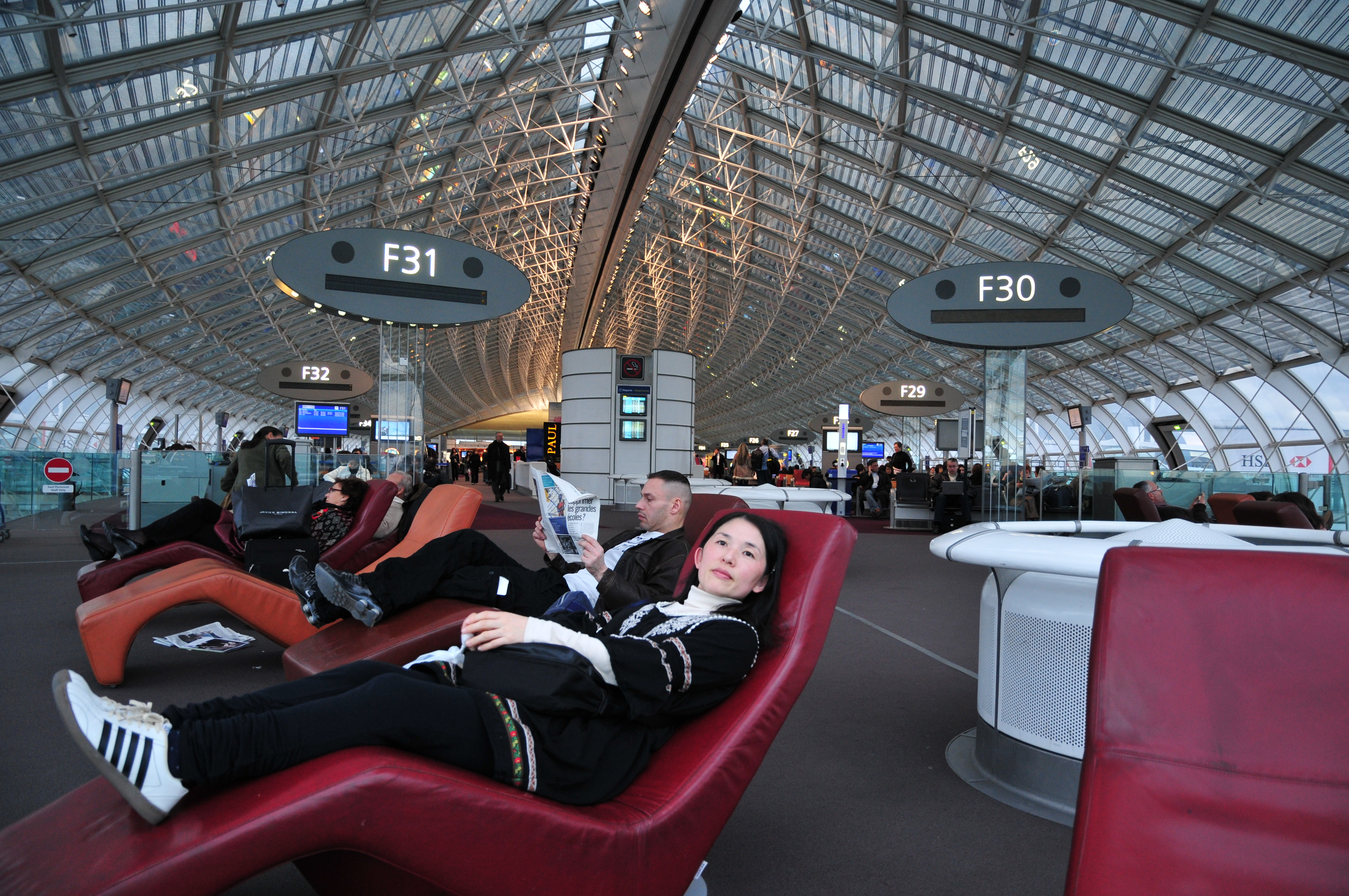
Sièges de détente au terminal 2F.

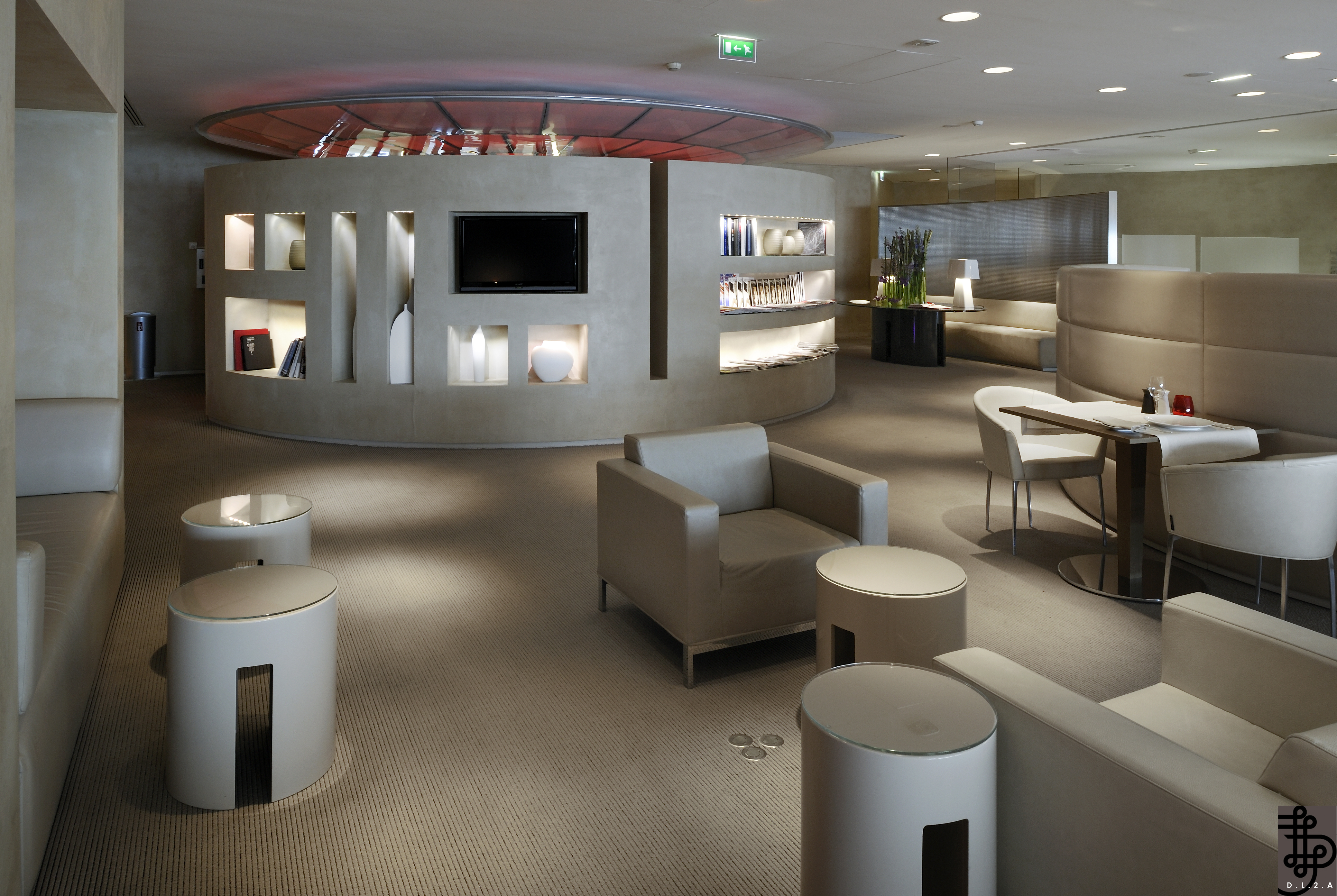
Salon La Première Air France.

Dans un article du 24 août 2009 du site Internet Slate.fr, Jacques Attali signalait que le site de voyage indépendant canadien « sleepinginairports.net », qui mène une enquête permanente auprès de ses utilisateurs, formulait une appréciation défavorable sur la qualité de l'accueil offerte pour passer la nuit à l'aéroport de Paris-Charles-de-Gaulle. L'opinion du site « sleepinginairports.net » a néanmoins changé depuis 2011 et l'aéroport ne figure désormais plus parmi les dix pires aéroports où passer la nuit dans le monde, comme en Europe. En effet, près de 5 000 nouveaux sièges ont été installés en 2010 dans les aéroports parisiens, dont plus de 1 600 sièges ergonomiques.
Par ailleurs, de nombreux services sont proposés dans les différents terminaux : passages automatisés aux frontières (PARAFE), applications pour téléphones mobiles « My Airport », géolocalisation aéroportuaire (My Way), Wi-Fi gratuit et illimité, salon Premium Icare, espaces affaires, espaces individuels de travail, parkings Premium, réservation de véhicules, consignes, accueil handicapés, service de conciergerie, devises express, salons de massage (Be Relax), fauteuils de détente, bornes interactives et de recharges, espaces internet, vidéos et jeux vidéo, centres médicaux, nurseries, distributeurs de produits d'hygiène, postes, banques, lieux de restauration et de cultes, « Espace Musées », enregistrement automatisé de ses bagages, si l'expérience en cours à l'aéroport d'Orly est concluante, etc.,.
Selon le classement Skytrax 2016, l'aéroport a intégré pour la première fois le « top 10 » des meilleurs aéroports au monde de plus de 50 millions de passagers en se classant dixième et a progressé de 15 places depuis 2015 en se hissant à la 33e place de l'ensemble des aéroports. Il progresse aussi en étant huitième dans la catégorie de la meilleure offre de services et de loisirs et en se classant troisième dans celle des meilleurs terminaux au monde, pour le hall M du terminal 2E, et dans celle des meilleurs aéroports d’Europe de l’Ouest.

#### Infrastructures
L'aéroport possède une conception unique en Europe avec ses quatre pistes parallèles orientées est-ouest (en principe les pistes extérieures sont dévolues aux atterrissages et les pistes intérieures aux décollages) encadrant la totalité des aires de stationnement. Cela facilite à la fois la circulation des aéronefs au sol et la fluidité des trajectoires de départs et d'arrivées.
Le carburant aviation est livré par le pipeline Le Havre - Paris de la société Trapil.
Il dispose également d'une gare de train grande vitesse en son sein autorisant une correspondance directe avec l'avion, outre sa desserte de Paris par le RER et les transports en commun.

### Points faibles

#### Commerces et restauration
L’étude BVA de 2011 laisse apparaître une perception des boutiques mitigée chez les passagers.
Plébiscitée à Amsterdam Schiphol, la satisfaction est plus modérée à Paris-Charles-de-Gaulle (comme à Paris-Orly) et plus en retrait encore pour Munich, Athènes, Londres Gatwick et Milan Malpensa.
La situation des bars et restaurants est décevante chez la plupart des aéroports européens.
Les passagers apprécient en effet assez modérément ces services, où l’on enregistre seulement 69 % de satisfaits à Paris-Charles-de-Gaulle (70 % à Paris-Orly). Zurich avec plus de 85 % et Amsterdam sont les mieux placés.
Selon l'enquête de BVA réalisée début 2012 pour le CETO, dans les terminaux 2 A et T3, des points doivent encore être améliorés, tels que les boutiques (75 % de satisfaction) et les bars et restaurants (68 %). Leur mise à niveau va ainsi être poursuivie dans des domaines aussi variés que l'ambiance, la propreté, l'accueil, le choix, la rapidité du service, la qualité des produits ou le rapport qualité-prix, comme en témoigne l'ouverture de la « Place de Paris » du satellite S4 fin juin 2012.
Dans l'enquête de CSA de mai 2012, si les boutiques voient leur satisfaction augmenter (80 %), les points qui recueillent le moins de suffrages sont à nouveau les bars et restaurants (70 %), avec également les conditions de correspondances (76 %), compte tenu de la dimension des terminaux et le service Wi-Fi trop limité (57 %). Par ailleurs, en règle générale les taxis sont jugés trop onéreux et les touristes asiatiques estiment que la nourriture n'est pas adaptée à leurs habitudes.
Depuis lors, des améliorations ont été apportées au service Wi-Fi et à l'offre de restauration. Ainsi le 1er juillet 2016, le restaurant « I love Paris by Guy Martin », situé dans le hall L du terminal 2E, a été élu « meilleur restaurant en aéroport au monde », à l'occasion des FAB Awards (en).

#### Accessibilité et réseaux de transport

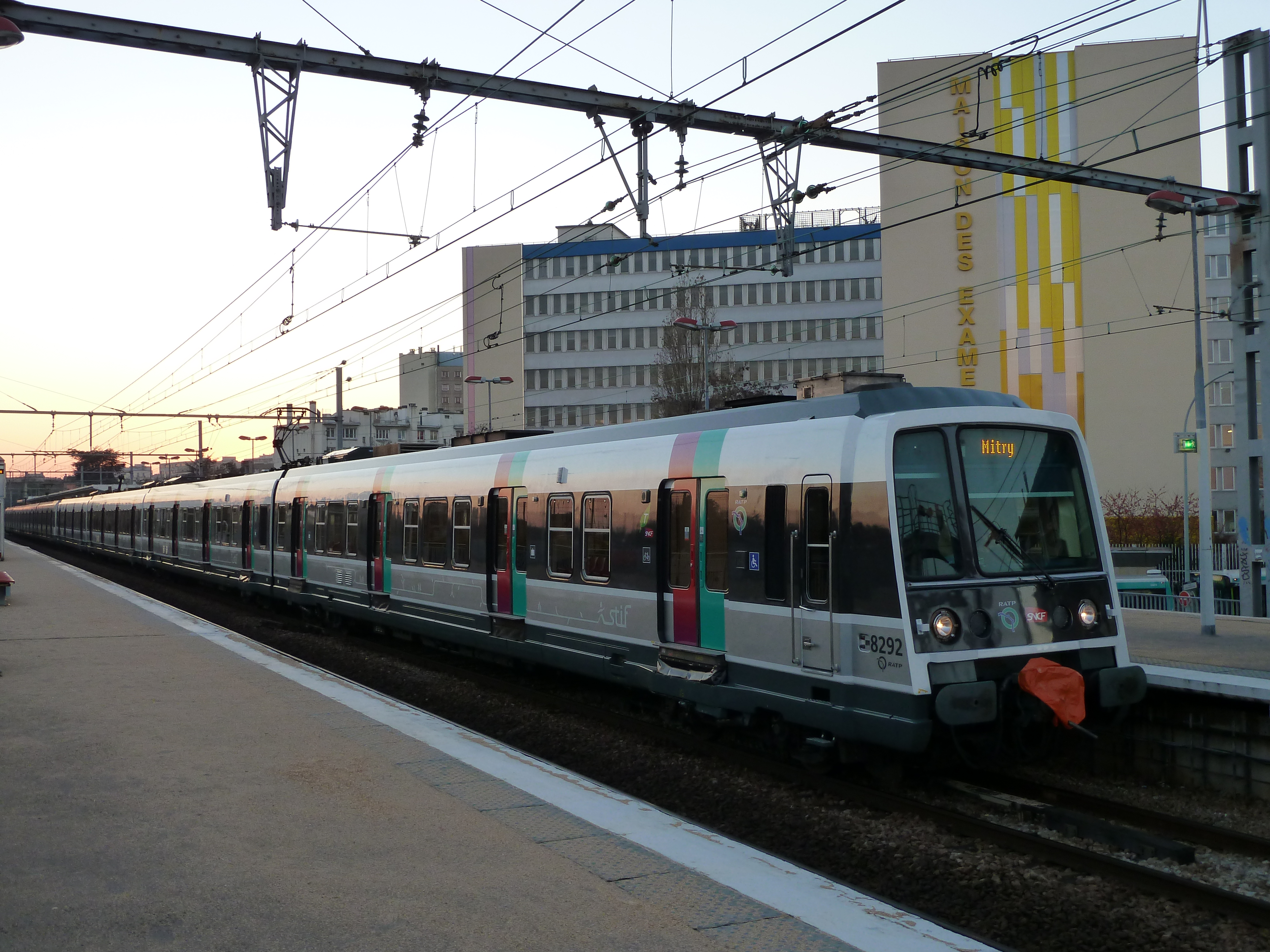
La première rame MI 79 rénovée en gare de Laplace en décembre 2010.

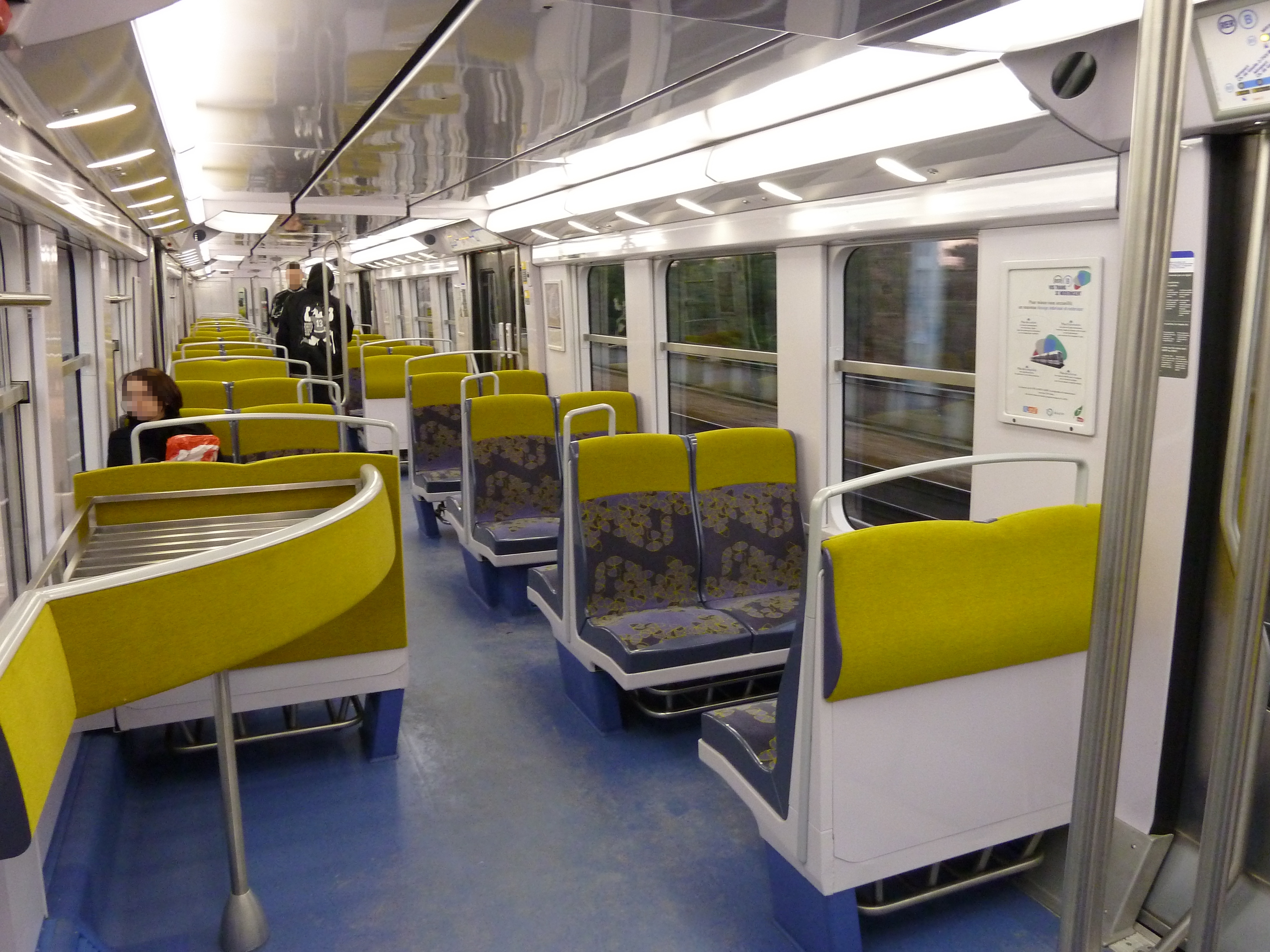
Intérieur d'une voiture MI79 rénovée.

Le temps moyen de 30/35 minutes pour relier l'aéroport depuis le centre de Paris (Gare de Châtelet - Les Halles), par les trains sans arrêt intermédiaire depuis la gare de Paris-Nord, est jugé trop long. La régularité des trains atteignait 87,5 % en moyenne en avril 2016,.

Dans un article du site internet Slate de 2009, Jacques Attali déplorait l'absence de transports en commun « décents » et « commodes ». Ce site écrivait encore en 2012 : 

« La desserte ferroviaire entre la plateforme aéroportuaire et la capitale n’est pas adaptée aux besoins, de sorte qu’elle n’assure que 20 % du trafic. Mais la desserte routière implique l’utilisation des autoroutes A1 et A3 souvent congestionnées à cause du trafic local et de la circulation des camions sur l’axe nord-Europe. (…) la liaison par RER B entre Paris et Roissy, souffre (…) par la vétusté [et] surcharge de la ligne, et d’un manque de place et de confort pour les clients du transport aérien. »

La sécurité des réseaux est également mise en cause à la suite d'agressions de voyageurs, surtout entre les gares de Sevran-Beaudottes et Villepinte-Parc-des-Expositions.
Pour remédier à cette situation, des travaux d'amélioration de la section nord de la ligne appartenant à la SNCF, ont été engagés le 11 novembre 2008 sous le nom de « RER B Nord Plus » pour un coût de 250 millions d'euros,. Retardés de 9 mois,, ces travaux prévoyant en particulier d'affecter deux voies de la ligne La Plaine - Hirson au RER B, afin de supprimer les conflits avec d'autres circulations, se sont achevés le 2 septembre 2013.
Le 10 novembre 2013 a été mis en service le Centre de commandement unique de la ligne B.
Tous les trains sont rendus omnibus toute la journée, à l'exception des directs Roissy CDG des heures creuses. Ils relient Paris toutes les quinze minutes aux heures creuses, de 9 h 30 à 16 h 30, après 20 h 30 et le week-end, et toutes les six minutes aux heures de pointe. Les gares et leur mobilier ont été rénovés et mis aux normes des personnes à mobilité réduite, avec en outre la création de quatorze escaliers mécaniques et vingt-cinq ascenseurs sur la ligne. De plus, il est également prévu une augmentation de la capacité des trains les dimanches et fêtes par la généralisation des trains longs. À plus long terme, le Schéma directeur de la région Île-de-France (SDRIF) propose de dédoubler le tunnel situé entre Châtelet - Les Halles et Gare du Nord, afin de mettre un terme à son usage commun par les lignes du RER B et du RER D et d'affecter deux voies à chacune d'elles.
Par ailleurs, le projet CDG Express de liaison ferroviaire directe avec le centre de Paris a été relancé en janvier 2014.
De 2010 à décembre 2015, la rénovation des 119 rames MI 79 (dites aussi Z 8100) a été entreprise pour un montant de 307 millions d'euros,, afin de permettre le remplacement préventif des éléments matériels fatigués mais aussi l'installation des derniers équipements comme la ventilation réfrigérée, le renouvellement du mobilier avec modification de l’agencement (nouveaux sièges, suppression de strapontins, porte-bagages au sol, éclairage renforcé) et l'installation de 24 caméras de vidéosurveillance par rame. La première rame MI79 rénovée a été mise en service le 7 décembre 2010. Fin 2013, 58 rames étaient rénovées, 75 à la mi-2014, 100 en juin 2015 et la dernière en décembre 2015.

#### Sécurité à bord
Pour les besoins d'un reportage diffusé le jeudi 6 janvier 2011 dans l'émission Envoyé spécial sur France 2, des journalistes sont parvenus à tromper les systèmes de sécurité de l'aéroport (assurés par des sociétés privées) et à monter dans un avion munis d'un pistolet semi-automatique de calibre 9 mm. L'arme, démontée en plusieurs parties, avait été placée dans deux bagages à main différents, avant d'être remontée dans les toilettes de l'avion.

## Identité corporative
La police de caractère Frutiger a été imposée sur les panneaux de l'aéroport en 1975. Initialement appelée Roissy, elle a été renommée pour son créateur Adrian Frutiger.
Jusqu'en 2005, chaque annonce publique faite dans les terminaux, était précédée d'un timbre distinctif surnommé « Indicatif Roissy », composé par Bernard Parmegiani en 1971 et figurant dans l'album collectif « Le GRM sans le savoir ». Ce timbre sonore peut être entendu dans une scène du film Frantic de Roman Polanski. Il a été remplacé par un autre surnommé « Indicatif ADP ». On peut l'entendre dans le film From Paris with Love, au générique duquel il est crédité : Michaël Boumendil, Stéphane Horeczko - Magie D'Aéroports © Sixième Son.

## Aumônerie

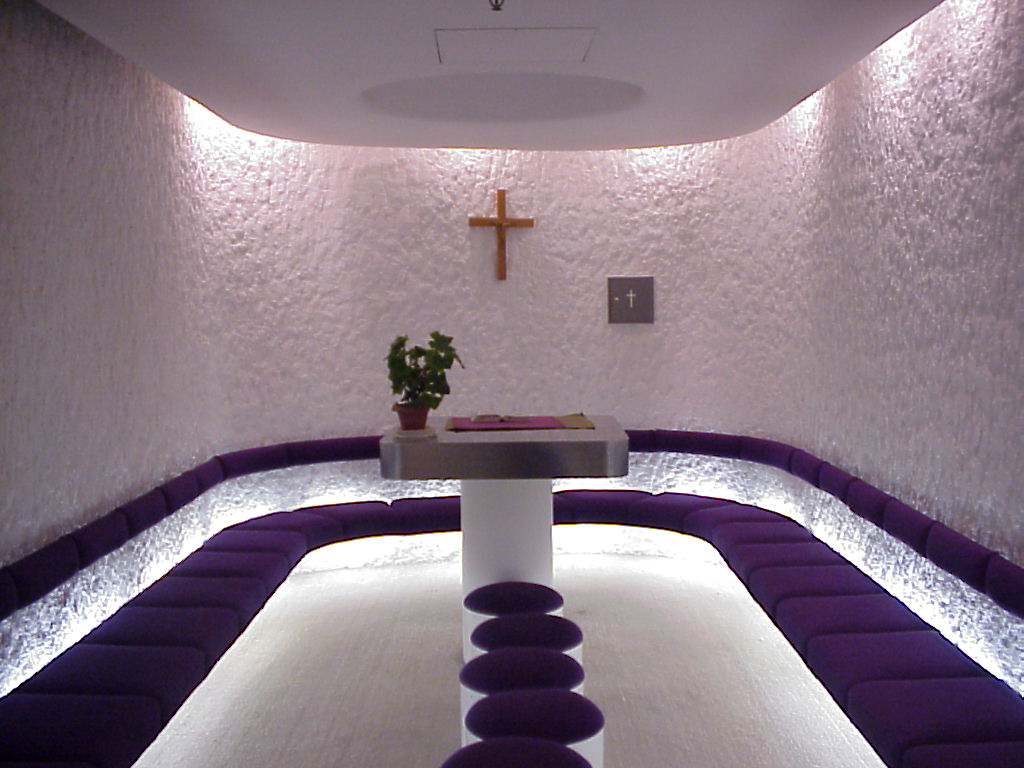
Chapelle œcuménique de l'aérogare 1.

Comme de nombreux aéroports dans le monde depuis 1951, Roissy-CDG dispose d'une aumônerie œcuménique destinée aux trois grandes religions, christianisme, le judaïsme et islam. Elle dispose d'un centre spirituel avec une salle de prière pour chaque culte en zone publique dans le terminal T2F (niveau arrivée entre les portes 1a et 2a) et deux autres en zone réservée dans le terminal T2E (Hall L, à proximité du Airport Hotel), au terminal 1 ainsi que dans la nouvelle jonction.
Un aumônier protestant issu de la Fédération protestante de France y est affecté à plein-temps, la pasteure Ilena Hatton ; trois aumôniers catholiques dont deux à mi-temps, le père Piotr Andrzejewski, le diacre Cyril de Castellan et Mme Louisiane Rose nommés par l'Archidiocèse de Paris ; deux rabbins, le grand rabbin de France Haïm Korsia et le conseiller spécial du grand rabbinat de France Moïse Lewin, ainsi que deux imams, l'imam Hadj Khababa et l'imam Abdelkader Arbi. Outre le soutien spirituel aux voyageurs et au personnel de l'aéroport, les aumôniers sont notamment chargés de missions très délicates face à des familles endeuillées lors de catastrophes aériennes ou de tragédies humaines personnelles. Ils sont aussi très présents lors de rapatriements en urgence de citoyens français de pays sujets à des conflits armés et font partie des encadrants auxquels il est fait appel en cas de crise majeure. Ils font aussi sur demande de nombreux accueils de personnes à mobilité réduite et de groupes de pèlerins en partance ou lors de leur arrivée.

## Plane spotting
Avec son trafic dense d'avions de vols internationaux, l'aéroport attire les plane spotters qui, passionnés d'aéronautique, viennent observer, répertorier, prendre des photos d'avions et/ou prendre des notes diverses (photos d'empennage, immatriculations, entre autres).
La menace terroriste depuis les attentats du 11 septembre 2001 a obligé les aéroports à prendre des mesures de sécurité et il est désormais obligatoire, depuis 2006, de posséder une autorisation préfectorale écrite pour pouvoir stationner autour de l'aéroport et effectuer des prises de vue le long des grillages.

Galerie de photographies
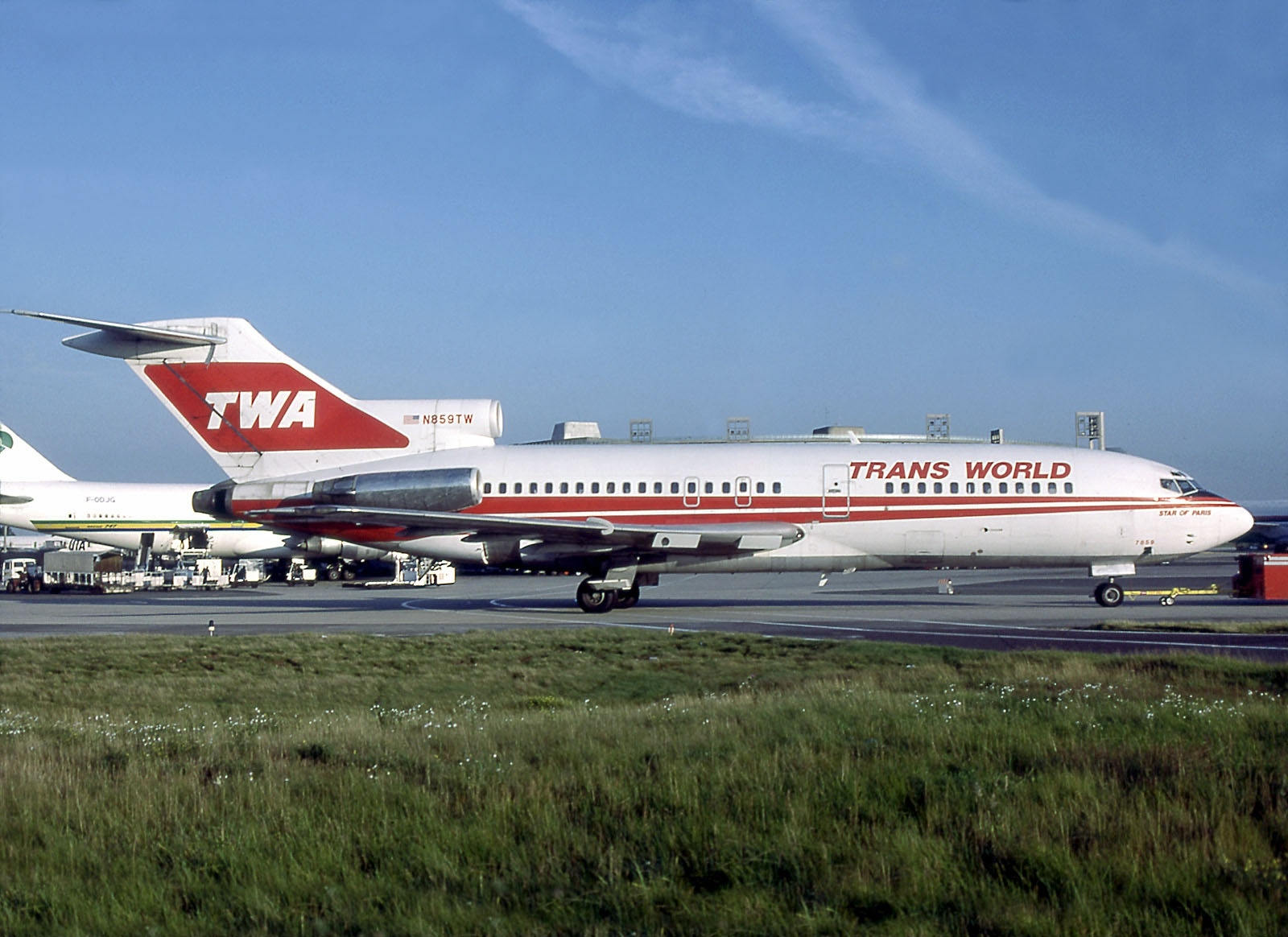
Un Boeing 727-31 de la TWA à Roissy en 1987.
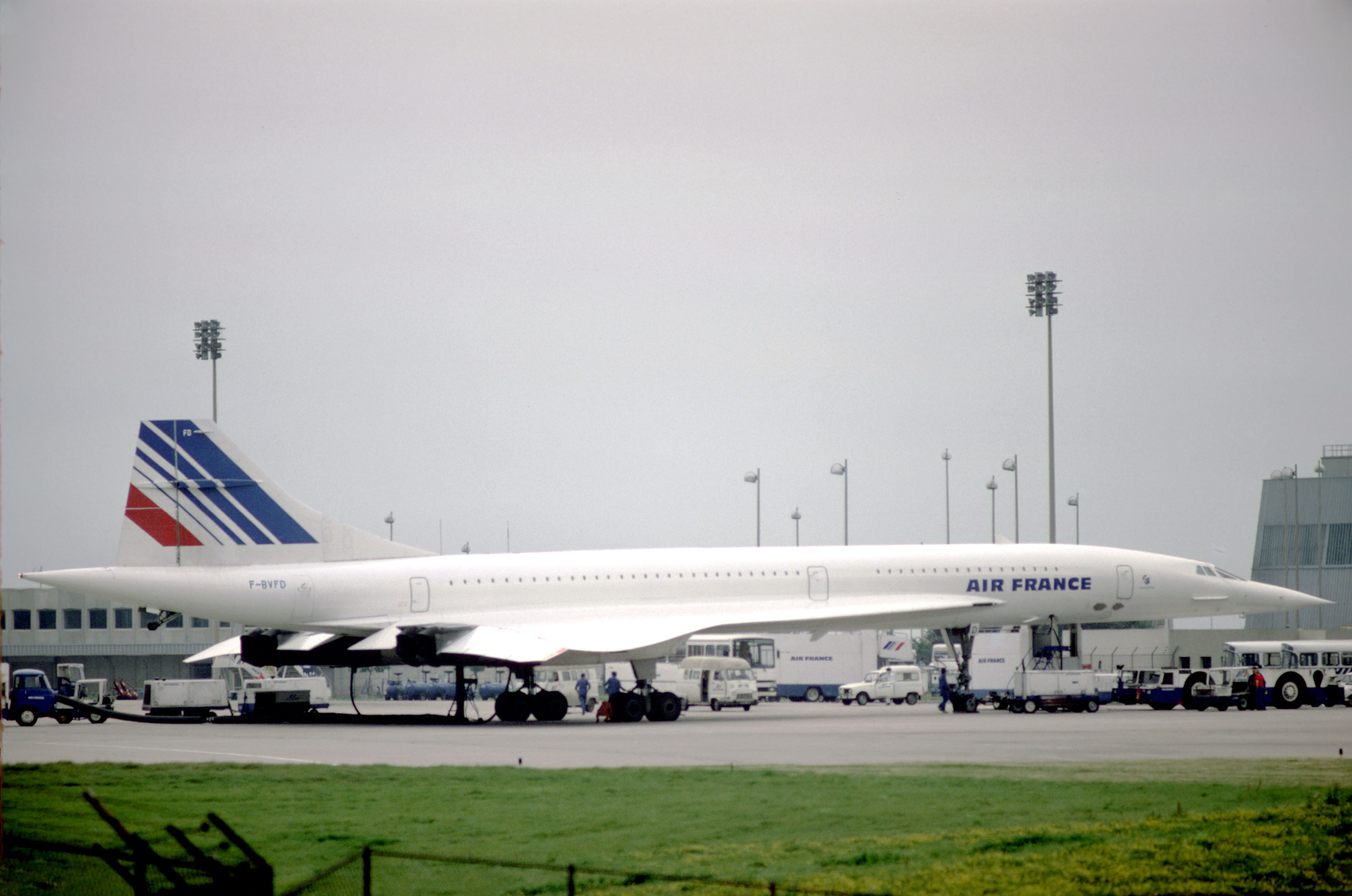
L'avion supersonique Concorde (ici, le F-BVFD) a longtemps été prisé par les spotters.
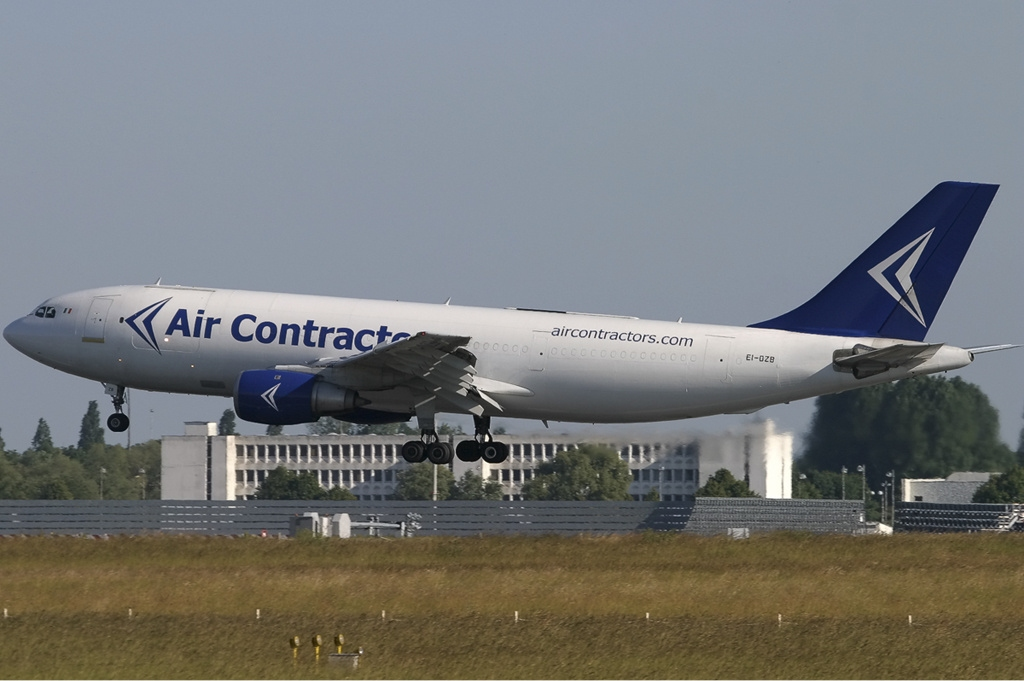
Un Airbus A300 d'Air Contractors atterrissant en 2005.
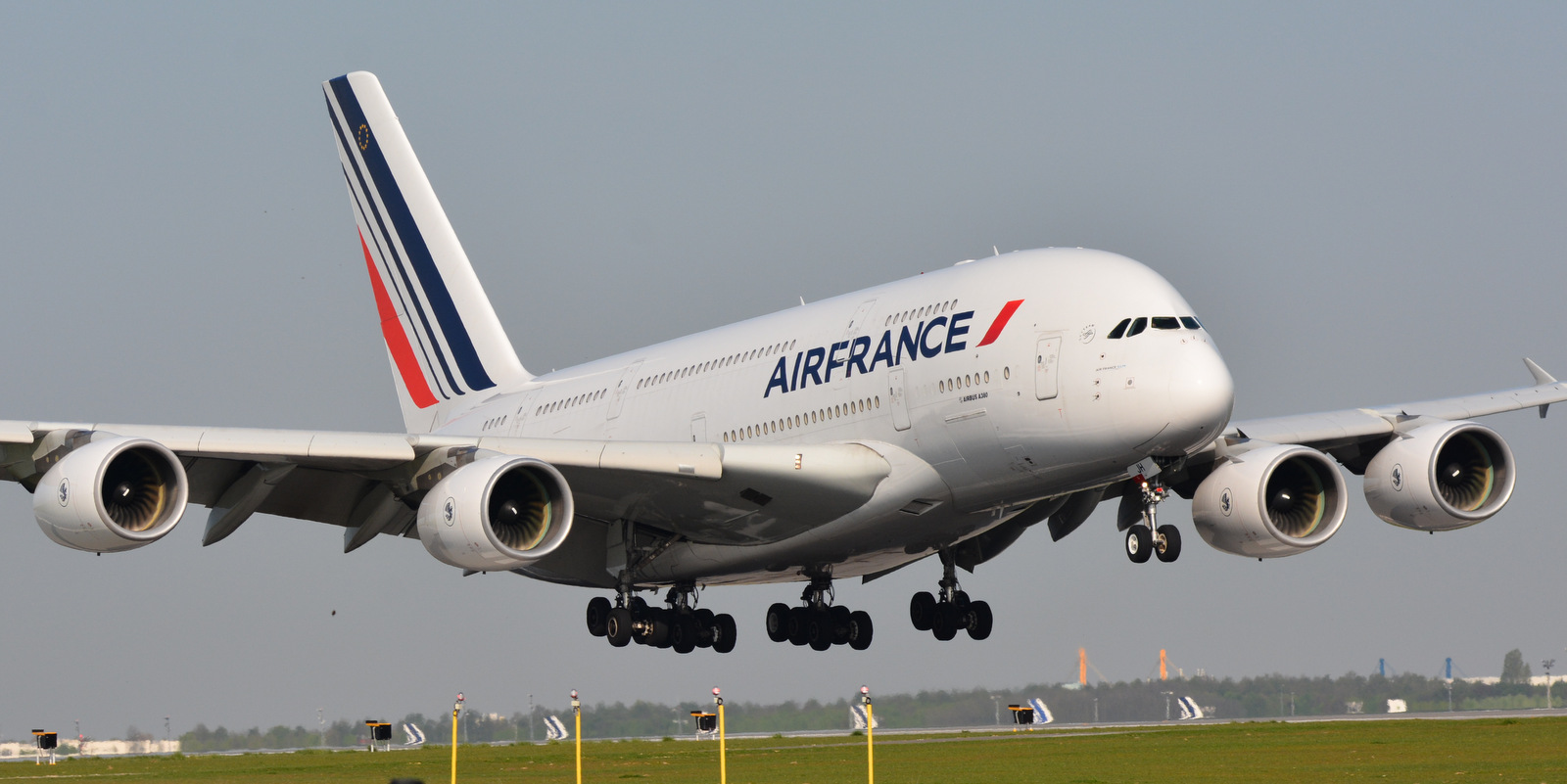
Air France est la compagnie la plus présente sur l'infrastructure de Roissy avec 46,8 % du trafic (ici, un Airbus A380 en 2019).
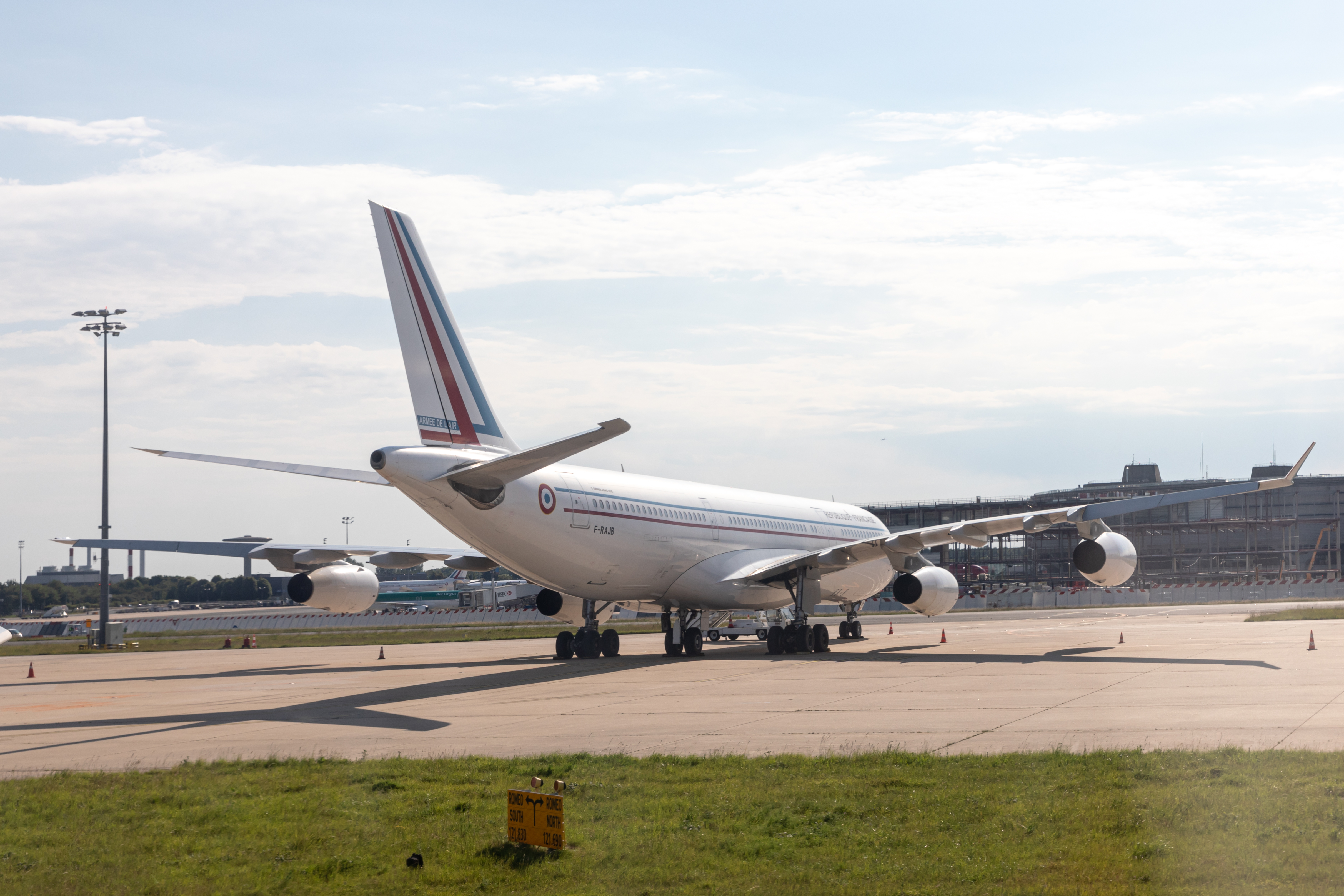
Les avions de l'Escadron de transport 60, assurant le transport du président de la République et des autorités gouvernementales, sont appréciés par les spotters.

## Dans la culture populaire
L'aéroport a été le théâtre de nombreux tournages cinématographiques. On peut citer par exemple Beautiful Day, vidéo-clip du groupe U2, ou les films La Gifle de Claude Pinoteau en 1974, Nous irons tous au paradis d'Yves Robert en 1977, La Boum de Claude Pinoteau en 1980, Il y a des jours... et des lunes de Claude Lelouch en 1990, Tombés du ciel de Philippe Lioret en 1994, Les anges gardiens de Jean-Marie Poiré en 1996, La Débandade de Claude Berri, Décalage horaire de Danièle Thompson en 2002, Ne le dis à personne de Guillaume Canet en 2005, Rush Hour 3 de Brett Ratner en 2007, Taken de Pierre Morel en 2008 et La Panthère rose 2 de Harald Zwart en 2009.
En 2004, le guide du film français a recensé pas moins de seize longs métrages tournés au sein de l'aéroport.

## Événements particuliers
- Mehran Karimi Nasseri, un réfugié iranien, a vécu dans l'aérogare 1 entre 1988 et août 2006. Son histoire a été immortalisée par le film Le Terminal dans lequel Tom Hanks joue le rôle d'un réfugié dans une situation similaire. Il a été hospitalisé en 2006 pour une intoxication alimentaire.
- Le 1er septembre 2005 a eu lieu le premier défilé de mode en aérogare avec Ágatha Ruiz de la Prada[208].
- Le 19 mai 2019, le terminal 2F d’Air France est bloqué pendant plus de quatre heures par le collectif des Gilets noirs en opposition aux expulsions des personnes migrantes[209].

### Documentaire
- Cyrille Massey, Roissy Charles de Gaulle, embarquement immédiat, France 3, 2013, 100 minutes.